# Tappeto persiano

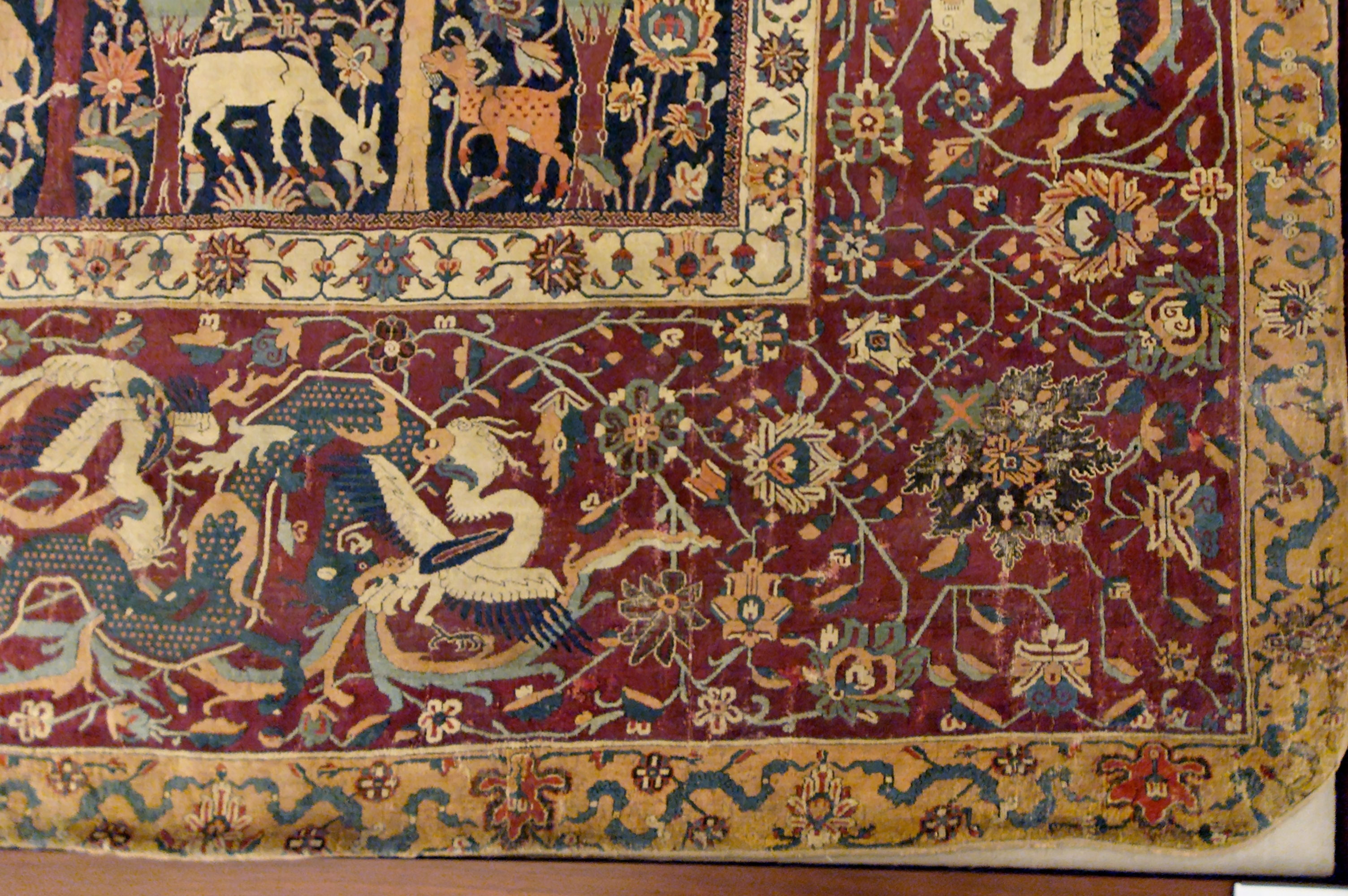
Dettaglio di tappeto persiano di era safavide, Museo del Louvre

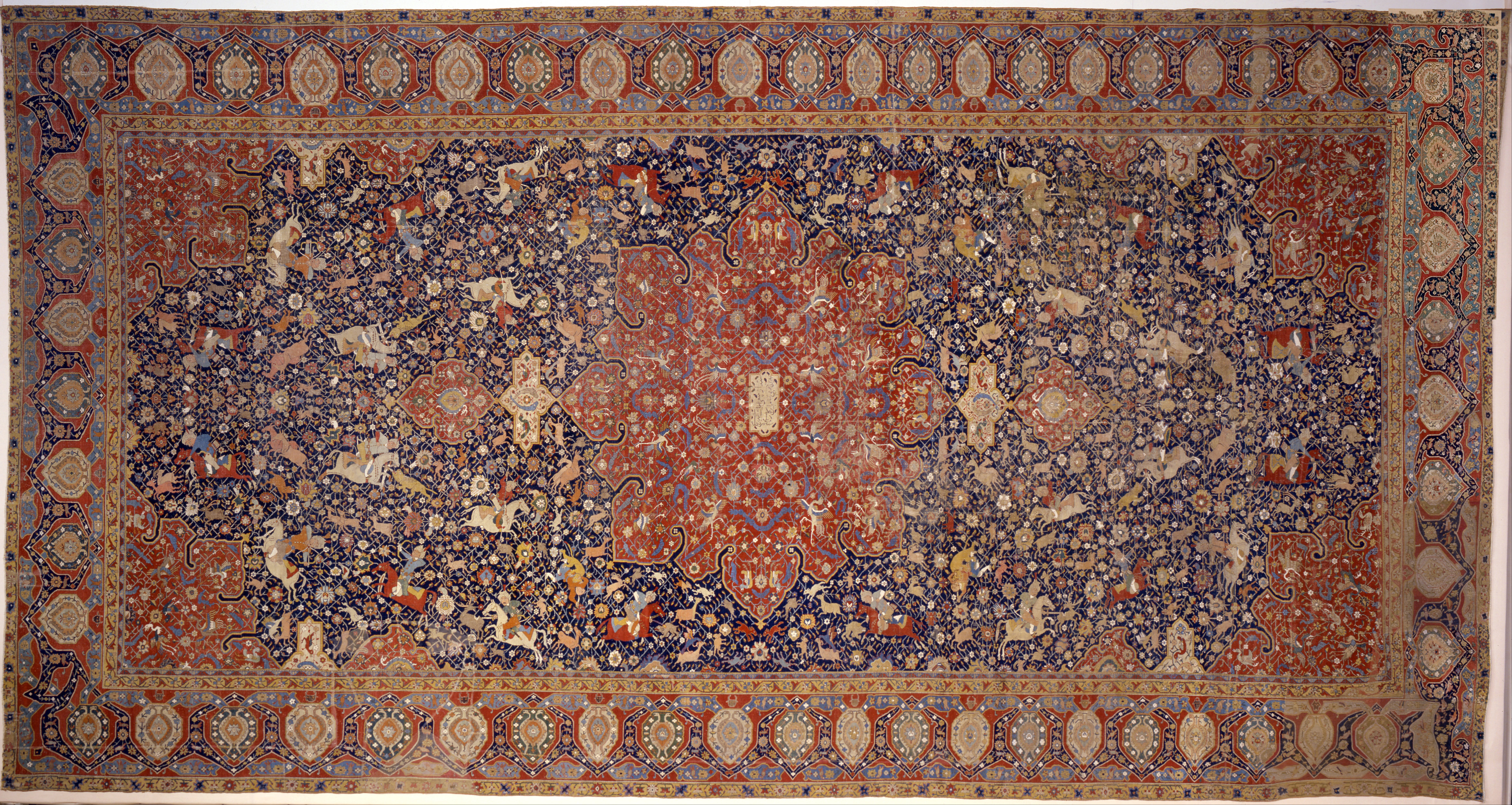
Tappeto da caccia realizzato da Ghyath ud-Din Jami, lana, cotone e seta, 1542-3, Museo Poldi Pezzoli, Milano

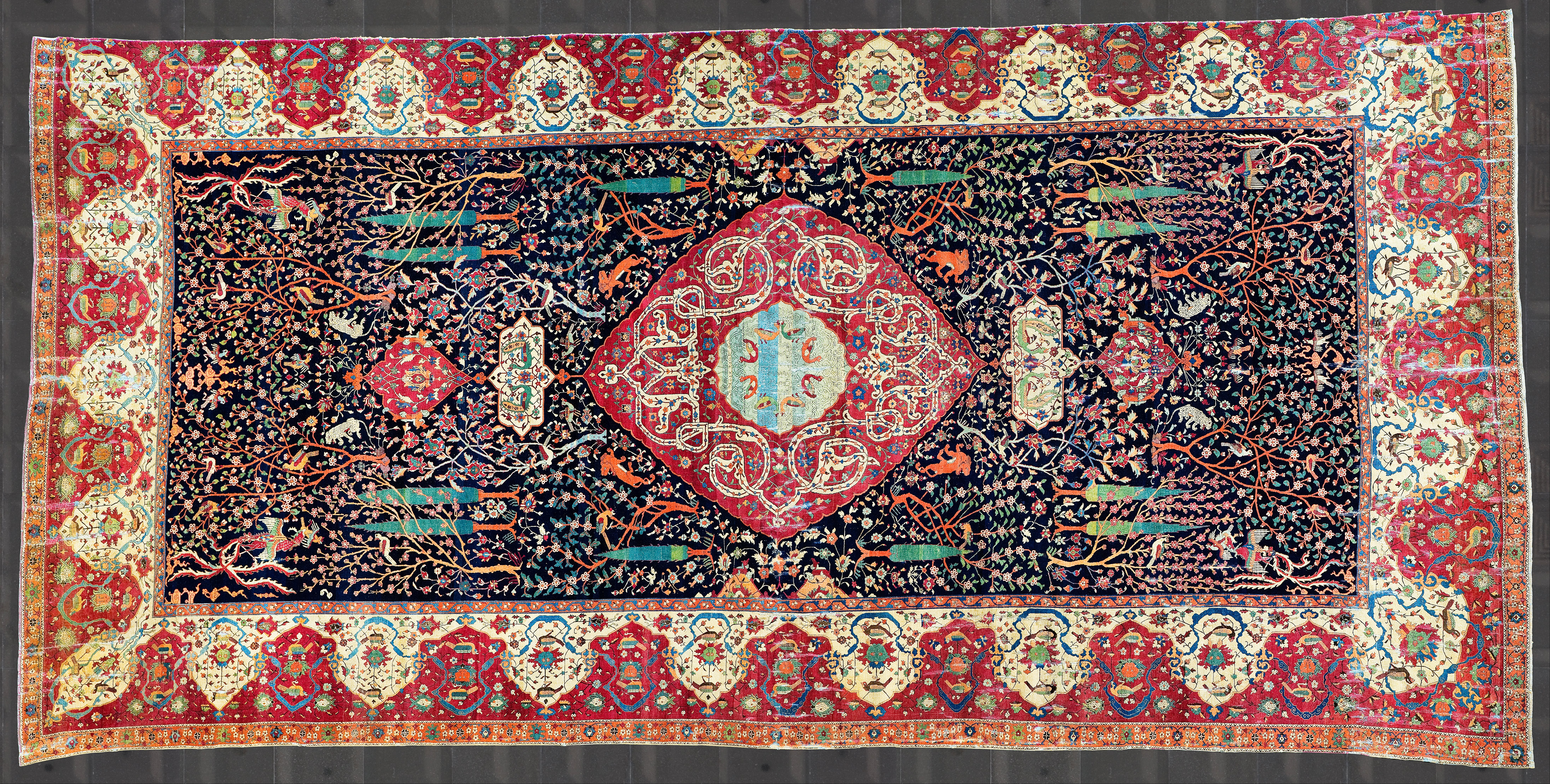
"Tappeto Schwarzenberg", XVI secolo

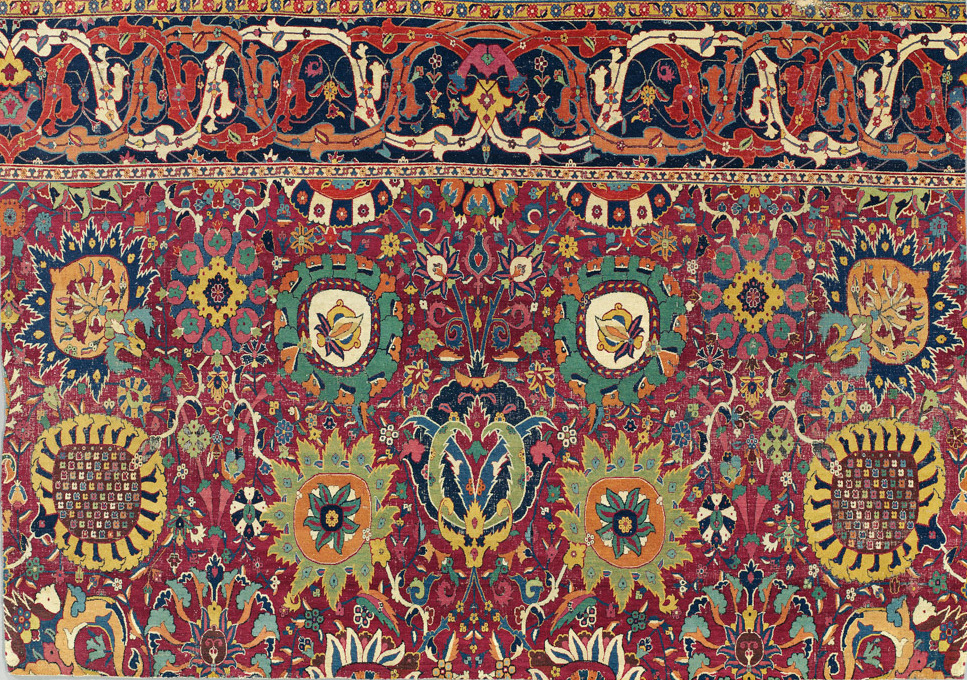
Frammento di tappeto Kerman di epoca safavide tipo vaso, sud-est della Persia, inizi XVII secolo

Un tappeto persiano (in lingua persiana: قالی ايرانى qālī-ye īranī), anche noto come tappeto iraniano (فرش ايرانى farsh, dal significato "stendere"), è un tessuto pesante, fatto per un'ampia varietà di scopi utilitaristici e simbolici, prodotto in Iran (storicamente noto come Persia), per uso domestico, vendita locale ed esportazione. La tessitura dei tappeti è una parte essenziale della cultura e dell'arte iraniana. All'interno del gruppo di tappeti orientali prodotti dai paesi della cosiddetta "cintura del tappeto", il tappeto persiano si distingue per la varietà ed elaboratezza dei suoi molteplici disegni.
Tappeti persiani e di vario tipo sono stati tessuti in parallelo da tribù nomadi, in laboratori di villaggi e città, e dalle fabbriche della corte reale. In quanto tali, rappresentano linee di tradizione diverse e simultanee e riflettono la storia dell'Iran e dei suoi diversi popoli. I tappeti tessuti nell'era safavide, nelle fabbriche di corte di Esfahan durante il XVI secolo, sono famosi per i loro colori elaborati e il loro disegno artistico, e per questo oggi sono apprezzati in musei e collezioni private in tutto il mondo. I loro modelli e disegni hanno stabilito una tradizione artistica, per le manifatture della corte, che è stata tenuta in vita durante l'intera durata dell'Impero persiano fino all'ultima dinastia reale dell'Iran.
Tappeti tessuti in città e centri regionali come Tabriz, Kerman, Mashhad, Kashan, Esfahan, Na'in e Qom sono caratterizzati dalle loro specifiche tecniche di tessitura e dall'uso di materiali, colori e motivi di alta qualità. Le manifatture cittadine come quelle di Tabriz hanno svolto un ruolo storico importante nel far rivivere la tradizione della tessitura dei tappeti dopo periodi di declino. I tappeti tessuti nei villaggi e dalle varie tribù iraniane si distinguono per la loro lana fine, i colori luminosi ed elaborati e i modelli specifici e tradizionali. I tessitori nomadi e la gente dei piccoli villaggi spesso producono tappeti con disegni più audaci e talvolta più grezzi, che sono considerati i tappeti più autentici e tradizionali della Persia, in contrasto con i disegni artistici e pre-pianificati dei più grandi ambienti di lavoro. I tappeti Gabbeh sono i tappeti più conosciuti di questa linea di tradizione.
L'arte e l'artigianato della tessitura dei tappeti ha attraversato periodi di declino in periodi di disordini politici o sotto l'influenza di richieste commerciali. In particolare, soffrì dell'introduzione di coloranti sintetici durante la seconda metà del XIX secolo. La tessitura dei tappeti gioca ancora un ruolo importante nell'economia dell'Iran moderno. La produzione moderna è caratterizzata dalla rinascita della tintura tradizionale con colorazione naturale, dalla reintroduzione dei tradizionali modelli tribali, ma anche dall'invenzione di disegni moderni e innovativi, tessuti nella tecnica secolare. I tappeti persiani tessuti a mano erano considerati oggetti di alto valore artistico e utilitaristico e di prestigio fin dalla prima volta in cui furono citati dagli antichi scrittori greci, e lo sono rimasti fino ad oggi.
Sebbene il termine "tappeto persiano" si riferisca molto spesso a tessuti intrecciati, tappeti come Kilim, Soumak e tessuti ricamati come Suzani fanno parte della ricca e multiforme tradizione della tessitura persiana dei tappeti.
Nel 2010, le "abilità tradizionali di tessitura dei tappeti" a Fārs e Kashan sono state iscritte tra i patrimoni orali e immateriali dell'umanità.

## Storia
L'inizio della tessitura dei tappeti rimane sconosciuto, poiché essi sono soggetti a uso, deterioramento e distruzione da parte di insetti e roditori. I tappeti tessuti, probabilmente si sono sviluppati da rivestimenti per pavimenti precedenti, fatti di feltro, o da una tecnica nota come "tessitura piatta". I tappeti a tessitura piatta sono realizzati intrecciando strettamente i fili, ordito e trama, per produrre una superficie piatta senza pelo. La tecnica di tessitura dei tappeti si sviluppò ulteriormente in una tecnica nota come "tessitura a ciclo continuo". La tessitura ad anello viene eseguita tirando le corde della trama su un'asta di misura, creando un anello di filo rivolto verso il tessitore. L'asta viene quindi rimossa, lasciando i cappi chiusi, oppure i cappi vengono tagliati sopra l'asta protettiva, ottenendo un tappeto molto simile a un'autentica coperta. I tappeti a pelo intrecciati a mano sono prodotti annodando singolarmente il filo negli orditi e tagliandolo dopo ogni singolo nodo.

### Il tappeto di Pazyryk: primi tappeti tessuti

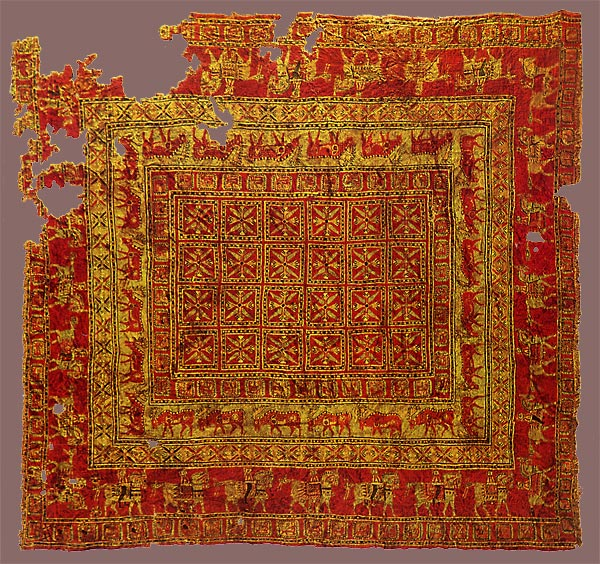
Il tappeto di Pazyryk. Circa 400 a.C. Ermitage

Il tappeto di Pazyryk venne trovato, nel 1949, nella tomba di un nobile scizio nella valle di Pazyryk dei monti Altaj in Siberia. I test al radiocarbonio indicarono che il tappeto Pazyryk era stato tessuto nel V secolo a.C. Questo tappeto misura 183 x 200 cm ed ha 3600 nodi simmetrici per dm². La tecnica avanzata utilizzata nella tessitura del tappeto Pazyryk indica una lunga storia di evoluzione ed esperienza nella tessitura. È considerato il tappeto più antico del mondo. Il suo pannello centrale è di un rosso intenso e presenta due bordi con fregi di animali che procedono in direzioni opposte, accompagnati da strisce di confine. Il pannello interno principale raffigura una processione di cervi, uomini su cavalli e palafrenieri che tengono per mano i destrieri. Le gualdrappe dei cavalli sono tessute in diversi disegni. Il campo interno contiene 4 x 6 cornici quadrate identiche disposte in file su un fondo rosso, ciascuna riempita di identici ornamenti a forma di stella, costituiti da motivi a croce e a forma di croce sovrapposti. Il disegno del tappeto mostra già la disposizione di base di quello che sarebbe diventato lo standard del tappeto orientale: un campo con motivi ripetuti, incorniciato da un bordo principale in un disegno elaborato e diversi bordi secondari.
Lo scopritore del tappeto Pazyryk, Sergej Rudenko, ritenne che fosse un prodotto dei contemporanei achemenidi. Se sia stato prodotto nella regione in cui è stato trovato, o sia un prodotto di fabbricazione achemenide, rimane oggetto di dibattito. La sua fine tessitura e il suo elaborato disegno pittorico suggeriscono uno stato avanzato della tessitura dei tappeti al momento della sua produzione.

### Primi frammenti
Esistono fonti che documento la presenza di tappeti in uso presso gli antichi greci. Omero, che si ipotizza sia vissuto intorno all'anno 850 a.C., scrisse in Iliade XVII,350 che il corpo di Patroclo era ricoperto da uno "splendido tappeto". Nell'Odissea sono citati i "tappeti" nel libro VII e X. Plinio il Vecchio scrisse in (Storia naturale VIII, 48) che i tappeti ("polimita") furono inventati ad Alessandria. Non è noto se si tratti di tessiture piatte o di armature di filo, in quanto non sono fornite informazioni tecniche dettagliate nei testi greci e latini.
I kilim a tessitura piatta, databili almeno al IV o V secolo, sono stati rinvenuti a Turfan, a Hotan, nell'est del Turkestan e in Cina, in aree che ancora producono tappeti al giorno d'oggi. Frammenti di tappeti sono stati trovati anche nell'area di Lop Nur, tessuti a nodi simmetrici, con 5-7 trame intrecciate dopo ogni fila di nodi, con un disegno a strisce di vari colori. Sono ora esposti nel Victoria and Albert Museum, a Londra. Sono stati trovati altri frammenti, tessuti a nodi simmetrici e asimmetrici, a Dura Europos in Siria, e nelle grotte At-Tar in Iraq, dated to the first centuries AD.
Queste rare scoperte dimostrano che tutte le abilità e le tecniche di tintura e tessitura dei tappeti erano già conosciute nell'Asia occidentale prima del I secolo.

### Storia antica: circa 500 a.C. – 200 d.C.
I tappeti persiani vennero menzionati per la prima volta nel 400 a.C., dallo scrittore greco Senofonte nel suo libro "Anabasi":
"αὖθις δὲ Τιμασίωνι τῷ Δαρδανεῖ προσελθών, ἐπεὶ ἤκουσεν αὐτῷ εἶναι καὶ ἐκπώματα καὶ τάπιδας βαρβαρικάς", (Sen. Anab. VII.3.18)
"Poi andò da Timasion, il Dardaniano, perché aveva saputo che possedeva delle tazze e dei tappeti persiani."
"καὶ Τιμασίων προπίνων ἐδωρήσατο φιάλην τε ἀργυρᾶν καὶ τάπιδα ἀξίαν δέκα μνῶν." [Sen. Anab. VII.3.27]
Anche Timasion bevve alla sua salute e gli offrì una ciotola d'argento e un tappeto del valore di dieci mine.
Senofonte descrisse i tappeti persiani (letteralmente: "barbari", significando: non-greci) come oggetti preziosi, e degni di essere usati come doni diplomatici. Non è noto se questi tappeti fossero tessuti a pelo o prodotti con un'altra tecnica, ad esempio kilim o ricami, ma è interessante notare che il primo riferimento ai tappeti persiani nella letteratura mondiale li mette già in un contesto di lusso, prestigio e diplomazia.
Non sono sopravvissuti tappeti persiani dei regni di qualsiasi re degli achemenidi (553–330 a.C.), dei seleucidi (312–129 a.C.) e dei parti (ca. 170 a.C. – 226 d.C.).

### Impero sasanide: 224–651
L'Impero sasanide, che succedette all'Impero partico, fu riconosciuto come una delle potenze principali del suo tempo, insieme al suo vicino Impero bizantino, per un periodo di oltre 400 anni. I sasanidi crearono il loro impero all'incirca entro i confini stabiliti dagli achemenidi, con la capitale a Ctesifonte. Ultima dinastia persiana prima dell'arrivo dell'Islam, adottò lo zoroastrismo come religione di stato.
Quando e come esattamente i persiani iniziarono a tessere tappeti è attualmente sconosciuto, ma la conoscenza della tessitura dei tappeti e dei progetti adatti per i rivestimenti per pavimenti era certamente disponibile nell'area che comprende Bisanzio, Anatolia e Persia. L'Anatolia, situata tra Bisanzio e la Persia, fu governata dall'Impero romano sin dal 133 a.C. Geograficamente e politicamente, cambiando alleanze e a seguito delle guerre oltre che con il commercio, l'Anatolia collegò l'Oriente romano con l'Impero persiano. Artisticamente, entrambi gli imperi svilupparono stili e decorazioni simili, come esemplificato dai mosaici e dall'architettura della romana Antiochia.
Un modello di tappeto turco raffigurato sul dipinto di Jan van Eyck, Madonna del canonico van der Paele, è stato fatto risalire alle origini tardo-romane e legato ai primi mosaici islamici del pavimento trovati nel Palazzo degli omayyadi, Khirbat al-Mafjar, a Gerico.
La tessitura piana e il ricamo erano conosciuti durante l'era sasanide. Elaborati tessuti di seta sasanidi erano ben conservati nelle chiese europee, dove venivano usati come copertura per le reliquie e sopravvissuti nei tesori delle chiese. Altri esemplari di questi tessuti vennero conservati nei monasteri tibetani e rimossi dai monaci in fuga in Nepal durante la rivoluzione culturale cinese, o scavati da siti di sepoltura come quelli di Astana, sulla Via della seta vicino a Turfan. L'alto livello artistico raggiunto dai tessitori persiani è ulteriormente esemplificato dal rapporto dello storico Al-Tabari sul tappeto primavera di Khosrow, preso come bottino dai conquistatori arabi di Ctesifonte nel 637. La descrizione del disegno del tappeto, fatta da al-Tabari, fa sembrare improbabile che il tappeto fosse tessuto a pelo.
Frammenti di tappeti a pelo provenienti da reperti nel nord-est dell'Afghanistan, trovati nella provincia di Samangan, sono stati datati, con il carbonio-14, in un arco di tempo compreso tra l'inizio del II secolo e il primo periodo dell'era sasanide. Tra questi frammenti, alcuni mostrano raffigurazioni di animali, come cervi (talvolta disposti in processione, che ricordano il disegno del tappeto Pazyryk) o una creatura mitica alata. La lana viene usata per ordito, trama e filo. Questo viene filato a crudo e i frammenti di tessuti hanno il nodo asimmetrico associato ai tappeti persiani e dell'estremo Oriente. Ogni tre o cinque file, vengono intrecciati pezzi di lana non filata, strisce di stoffa e pelle. Questi frammenti si trovano ora nella collezione Al Sabah del Dar al-Athar al-Islamiyyah in Kuwait.
I frammenti di tappeto, sebbene datati in modo attendibile ai primi tempi dei sasanidi, non sembrano essere collegati agli splendidi tappeti di corte descritti dai conquistatori arabi. I loro nodi grezzi, che incorporano shag sul retro, suggeriscono la necessità di un maggiore isolamento. Con le loro raffigurazioni di animali e di caccia, grossolanamente rifinite, questi tappeti erano probabilmente tessuti dai nomadi.

### L'avvento dell'Islam e dei califfati: 651–1258
La conquista islamica della Persia portò alla fine dell'Impero sasanide nel 651 e al declino della religione zoroastriana in Persia. La Persia divenne parte del mondo islamico, governata dai califfati musulmani.
Geografi e storici arabi in visita in Persia fornirono, per la prima volta, riferimenti sull'uso dei tappeti sul pavimento. L'autore sconosciuto del Hudud al-Alam afferma che i tappeti erano tessuti nella provincia di Fars. Cento anni dopo, Al-Muqaddasi si riferisce ai tappeti nel Qaināt. Yaqut al-Hamawi ci dice che i tappeti furono tessuti in Azerbaijān nel XIII secolo. Il grande viaggiatore arabo Ibn Battuta menziona che un tappeto verde apparve davanti a lui quando visitò il quartiere invernale del l'atabeg dei bakhtiari a Izeh. Questi riferimenti indicano che la tessitura dei tappeti in Persia, sotto il Califfato, era un'attività tribale o rurale.
Il dominio dei Califfi sulla Persia terminò quando il Califfato Abbaside fu rovesciato a seguito dell'assedio di Bagdad da parte dell'Impero mongolo sotto Hulagu Khan. La linea dei sovrani abbasidi si rianimò nel Sultanato mamelucco del Cairo nel 1261. Pur mancando di potere politico, la dinastia continuò a rivendicare autorità in materia religiosa fino a dopo la conquista dell'Egitto da parte della dinastia ottomana (1517). Sotto la dinastia mamelucca, al Cairo, furono prodotti grandi tappeti chiamati "tappeti mamelucchi".

### Invasione dei selgiuchidi e la tradizione turco-persiana: 1040–1118
All'inizio delle invasioni selgiuchidi in Anatolia e nella Persia nordoccidentale, emerse una distinta tradizione turko-persiana. Frammenti di tappeti tessuti sono stati trovati nella Moschea di Alâeddin nella città turca di Konya e nella Moschea Eşrefoğlu a Beyşehir,  datati al periodo anatolico selgiuchide (1243- 1302). Altri frammenti vennero trovati ad al-Fustat, oggi un suburbio de Il Cairo. Questi frammenti, almeno, ci danno un'idea di come potessero essere i tappeti selgiuchidi. Le scoperte egiziane forniscono anche prove del commercio e delle esportazioni. Se, e in che modo, questi tappeti influenzassero la tessitura persiana, rimane sconosciuto, poiché non si conoscono distinti tappeti persiani di questo periodo, o non siamo in grado di identificarli. Gli studiosi occidentali presumevano che i selgiuchidi avessero introdotto, in Persia, almeno nuove tradizioni di progettazione, se non l'arte della tessitura del filo, dove abili artigiani avrebbero potuto integrare nuove idee nelle loro antiche tradizioni.

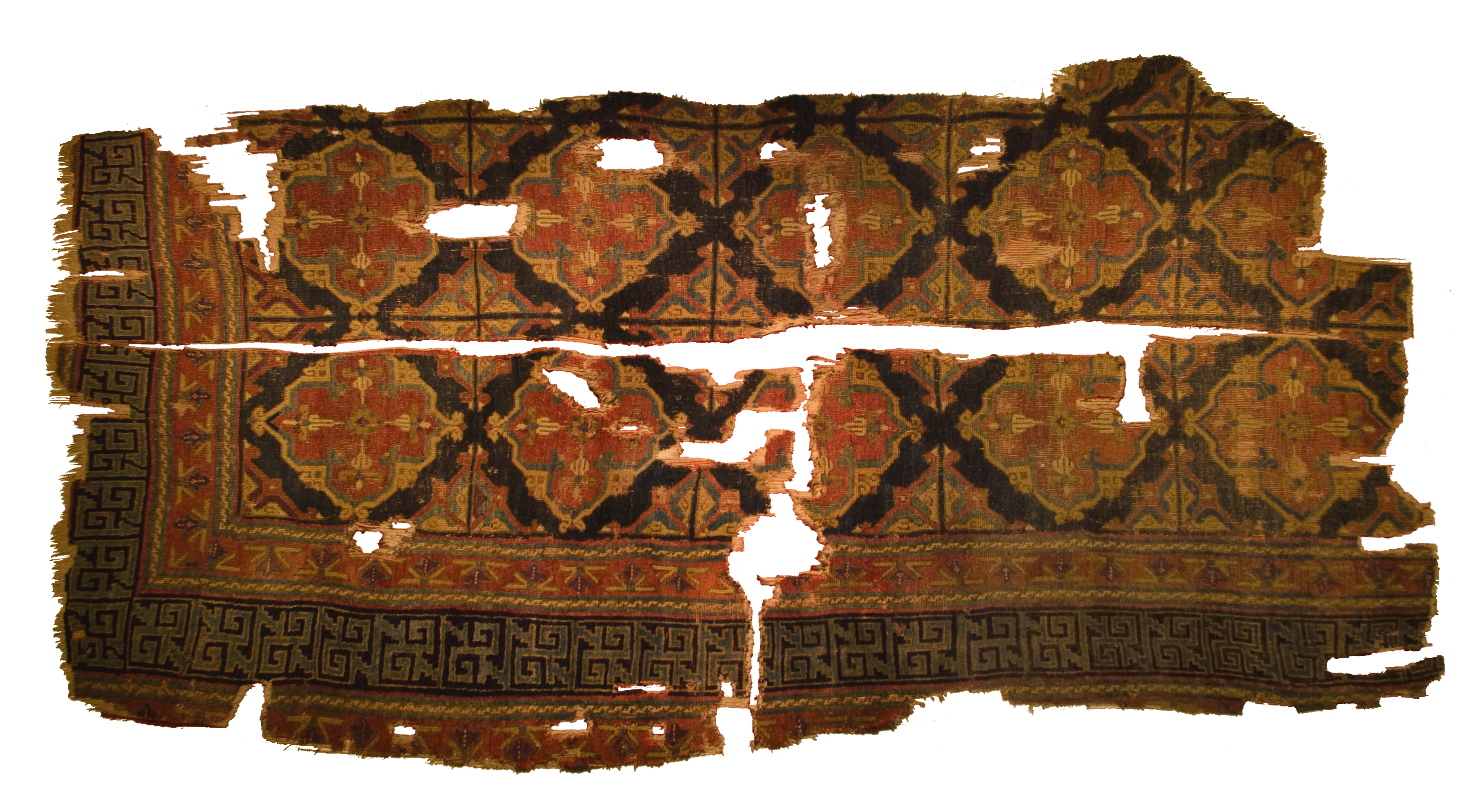
Frammento di tappeto dalla Moschea Eşrefoğlu, Beyşehir, Turchia. Periodo selgiuchide, XIII secolo.
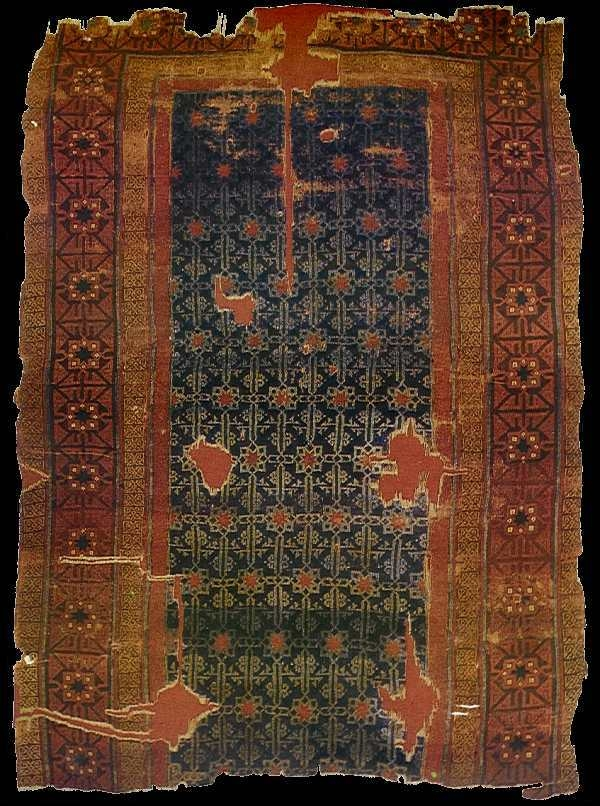
Tappeto selgiuchide, 320 x 240 cm, dalla Moschea di Alâeddin, Konya, XIII secolo

### L'Ilkhanato mongolo (1256–1335) e l'Impero timuride (1370–1507)

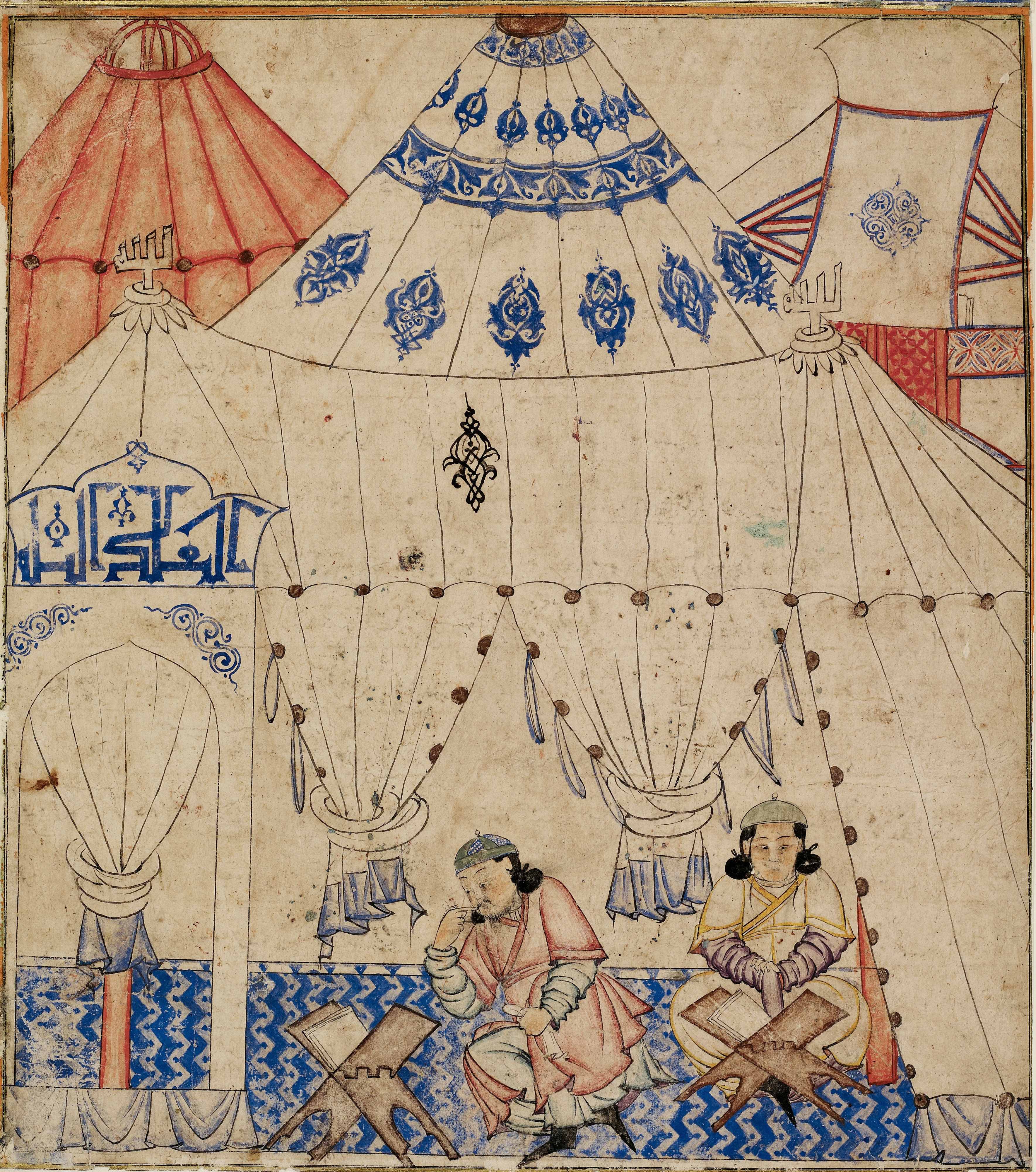
Un principe mongolo studia il Corano. Illustrazione di Rashid-ad-Din's Gami' at-tawarih. Tabriz (?), primo quarto del XIV secolo

Tra il 1219 ed il 1221, la Persia divenne terra di razzia dell'Impero mongolo. Dopo il 1260, il titolo "Ilkhan" fu assunto dai discendenti di Hulagu Khan e successivamente dagli altri principi Borjigin in Persia. Alla fine del XIII secolo, Ghazan Khan costruì una nuova capitale a Shom, vicino a Tabriz e ordinò che i pavimenti della sua residenza fossero ricoperti da tappeti di Fārs.
Con la morte dell'Ilkhan Abu Said Bahatur, nel 1335, il dominio mongolo vacillò e la Persia cadde nell'anarchia politica. Nel 1381 Tamerlano invase l'Iran e divenne il fondatore dell'Impero timuride. I suoi successori, i timuridi, mantennero il controllo sulla maggior parte dell'Iran fino a che non dovettero sottomettersi alla confederazione Ak Koyunlu sotto Uzun Hasan nel 1468. Uzun Hasan e i suoi successori furono i padroni dell'Iran fino all'ascesa dei safavidi.
Nel 1463, il Senato veneziano, in cerca di alleati nella guerra turco-veneziana, stabilì relazioni diplomatiche con la corte di Uzun Hasan a Tabriz. Nel 1473, Giosafat Barbaro fu inviato a Tabriz. Nei suoi rapporti al Senato di Venezia menziona più di una volta gli splendidi tappeti che vedeva a palazzo. Alcuni di loro, scrisse, erano di seta.
Nel 1403-1405 Ruy González de Clavijo fu ambasciatore di Enrico III di Castiglia presso la corte di Tamerlano, fondatore e regnate dell'Impero timuride. Egli disse che nel palazzo di Tamerlano a Samarcanda, "ovunque il pavimento era coperto di tappeti e stuoie di canne". Le miniature del periodo timuride mostrano tappeti con disegni geometrici, file di ottagoni e stelle, forme di nodi e bordi talvolta derivati dallo stile cufico della lingua araba. Nessuno dei tappeti tessuti prima del 1500 è sopravvissuto.

### Il periodo safavide (1501–1732)

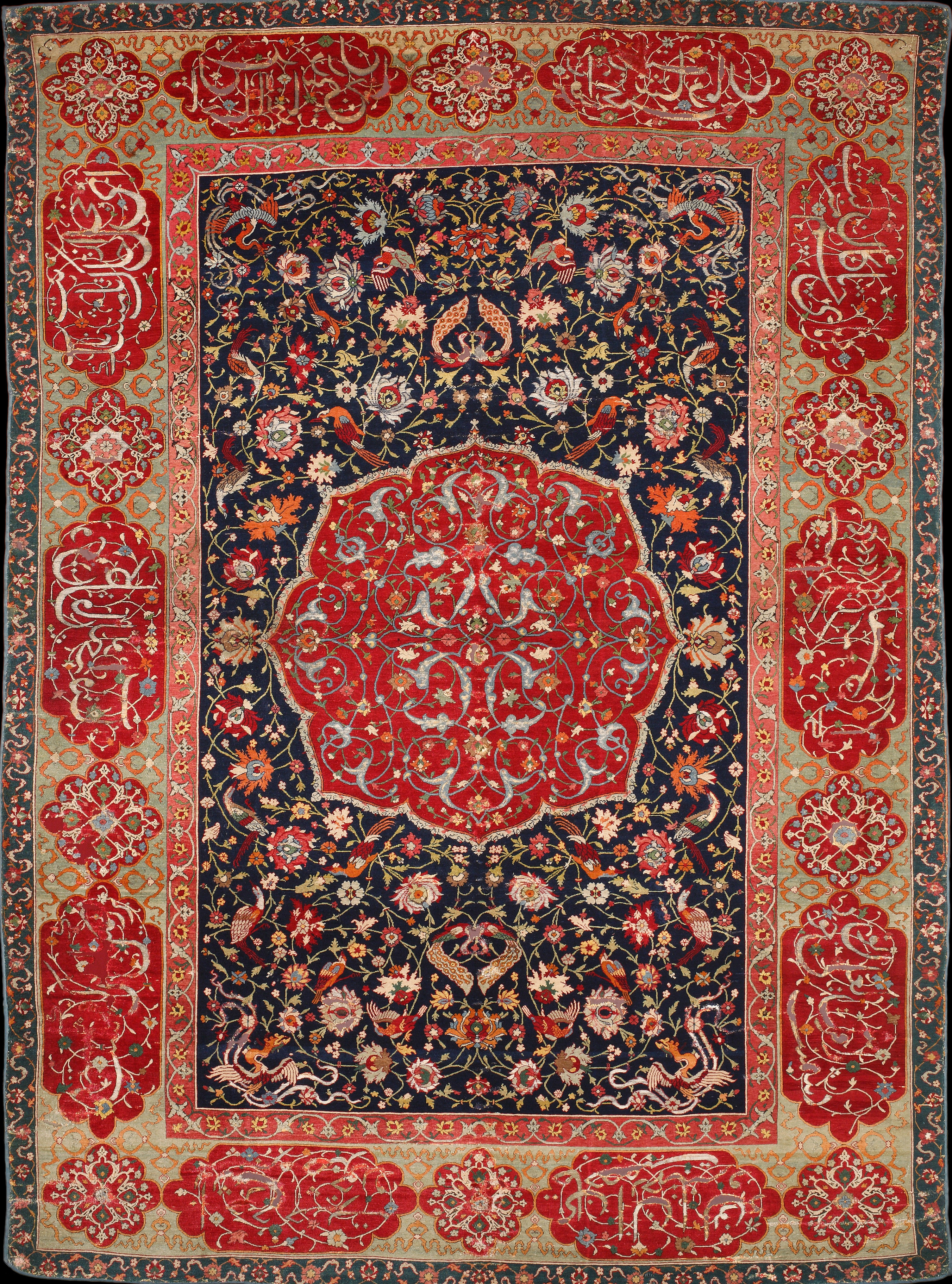
Tappeto in filo di lana, seta e metallo. Periodo safavide, intorno al 1600.

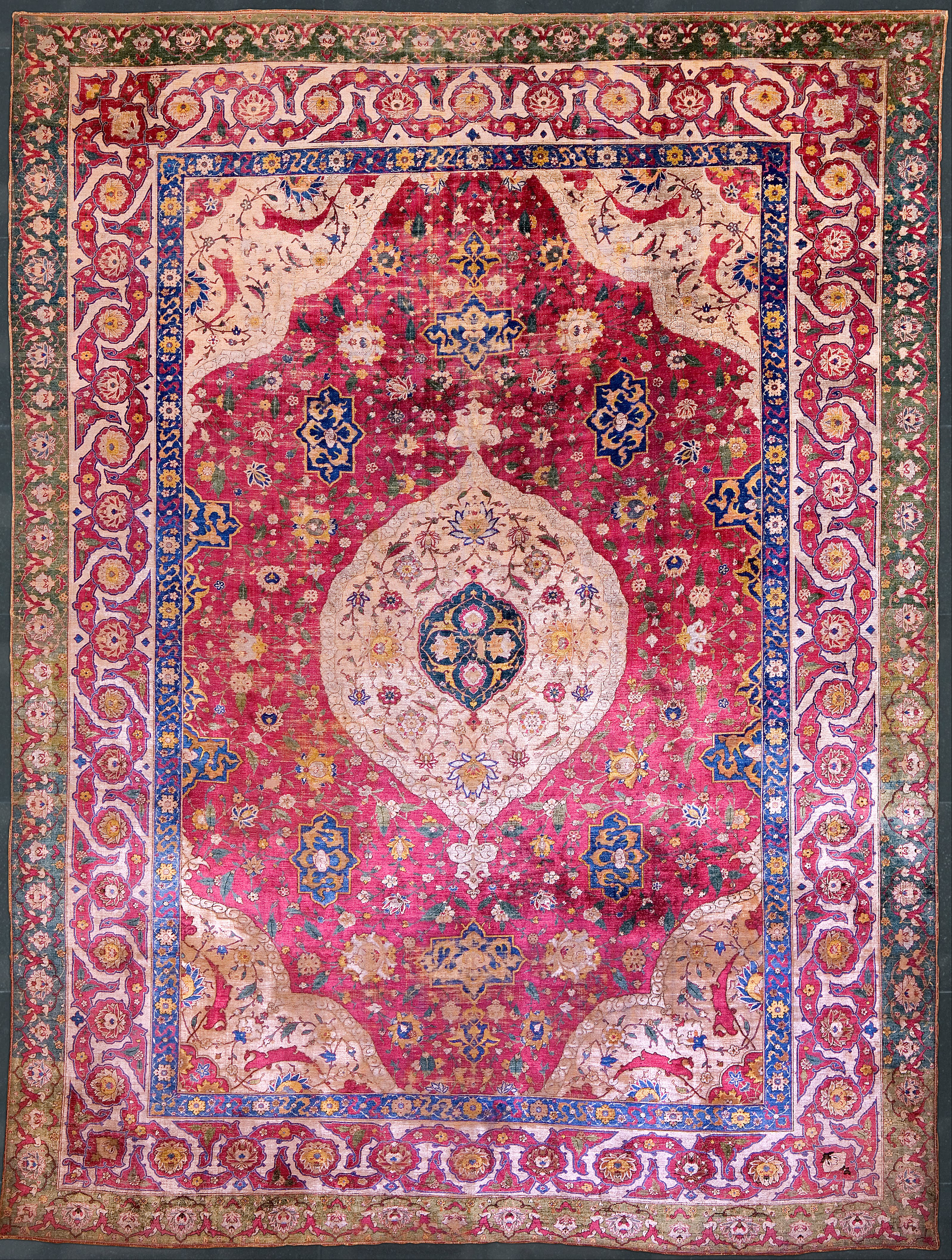
Il piccolo tappeto a medaglione di seta Rothschild, metà del XVI secolo, Museo d'arte islamica a Doha

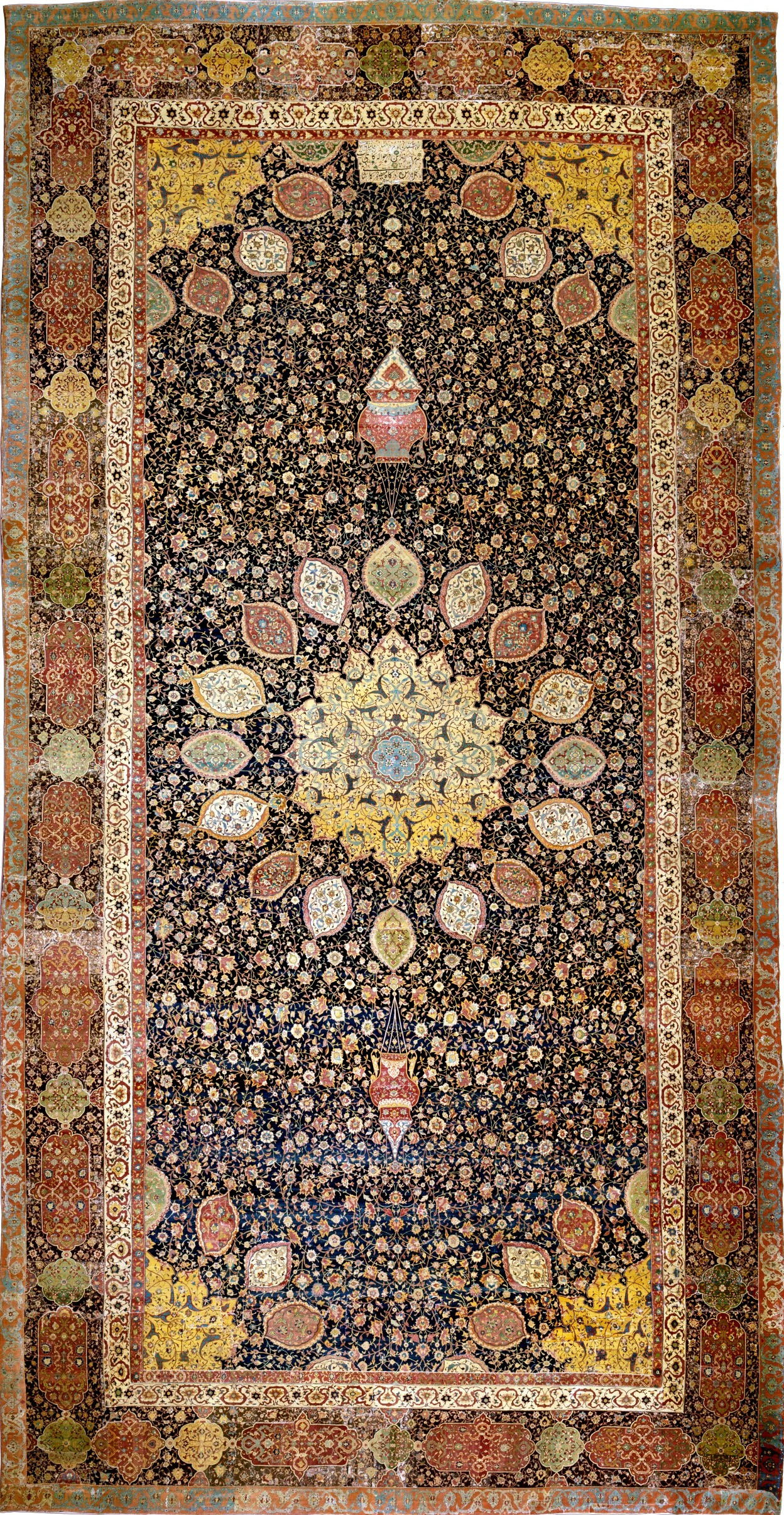
Tappeto Ardabil nel Victoria and Albert Museum. Iscrizione in cima al pannello centrale vicino al bordo.

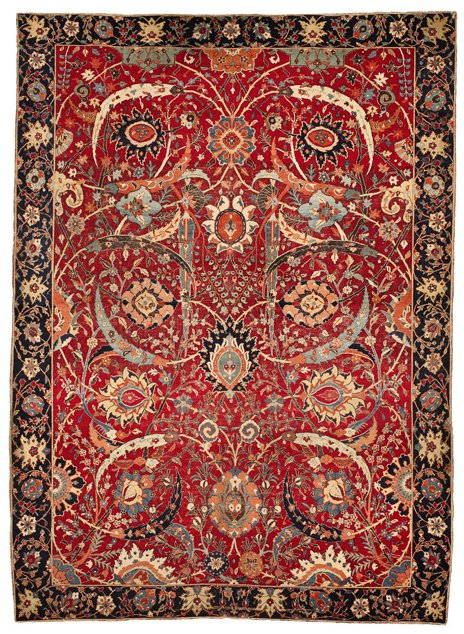
The Clark 'Sickle-Leaf', tappeto a palmette, probabilmente Kerman, XVII secolo

Nel 1499, una nuova dinastia sorse in Persia. Scià Isma'il I, il suo fondatore, era imparentato con Uzun Hasan. Egli è considerato il primo sovrano nazionale della Persia dopo la conquista araba e impose lo sciismo come religione di stato. Egli e i suoi successori, Scià Tahmasp I e scià Abbas I, divennero mecenati dell'arte safavide. La manifattura di corte venne probabilmente fondata da scià Tahmasp a Tabriz, ma definitivamente quando scià Abbas spostò la capitale da Tabriz a Esfahan nella Persia centrale, sulla scia della guerra ottomano-safavide. Per l'arte della tessitura dei tappeti in Persia, ciò significava, come ha scritto Edwards: "in breve tempo è passata da una manifattura da cottage alla dignità di un'arte raffinata."
L'epoca della dinastia safavide segnò uno dei più grandi periodi dell'arte persiana, compresa la tessitura dei tappeti. I tappeti dell'ultimo periodo safavide esistono ancora, e sono i tessuti più raffinati e più elaborati conosciuti oggi. Il fenomeno per cui i primi tappeti fisicamente noti ci mostrano disegni così completi porta a supporre che l'arte della tessitura dei tappeti dovesse già esistere da tempo prima che i magnifici tappeti della corte safavide potessero essere tessuti. Non essendo sopravvissuti tappeti del primo periodo safavide, la ricerca si è concentrata sulle illustrazioni dei libri del periodo timuride e sui dipinti in miniatura. Questi dipinti raffigurano tappeti colorati con disegni ripetuti di motivi geometrici di uguale scala, disposti a scacchiera, con ornamenti di tipo "cufico" derivati dalla calligrafia araba. I disegni sono così simili ai tappeti anatolici d'epoca, in particolare al "tappeto Holbein", che una fonte comune del disegno non può essere esclusa. I disegni timuridi possono essere sopravvissuti, sia nei tappeti persiani che in quelli anatolici, dal primo periodo safavide al periodo ottomano.

#### La "rivoluzione del disegno"
Verso la fine del XV secolo, il disegno dei tappeti raffigurati in miniatura cambiò considerevolmente. Apparvero medaglioni di grande formato e gli ornamenti iniziarono a mostrare elaborati disegni curvilinei. Grandi spirali e viticci, ornamenti floreali, raffigurazioni di fiori e animali, erano spesso specchiati lungo l'asse lungo o corto del tappeto per ottenere armonia e ritmo. Il precedente disegno dei bordi in "cufico" fu sostituito da viticci e arabeschi. Tutti questi schemi richiedevano un sistema di tessitura più elaborato, rispetto alla tessitura di linee diritte. Allo stesso modo, richiedevano agli artisti di creare il disegno, e ai tessitori di eseguirlo sul telaio e pertanto un modo efficace per comunicare le idee dell'artista al tessitore. Oggi questo veniva ottenuto con un modello, definito fumetto.). Il modo in cui i produttori safavidi abbiano raggiunto tecnicamente questo risultato è attualmente sconosciuto. Il risultato del loro lavoro, tuttavia, è stato quello che Kurt Erdmann ha definito la " rivoluzione del design dei tappeti".
Apparentemente, i nuovi progetti furono sviluppati per primi da pittori di miniature, poiché iniziarono ad apparire nelle illustrazioni e nelle copertine dei libri già nel XV secolo. Questo segna la prima volta in cui viene stabilito il disegno "classico" dei tappeti islamici: il disegno di medaglione e angoli ("Lechek Torūnj") è apparso, per la prima volta, sulle copertine dei libri. Nel 1522, Ismail I impiegò il pittore di miniature Kamāl ud-Dīn Behzād, un famoso pittore della scuola di Herat, come direttore della fabbrica reale. Behzad ebbe un impatto decisivo sullo sviluppo della successiva arte dei safavidi. I tappeti safavidi, a noi noti, differiscono dai tappeti raffigurati nei dipinti in miniatura, quindi i dipinti non possono dare alcuna indicazione per differenziare, classificare e datare i tappeti d'epoca. Lo stesso vale per i dipinti europei: a differenza dei tappeti anatolici, i tappeti persiani non erano raffigurati nei dipinti europei prima del XVII secolo. Alcuni tappeti, come il tappeto Ardabil, hanno iscrizioni che includono date e sforzi scientifici per categorizzare e datare i tappeti safavidi a partire da essi:
(Iscrizione intessuta nel tappeto Ardabil)
L'anno 946 dell'era islamica corrisponde al 1539-1540 dell'era cristiana, datando il tappeto Ardabil al regno dello scià Tahmasp, che donò il tappeto al santuario dello sceicco Safi-ad-din Ardabili, ad Ardabil, considerato il padre spirituale della dinastia safavide.
Un'altra iscrizione si trova sul tappeto Hunting, ora al Museo Poldi Pezzoli di Milano, che data il tappeto al 949 dell'islam e quindi al 1542–1543 dell'era cristiana:
(Iscrizione intessuta nel tappeto Hunting di Milano)

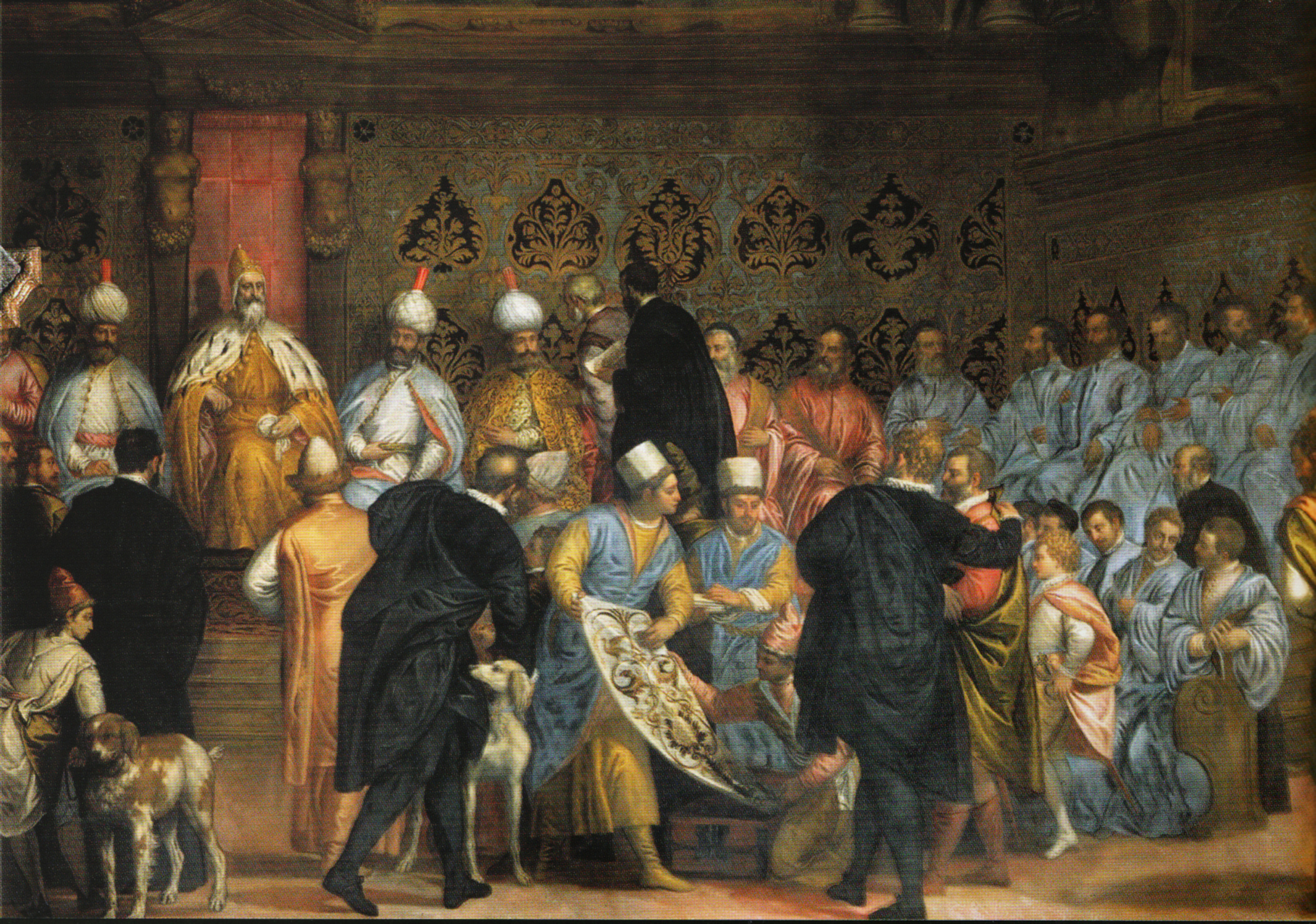
Shah 'Abbas I, ambasciata a Venezia, di Carlo Caliari, 1595. Palazzo dei Dogi, Venezia

Il numero delle fonti, per una datazione più precisa, e l'attribuzione della provenienza, dei tappeti, aumentò durante il XVII secolo. I tappeti safavidi venivano presentati come doni diplomatici alle città e agli stati europei, con l'intensificarsi delle relazioni diplomatiche. Nel 1603, scia Abbas presentò, al doge veneziano Marino Grimani, un tappeto intessuto con fili d'oro e d'argento. I nobili europei iniziarono a ordinare tappeti direttamente alle manifatture di Esfahan e Kashan, i cui tessitori erano disposti a tessere disegni specifici, come gli stemmi europei, nei tappeti commissionati. La loro acquisizione fu a volte meticolosamente documentata: nel 1601 l'armeno Sefer Muratowicz fu inviato a Kashan dal re polacco Sigismondo III per commissionare 8 tappeti con lo stemma reale polacco da intarsiare. I tessitori di Kashan li realizzarono, e il 12 settembre 1602 Muratowicz presentò i tappeti al re polacco e il conto al tesoriere della corona. Rappresentazioni di tappeti safavidi in seta, con fili d'oro e d'argento intessuti, sono stati erroneamente ritenuti dagli storici d'arte occidentali di manifattura polacca. Anche se l'errore è stato corretto, tappeti di questo tipo hanno mantenuto il nome di tappeti "polacchi". Il nome più appropriato del tipo di tappeti "Shah Abbas" è stato suggerito da Kurt Erdmann.

#### Capolavori di tessitura di tappeti safavidi
A. C. Edwards apre il suo libro sui tappeti persiani con la descrizione di otto capolavori di questo grande periodo:
- Tappeto Ardabil - Victoria and Albert Museum
- Tappeto Hunting - Museum für angewandte Kunst, Vienna
- Tappeto Chelsea - Victoria and Albert Museum
- Tappeto animale e floreale - Museum für angewandte Kunst
- Tappeto "vaso" terra rosa - Victoria and Albert Museum
- Tappeto animale e floreale a medaglione con iscrizione  - Museo Poldi Pezzoli, Milano
- Tappeto con medaglione iscritto, animali e fiori e bordo con iscrizione - Metropolitan Museum of Art, numero: 32.16
- Tappeto con medaglione, animale e albero - Musée des Arts Décoratifs, Parigi

#### Tappeti safavidi a "tecnica vaso" di Kerman

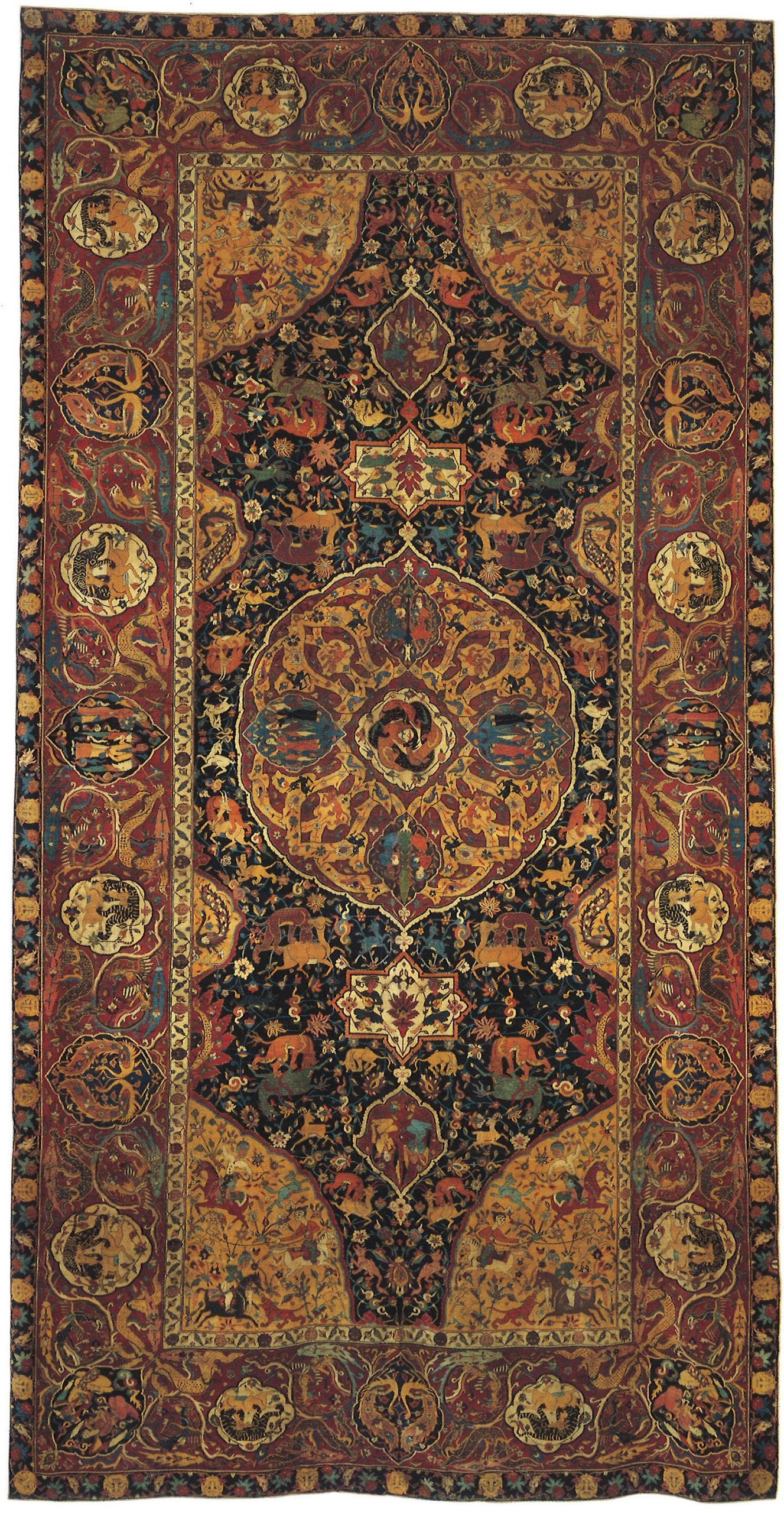
"Tappeto Sanguszko", Kerman, XVI/XVII secolo. Miho Museum

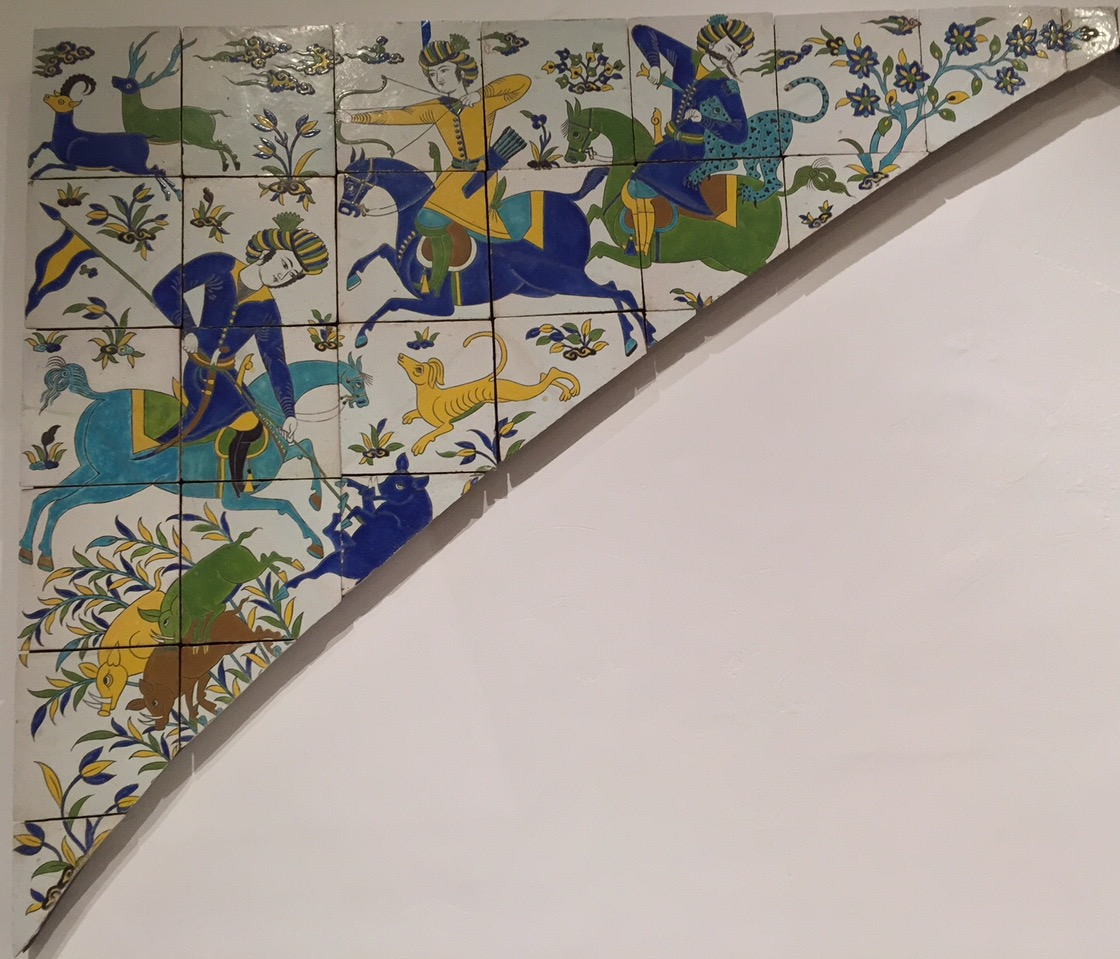
Arco piastrellato con scene di caccia. tardo XVII secolo, Esfahan/Iran. Museum für Kunst und Gewerbe, Amburgo

Un gruppo distinto di tappeti safavidi può essere attribuito alla regione di Kerman, nel sud della Persia. May H. Beattie identificò questi tappeti per la loro struttura comune. Sono stati identificati sette diversi tipi di tappeti: tappeti da giardino (raffiguranti giardini formali e canali d'acqua); tappeti con disegni centralizzati, caratterizzati da un grande medaglione; disegno multi-medaglione con medaglioni sfalsati e ripetizioni di compartimenti; disegni direzionali con gli arrangiamenti di piccole scene usate come motivi individuali; disegni a foglia di falce dove le foglie lunghe, curve, seghettate e talvolta composte dominano lo sfondo; arabesco; disegni reticolati. La loro struttura caratteristica è costituita da nodi asimmetrici; gli orditi di cotone sono depressi e ci sono tre trame. La prima e la terza trama sono fatte di lana e giacciono nascoste al centro del tappeto. La trama media è di seta o di cotone e passa dalla parte posteriore alla parte anteriore. Quando i tappeti sono consumati, questa terza trama evoca un caratteristico effetto "linea del tram".
I più noti tappeti "a vaso" di Kerman sono quelli del cosiddetto "gruppo Sanguszko", che prende il nome dalla Casata di Sanguszko, la cui collezione ha l'esempio più notevole. Il disegno a medaglione e angolare è simile ad altri tappeti safavidi del XVI secolo, ma i colori e lo stile di disegno sono distinti. Nel medaglione centrale si trova una scena di combattimento tra animali, mentre coppie di figure umane si trovano in medaglioni più piccoli che circondano quello centrale. Altri combattimenti di animali sono raffigurati sullo sfondo, mentre cavalieri sono raffigurati nei medaglioni d'angolo. I bordi principali contengono anche medaglioni lobati con urì, combattimenti di animali o pavoni. Tra i medaglioni dei bordi, sono illustrati fenici e dragoni in combattimento. Per somiglianza con i pennacchi nelle tessere di mosaici del Complesso Ganjali Khan nel bazar di Kerman, con un'iscrizione che registra la data di completamento come 1006 dell'era islamics e 1596 dell'era cristiana, sono datati alla fine del XVI o all'inizio del XVII secolo. Altri due tappeti "a tecnica vaso" hanno iscrizioni con una data: uno di questi reca la data 1172/1758 e il nome del tessitore, il maestro artigiano Muhammad Sharīf Kirmānī; l'altro ha tre iscrizioni che indicano che è stato tessuto dal maestro artigiano Mu'min, figlio di Qutb al-Dīn Māhānī, tra il 1066-1067/1655-1656. I tappeti della tradizione safavide erano ancora tessuti a Kerman dopo la caduta della dinastia nel 1732.).
La fine del regno di ʿAbbās II, nel 1666, segnò l'inizio della fine della dinastia safavide. Il paese in declino venne più volte razziato alle sue frontiere. Infine, un capo Ghilji Pashtun, di nome Mirwais Hotak, iniziò una ribellione a Kandahar e sconfisse l'esercito safavide comandato dal governatore georgiano-iraniano della regione, Gurgin Khan. Nel 1722 Pietro il Grande lanciò la guerra russo-persiana (1722-1723), catturando molti dei territori caucasici iraniani, tra cui Derbent, Şəki, Baku, ma anche la Gilan, Mazandaran e Astrabad. Nel 1722, un esercito afghano, guidato da Mahmud Hotak, marciò attraverso l'Iran orientale, e assediò e prese Esfahan. Mahmud si autoproclamò "scià" di Persia. Nel frattempo, i rivali imperiali della Persia, gli ottomani e i russi, approfittarono del caos presente nel paese per impadronirsi di diversi territori. A seguito di questi eventi, la dinastia safavids si avviò alla fine.

#### Galleria: tappeti persiani di era safavide

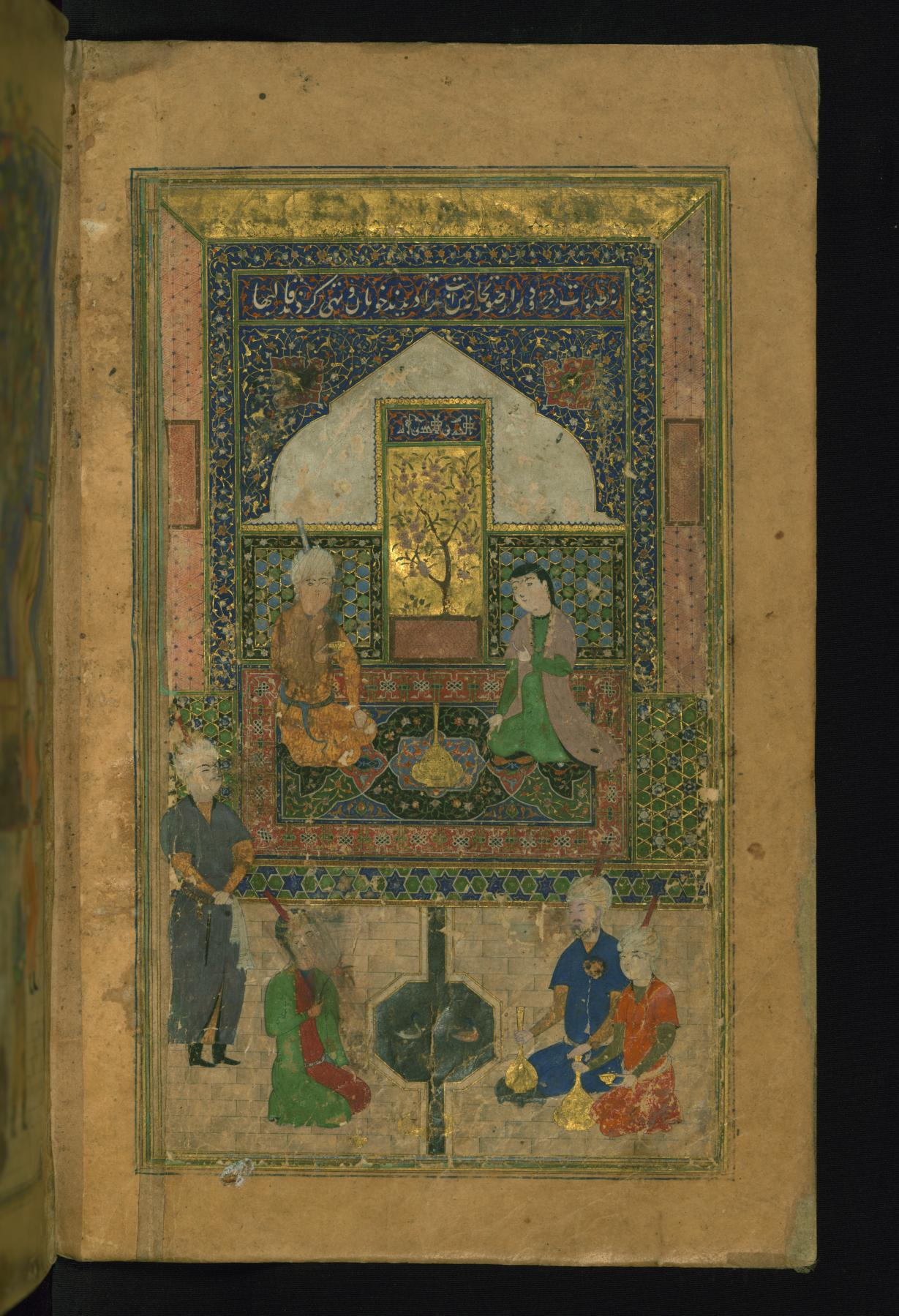
Tappeto Zayn al-'Abidin bin ar-Rahman al-Jami - miniature inizi del XVI secolo, Walters Art Museum
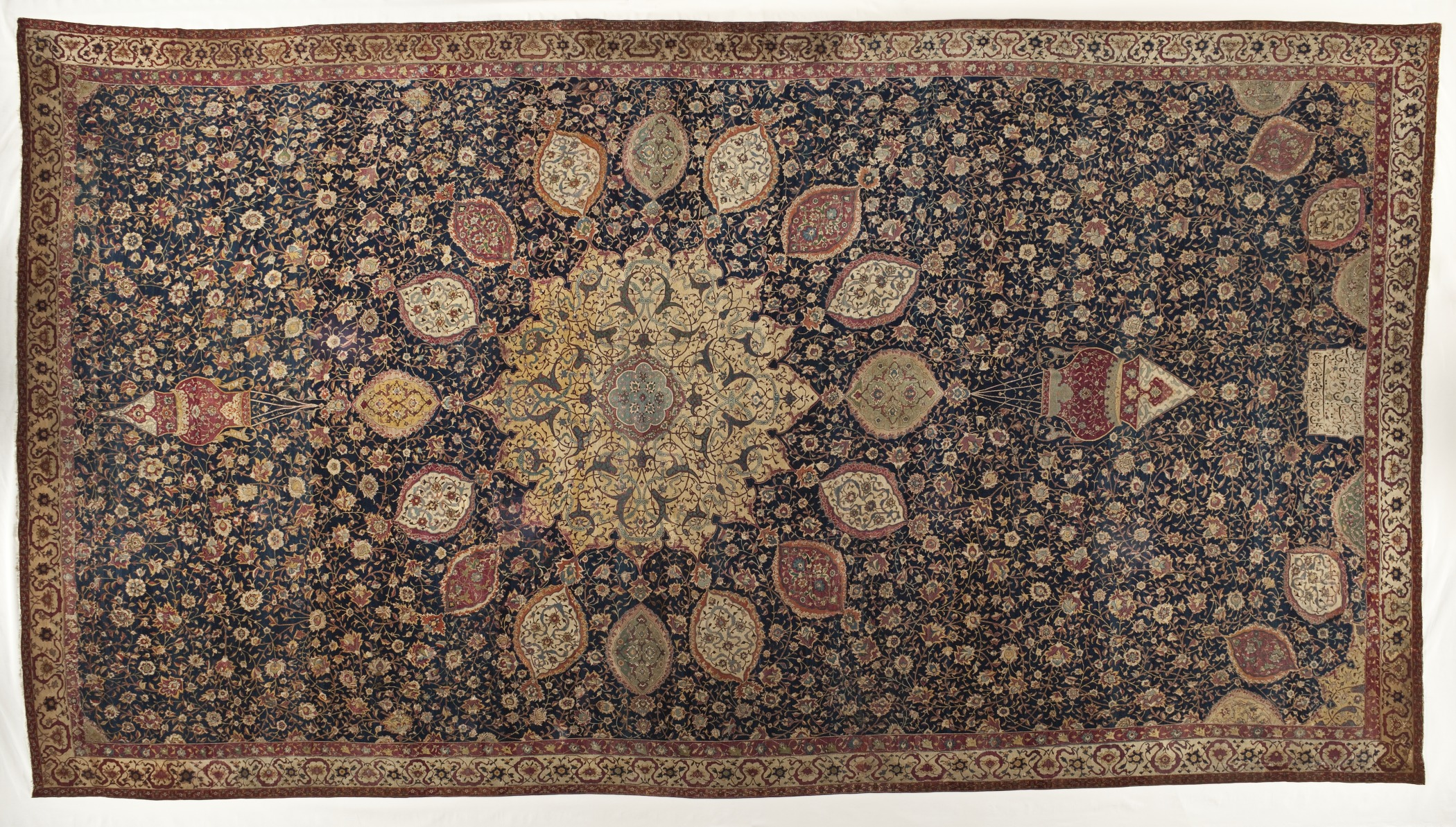
Tappeto Ardabil, LACMA
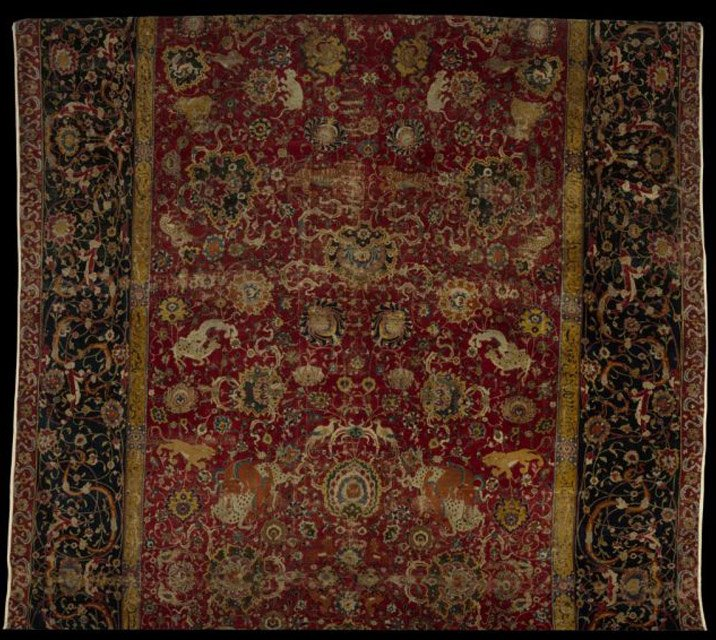
Tappeto dell'imperatore (dettaglio), seconda metà del XVI secolo, Iran. Metropolitan Museum of Art, New York
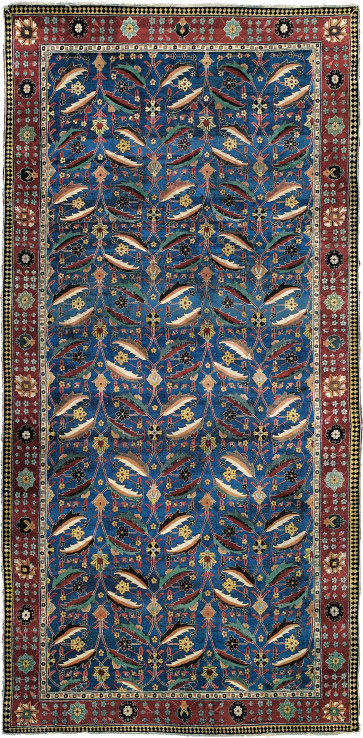
Tappeto a "tecnica vaso", Kerman, XVII secolo
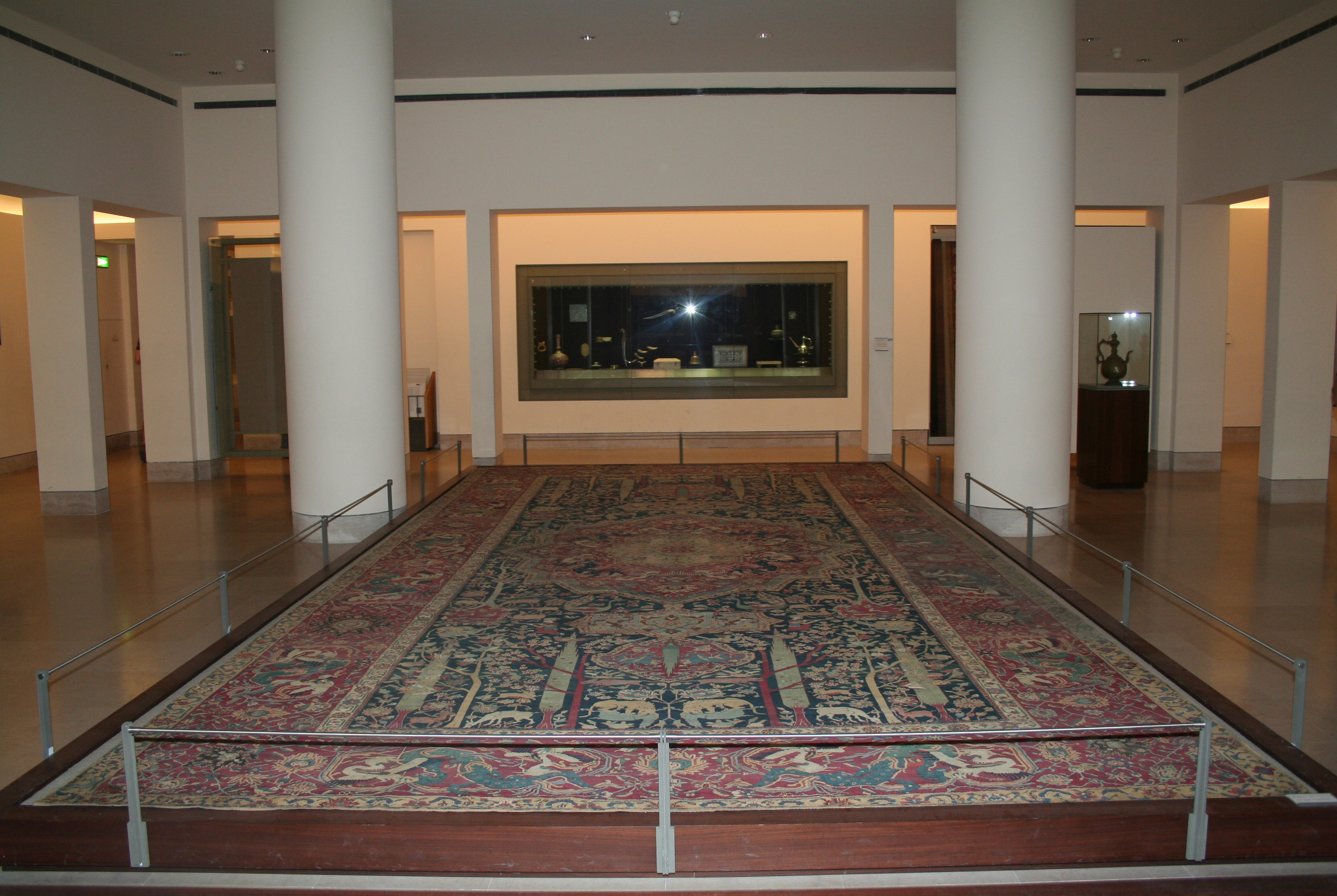
Tappeto persiano safavide", Museo del Louvre
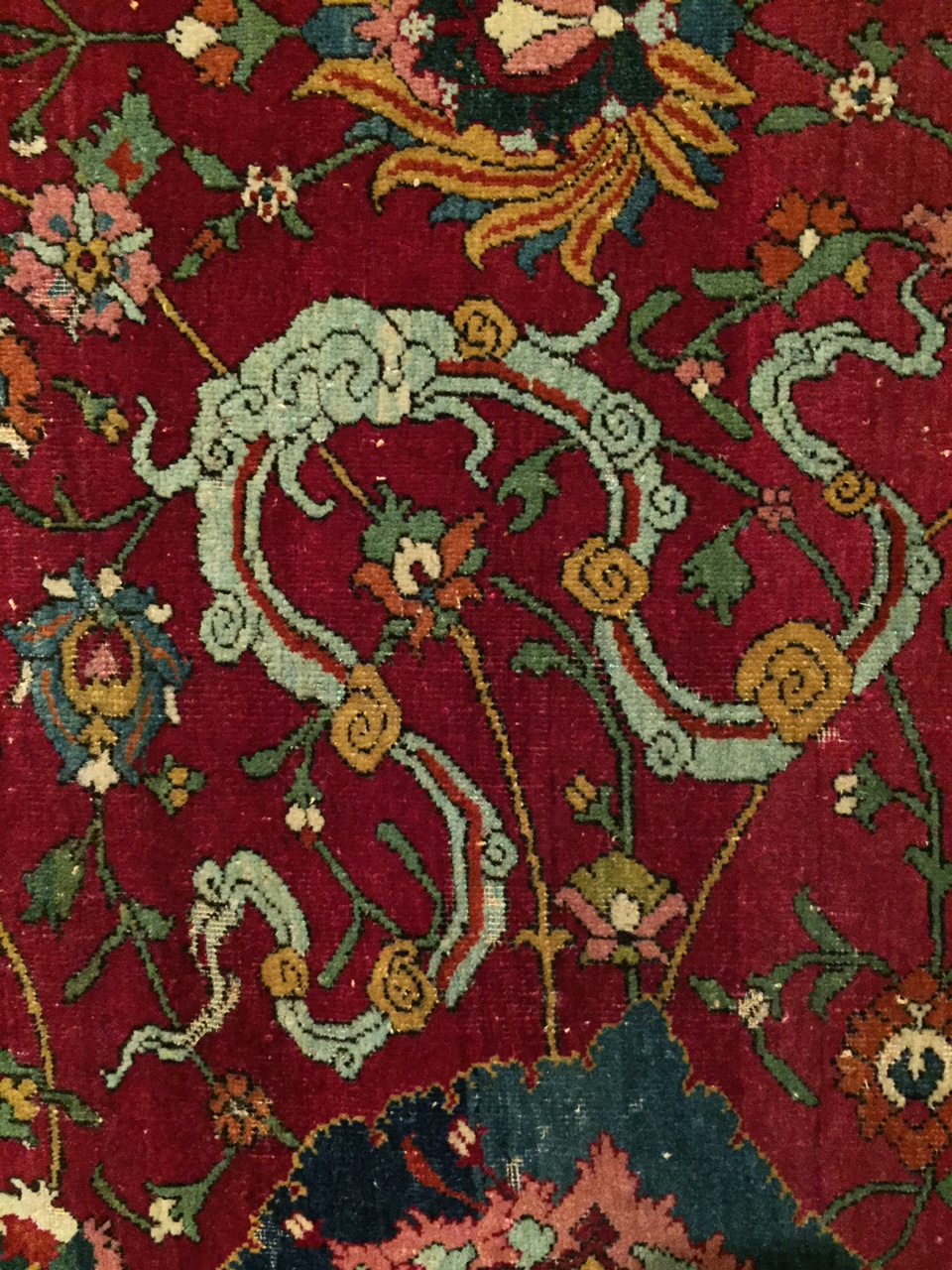
Dettaglio di tappeto persiano con animali, periodo safavide, Persia, XVI secolo, Museum für Kunst und Gewerbe
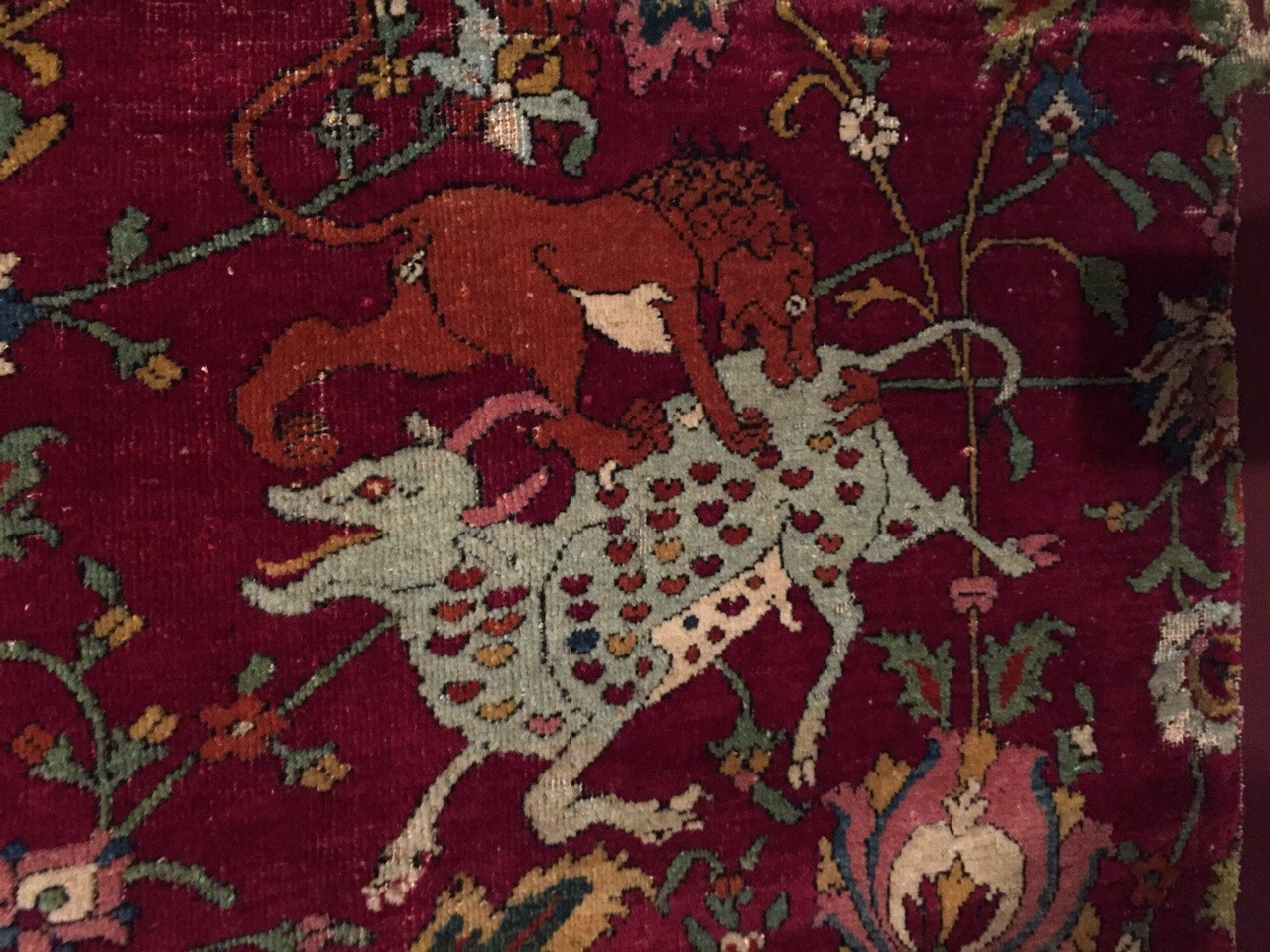
Dettaglio di tappeto persiano con animali, periodo safavide, Persia, XVI secolo, Museum für Kunst und Gewerbe

### Le dinastie degli Afsharidi (1736–1796) e Zand (1750–1796)

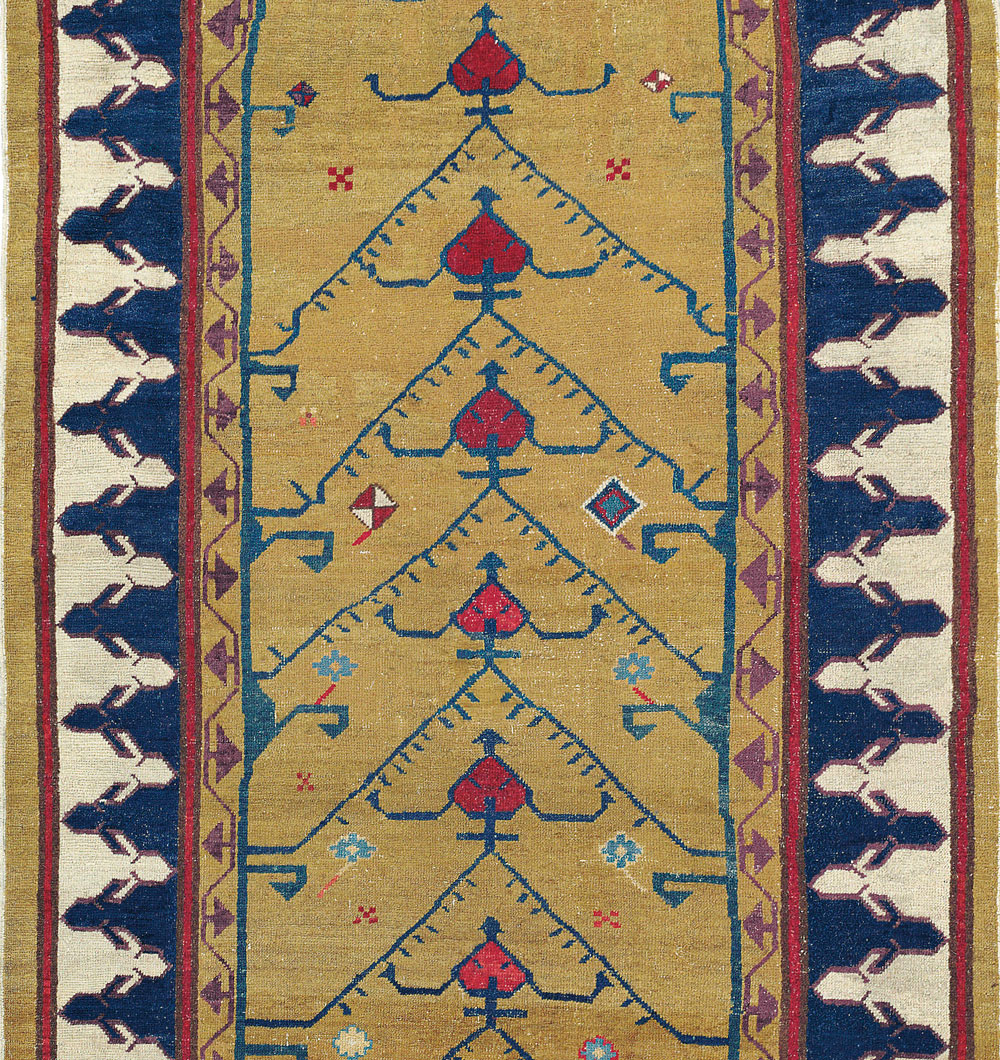
Guida persiana nord-occidentale (dettaglio), tardo XVIII secolo

L'integrità territoriale dell'Iran fu ripristinata da un signore della guerra iraniano-turco afsharida di Khorasan, Nadir Shah. Egli sconfisse gli afghani e ottomani, reinsediando i safavidi sul trono e negoziò il ritiro russo dai territori caucasici iraniani, con i trattati di Resht e Ganja. Nel 1736, Nadir stesso fu incoronato scià. Non ci sono fonti sulla tessitura dei tappeti, che era svanita in un artigianato insignificante, durante le dinastie degli Afsharidi e degli Zand.

### La dinastia Qajãr (1789–1925)
Nel 1789, Muḥammad Khān Qājār venne incoronato scià di Persia, quale fondatore della dinastia Qajar, che fornì alla Persia un lungo periodo di ordine e di pace, facendo sì che l'industria potesse avere un'opportunità di rinascita. I tre importanti monarchi dei Qajãr, Fath Ali Shah Qajar, Nasser al-Din Shah Qajar e Mozaffar al-Din Shah Qajar, resero vive le antiche tradizioni della monarchia persiana. I tessitori di Tabriz ne approfittarono e intorno al 1885 divennero i fondatori dell'industria moderna della tessitura dei tappeti in Persia.

### Dinastia Pahlevi (1925–1979)
All'indomani della rivoluzione russa, la Persia era diventata un campo di battaglia. Nel 1917, la Gran Bretagna usò l'Iran come trampolino di lancio per un attacco alla Russia in un tentativo fallito di restaurare la monarchia degli zar. L'Unione Sovietica rispose annettendo parti della Persia settentrionale, creando la Repubblica socialista sovietica persiana. Nel 1920, il governo iraniano aveva perso praticamente tutto il potere al di fuori della sua capitale, in quanto le forze britanniche e sovietiche esercitavano il controllo sulla maggior parte del territorio iraniano.
Nel 1925 Rezā Shāh, sostenuto dal governo britannico, depose Ahmad Qajar, l'ultimo scià della dinastia Qajar e fondò la dinastia Pahlavi. Stabilì una monarchia costituzionale che durò fino alla rivoluzione iraniana del 1979. Reza Shah introdusse riforme sociali, economiche e politiche, gettando le fondamenta del moderno stato iraniano. Al fine di stabilizzare e legittimare il loro regno, Rezā Shāh e suo figlio, Mohammad Reza Pahlavi, mirarono a far rivivere le antiche tradizioni persiane. La ripresa della tessitura dei tappeti, spesso riferita a disegni tradizionali, fu una parte importante di questi sforzi. Nel 1935, Rezā Shāh fondò l'Iran Carpet Company e portò la tessitura dei tappeti sotto il controllo del governo. I tappeti elaborati erano tessuti per l'esportazione e come regali diplomatici ad altri stati.
La dinastia Pahlavi modernizzò e centralizzò il governo iraniano, e cercò un controllo e un'autorità efficace su tutti i soggetti. Reza Shah fu il primo monarca persiano ad affrontare questa sfida con armi moderne. Attaccato dall'esercito, il nomadismo fu messo fuori legge durante gli anni 1930, furono banditi i tradizionali abiti tribali e fu proibito l'uso di tende e iurte. Non riuscendo a migrare, avendo perso le mandrie, molte famiglie nomadi morirono di fame. Seguì una breve era di relativa pace per le tribù nomadi, negli anni '40 e '50, quando la Persia fu coinvolta nella seconda guerra mondiale, e Rezā Shāh fu costretto ad abdicare nel 1941. Il suo successore, Mohammed Reza Shah, consolidò il suo potere durante gli anni '50. Il suo programma di riforma agraria del 1962, parte della cosiddetta rivoluzione bianca, nonostante gli ovvi vantaggi per i contadini senza terra, distrusse la tradizionale organizzazione politica delle tribù nomadi come il popolo Qashqai e il modo tradizionale di vita nomade. Le tradizioni secolari della tessitura di tappeti nomadi, che erano entrate in un processo di declino, con l'introduzione di tinture sintetiche e di disegni commerciali, alla fine del XIX secolo, furono quasi annientate dalla politica dell'ultima dinastia imperiale iraniana.

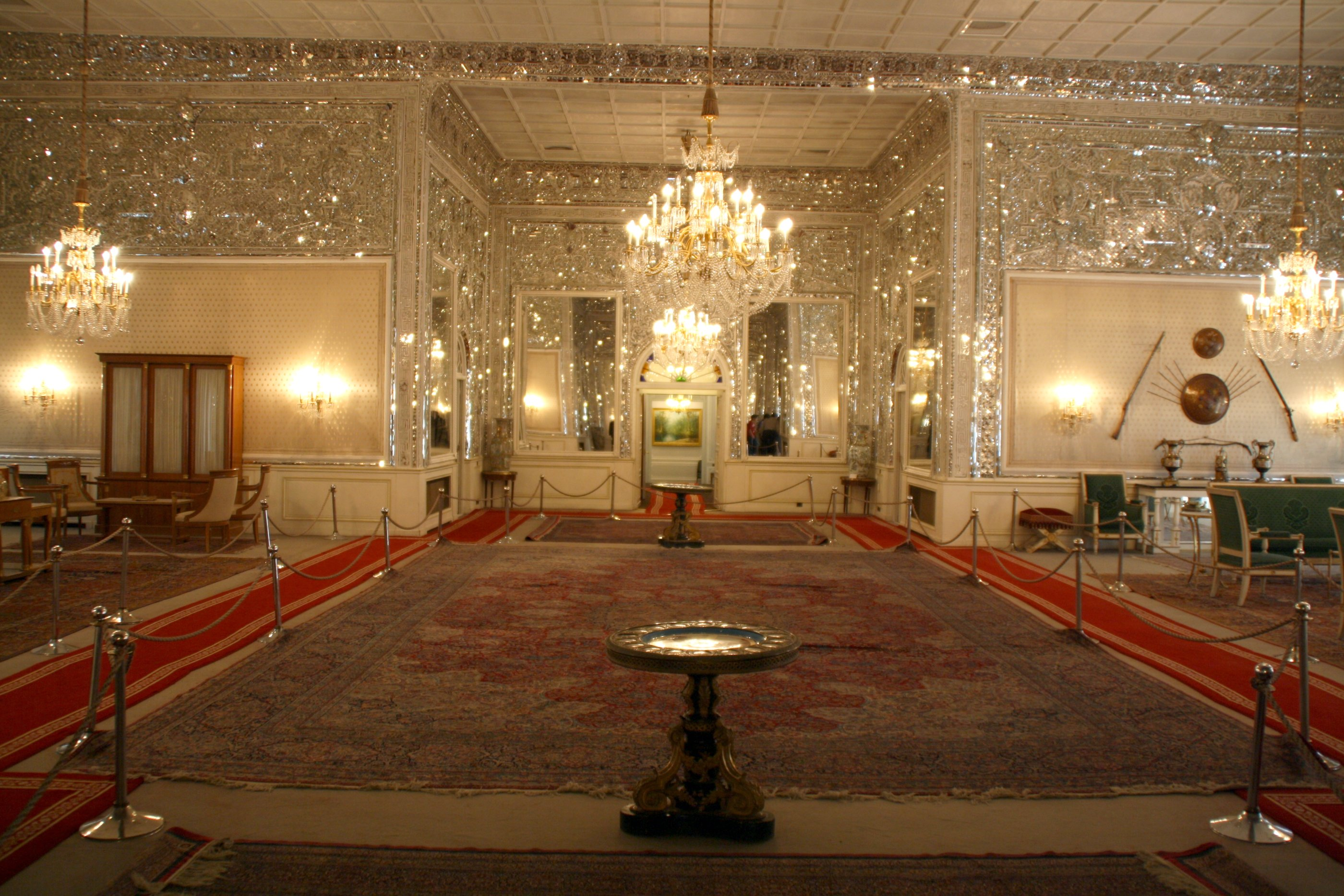
Tappeto nel palazzo Niavaran, residenza di Mohammad Reza Shah Pahlavi, Tehran
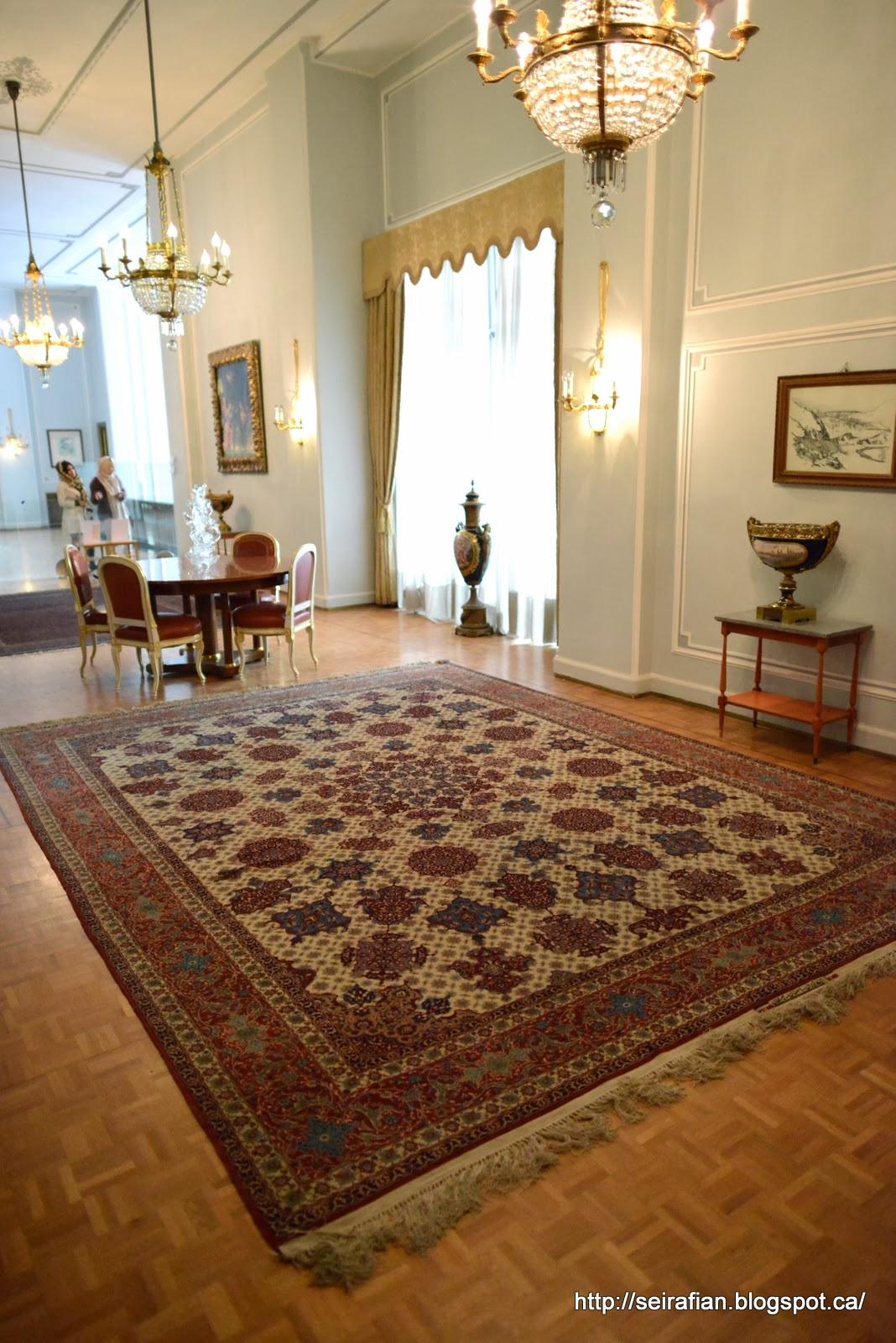
Tappeto nel palazzo Niavaran, Tehran

### Tempi moderni

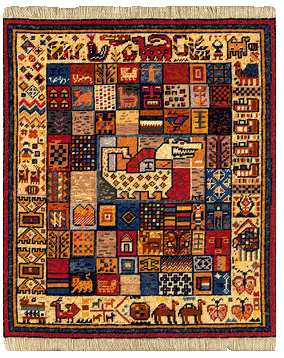
Moderno tappeto gabbeh

Dopo la rivoluzione iraniana, si potettero ottenere poche informazioni sulla tessitura dei tappeti in Iran. Negli anni '70 e '80, sorse in Europa un nuovo interesse per i tappeti Gabbeh, che inizialmente erano tessuti da tribù nomadi per il loro uso personale. La loro tessitura grossolana e i disegni semplici e astratti piacevano ai clienti occidentali.
Nel 1992, la prima Conferenza ed esposizione grand persiana a Teheran presentò, per la prima volta, i moderni disegni dei tappeti persiani. Maestri tessitori persiani come Razam Arabzadeh mostravano tappeti tessuti con la tecnica tradizionale, ma con disegni insoliti e moderni. Poiché le Grand conferenza continuò a svolgersi a intervalli regolari, oggi si possono osservare due tendenze nella tessitura dei tappeti iraniani. Da un lato, i progetti artistici moderni e innovativi sono inventati e sviluppati da produttori iraniani, che portano così l'antica tradizione del disegno verso il XXI secolo. Dall'altro, il rinnovato interesse per i coloranti naturali venne ripreso da imprese commerciali, che commissionavano i tappeti ai tessitori dei villaggi tribali. Ciò fornì una fonte regolare di reddito per i tessitori di tappeti. Le aziende solitamente fornivano il materiale e specificavano i disegni, ma ai tessitori era concesso un certo grado di libertà creativa. Con la fine dell'embargo, adottato dagli Stati Uniti sulle merci iraniane, anche i tappeti persiani (compresi i tappeti persiani antichi acquistati nelle aste) potettero tornare a essere più facilmente disponibili per i clienti statunitensi.
Come prodotti per la casa, i tappeti persiani oggi incontrano la concorrenza di altri paesi con salari più bassi e metodi di produzione più economici: tappeti tessuti a macchina, o tappeti tessuti a mano, ma con il ciclo più veloce e meno costoso a seconda del metodo di tessitura. Ciò fornisce al mercato tappeti in disegni "orientali" utilitaristici, ma senza valore artistico. I tappeti tradizionali intrecciati a mano, realizzati in lana di pecora tinta con colori naturali, sono sempre più ricercati. Di solito sono venduti a prezzi più alti a causa della grande quantità di lavoro manuale associato alla loro produzione, che è, sostanzialmente, mai cambiata dai tempi antichi, e per il valore artistico del loro disegno. Così, il tappeto persiano conserva il suo antico status di oggetto di lusso, bellezza e arte.

## Materiali

### Lana
Nella maggior parte dei tappeti persiani, il filo è di lana di pecora. Le sue caratteristiche e qualità variano da zona a zona, a seconda della razza di pecore, delle condizioni climatiche, dei pascoli e delle usanze particolari relative a quando e come la lana viene tosata e lavorata. Diverse zone del vello di pecora producono diverse qualità di lana, a seconda del rapporto tra il pelo di pecora più spesso e più rigido e le fibre più fini. Di solito, le pecore sono tosate in primavera e in autunno. Il taglio a molla produce lana di qualità migliore. Il grado più basso di lana utilizzato nella tessitura dei tappeti è la lana "pelle", che viene rimossa chimicamente dalla pelle di animali morti. I livelli qualitativi più elevati della lana persiana sono spesso indicati come lana "kurk" o "kork", che viene ricavata dal pelo che cresce sul collo della pecora. La produzione moderna utilizza anche lana importata, ad esempio lana merino proveniente dalla Nuova Zelanda, perché la forte domanda di lana per tappeti non può essere interamente soddisfatta dalla produzione locale. Vengono anche utilizzate le fibre di pelo di cammello e di capra. I peli di capra sono usati principalmente per fissare i bordi, o cimose, dei tappeti nomadi come quelli beluci, poiché sono più resistenti all'abrasione. La lana di cammello è usata occasionalmente nei tappeti nomadi persiani. È spesso tinta in nero o usata nel suo colore naturale. Più spesso la lana, che si dice essere lana di cammello, risulta essere lana di pecora tinta.

### Cotone
Il cotone costituisce il fondamento delle trame della maggior parte dei tappeti moderni. I nomadi, che non possono permettersi di comprare cotone sul mercato, usano la lana per orditi e trame, tradizionalmente realizzati con lana in zone dove il cotone non è un prodotto locale. Il cotone può essere filato più strettamente della lana e tollera maggiore tensione, il che lo rende un materiale superiore per la struttura di un tappeto. I tappeti particolarmente grandi hanno maggiori probabilità di stendersi sul pavimento, mentre la lana tende a restringersi in modo non uniforme, e i tappeti con una trama di lana possono piegarsi quando sono bagnati. Il cotone trattato chimicamente (mercerizzato) è stato usato nei tappeti, come sostituto della seta, dalla fine del XIX secolo.

### Seta
La seta è un materiale costoso ed è stato utilizzato per i tappeti di rappresentanza. La sua resistenza alla trazione è stata utilizzata negli orditi di seta, ma essa si trova anche nel filo del tappeto. Il filo di seta può essere utilizzato per evidenziare elementi speciali del disegno. I tappeti di alta qualità di Kashan, Qum, Na'in e Esfahan, sono spesso realizzati interamente in seta. I tappeti in velluto di seta sono spesso eccezionalmente fini, con un pelo corto e un disegno elaborato. Il filo di seta è meno resistente alle sollecitazioni meccaniche, quindi i tappeti tutta seta sono spesso usati come arazzi o cuscini.

### Filati

Filato con "torsione a S" e "torsione a Z"

Le fibre di lana, cotone e seta sono filate a mano o meccanicamente usando un filatoio ad alette o industrialmente usando una macchina per produrre il filato. La direzione in cui viene realizzato il filato si chiama "torsione". I filati sono caratterizzati da "torsione a S" o "torsione a Z" in base alla direzione di rotazione (vedi diagramma). Due o più filati possono essere ritorti insieme per formare un filato più spesso. Generalmente, i singoli filatoi a mano realizzano filati con una "torsione a Z", e il filo è realizzato con "torsione a S". Come quasi tutti i tappeti islamici, ad eccezione dei tappeti mamelucchi, quasi tutti i tappeti persiani utilizzano lana filata a "Z" (antioraria) e lana piegata a "S" (in senso orario).

### Tintura

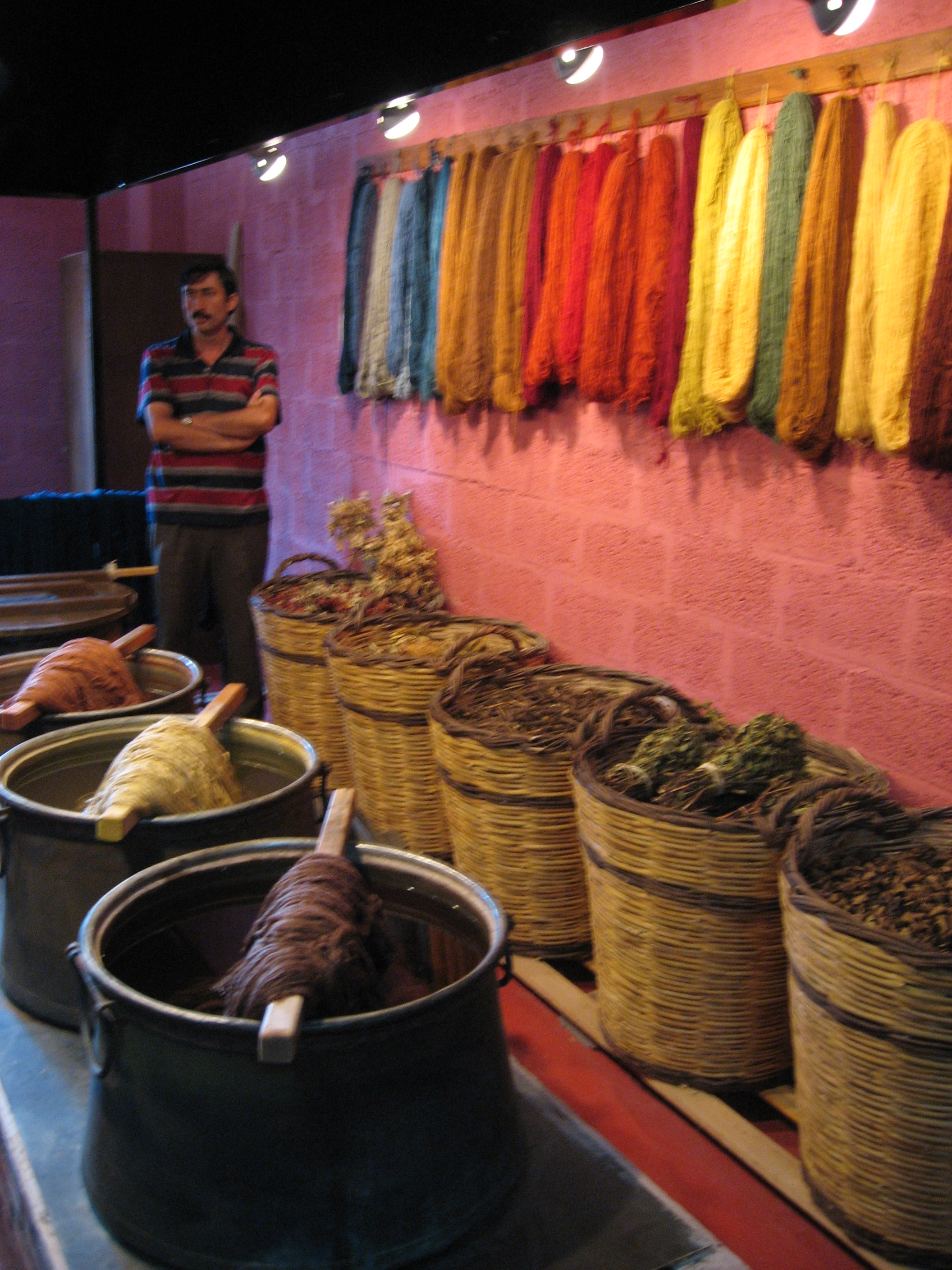
Lana tinta in colori naturali in una fabbrica turca di tappeti

Il processo di tintura prevede la preparazione del filato per renderlo suscettibile alle tinture appropriate mediante immersione in un mordente. I coloranti vengono quindi aggiunti al filo che rimane nella soluzione di tintura per un tempo definito. Il filo tinto viene quindi lasciato asciugare, esposto all'aria e alla luce del sole. Alcuni colori, in particolare marrone scuro, richiedono mordenti di ferro che possono danneggiare o sbiadire il tessuto. Ciò si traduce spesso in un'usura più veloce del pelo in aree tinte in colori marrone scuro e può creare un effetto rilievo in antichi tappeti orientali.

#### Piante
I colori naturali usati nei tappeti persiani sono ottenuti da piante e insetti. Nel 1856, il chimico inglese William Henry Perkin inventò il primo colorante all'anilina, porpora di anilina. In seguito sono stati inventati una serie di altri coloranti sintetici. Convenienti, prontamente preparati e facili da usare, confrontati con i coloranti naturali, il loro uso è documentato sin dalla metà degli anni 1860. La tradizione della tintura naturale è stata ripresa in Turchia all'inizio degli anni '80. Le analisi chimiche hanno portato all'identificazione di coloranti naturali da campioni di lana antica e le ricette e i processi di tintura sono stati ricreati sperimentalmente.
Secondo queste analisi, i coloranti naturali utilizzati per i tappeti sono:
- Rosso - ricavato dalla radice della Rubia tinctorum
- Giallo da piante come cipolla, diverse specie di camomilla (Anthemis, Matricaria chamomilla) ed Euphorbia
- Nero - Quercus e Rhus coriaria
- Verde - dalla doppia tintura con indaco e giallo
- Arancione dalla doppia tintura con rosso e giallo
- Blu - indaco tratto da Indigofera tinctoria.

Alcuni dei coloranti come indaco o robbia erano merce di scambio e quindi comunemente disponibili. I coloranti gialli o marroni differiscono sostanzialmente da regione a regione. Molte piante forniscono coloranti gialli: il tralcio della vite, l'erba colorante (Reseda luteola), lo sperone giallo e il Cotinus coggygria. Foglie d'uva e bucce di melograno, così come altre piante, forniscono diverse sfumature di giallo.
In Iran, la tinteggiatura tradizionale con tinture naturali è stata ripresa negli anni '90, ispirata al rinnovato interesse generale per i tappeti prodotti tradizionalmente, ma i tintori esperti come Abbas Sayahi hanno mantenuto viva la conoscenza delle ricette tradizionali.

#### Insetti
La tintura di carminio è ottenuta da secrezioni resinose di insetti come   Dactylopius coccus o Coccus cacti, e alcune specie di Porphyrophora (Porphyrophora hamelii e Porphyrophora polonica). Il colorante della cocciniglia, il cosiddetto "laq", era precedentemente esportato dall'India e in seguito dal Messico e dalle Isole Canarie. I coloranti degli insetti venivano usati più frequentemente nelle aree in cui la Rubia tinctorum non veniva coltivata, come nella Persia occidentale e nord-occidentale.

#### Colori sintetici
Con i moderni coloranti sintetici, è possibile ottenere quasi tutti i colori e le sfumature in modo che senza analisi chimiche sia praticamente impossibile identificare, in un tappeto finito, l'uso di tinture naturali o artificiali. I tappeti moderni possono essere tessuti con colori sintetici accuratamente selezionati e fornire sia un valore artistico che utilitaristico.

#### Abrash
L'apparizione di lievi deviazioni all'interno dello stesso colore è chiamata abrash (dal turco "abraş", letteralmente "chiazzato, pezzato"). L'abrash si trova nei tappeti orientali tinti tradizionalmente. La sua presenza suggerisce che probabilmente il tappeto è stato tessuto da un singolo tessitore, il quale non ha avuto abbastanza tempo o risorse per preparare una quantità sufficiente di filo tinto per completare il tappeto. Di tanto in tanto venivano tinti solo piccoli lotti di lana. Quando si esauriva un gomitolo di lana, il tessitore continuava con il lotto appena tinto. Poiché la tonalità esatta del colore si riscontra di rado in un nuovo lotto, il colore del filo cambia quando viene intrecciato a una nuova fila di nodi. Pertanto, la variazione di colore suggerisce che un tappeto è stato tessuto in un villaggio o in ambiente tribale ed è apprezzata come segno di qualità e autenticità. L'abrash può anche essere introdotto di proposito in un progetto di tappeto appena pianificato.

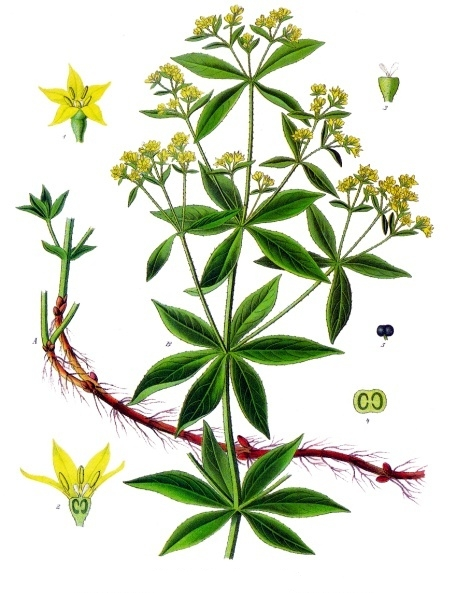
Pianta di Rubia tinctorum
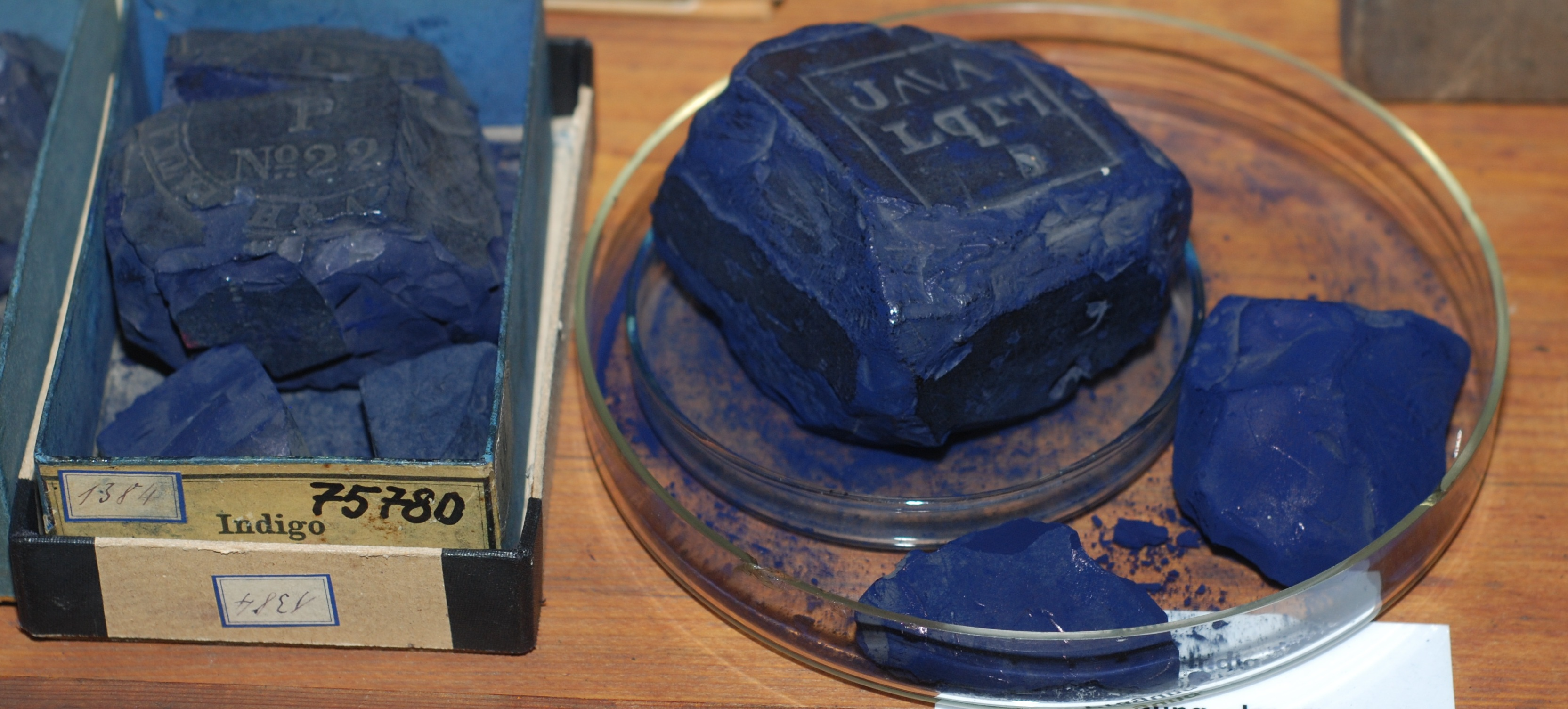
Indaco, storica collezione di colori dell'Università tecnica di Dresda, Germania
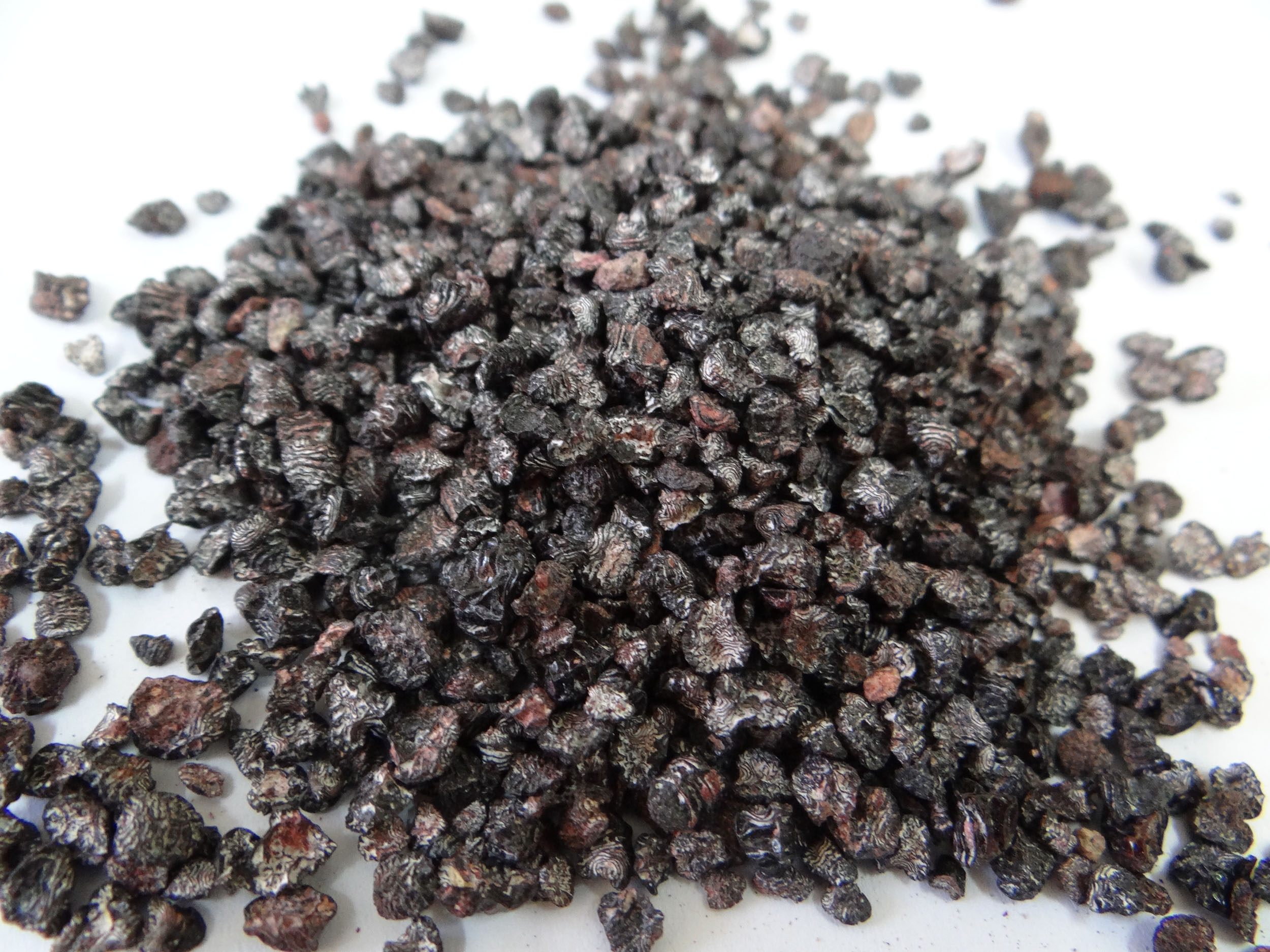
Pidocchio di Kermez (Coccus cacti)
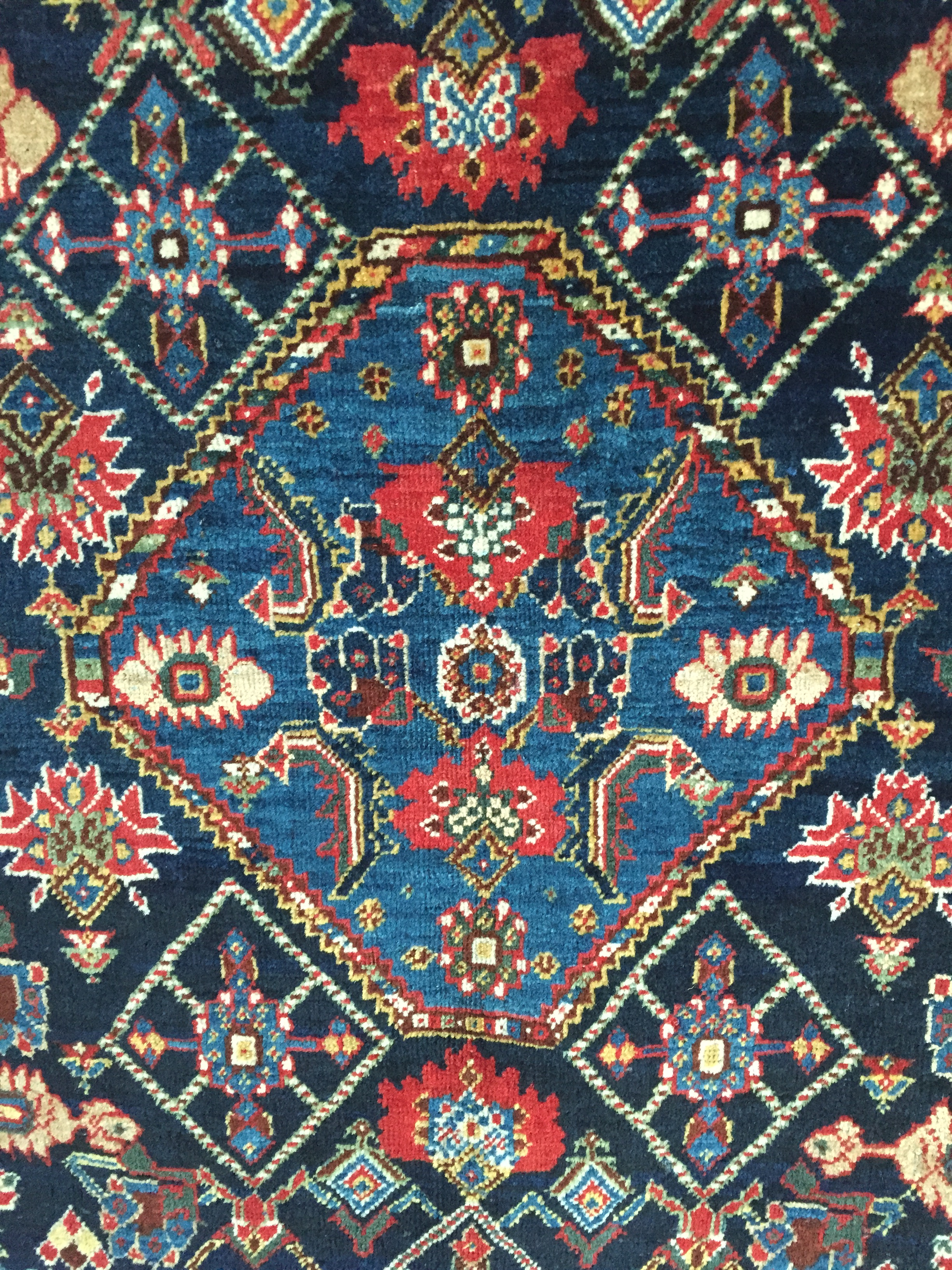
Sezione (medaglione centrale) di un tappeto del sud della Persia, probabilmente Qashqai, tardo XIX secolo, mostrante irregolari tonalità di blu (abrash)

## Tecniche e strutture

### Processo di tessitura di un tappeto
La tessitura dei tappeti è una lavorazione che richiede molto tempo e, a seconda della qualità e delle dimensioni del tappeto, può richiedere da pochi mesi a diversi anni per essere completata.
Per iniziare a fare un tappeto, è necessaria un'intelaiatura costituita da trame e orditi: l'ordito è costituito da fili di cotone, lana o seta forti e spessi che attraversano la lunghezza del tappeto. I fili simili che passano sotto e sopra gli orditi da una parte all'altra sono chiamati trama. Gli orditi su entrambi i lati del tappeto sono normalmente infilati in una o più stringhe di spessore variabile che sono coperte per formare la cimosa.
La tessitura inizia normalmente dal fondo del telaio, passando un numero di trame attraverso gli orditi per formare una base da cui iniziare. Nodi di fili di lana, cotone o seta tinti vengono quindi legati in fili attorno a serie consecutive di orditi adiacenti. Poiché più fili sono legati alla struttura, questi nodi diventano il pelo del tappeto. Tra ogni fila di nodi, vengono passati uno o più colpi di trama per mantenere fissi i nodi. Le trame vengono poi abbattute da uno strumento a pettine, la frusta a pettine, per compattare ulteriormente e fissare la fila di nodi nuovi. A seconda della finezza della trama, della qualità dei materiali e dell'esperienza dei tessitori, il numero di nodi di un tappeto fatto a mano può variare da 250 a 12.500 nodi per centimetro quadrato.
Una volta completato il tappeto, le estremità dell'ordito formano le frange che possono essere tratteggiate, intrecciate, tassellate o fissate in altri modi.

### Telai
I telai non variano molto nei dettagli essenziali, ma variano in dimensioni e sofisticazione. Il requisito tecnico principale del telaio è quello di fornire la tensione corretta e il mezzo per dividere gli orditi in serie di foglie alternate. Un dispositivo di spargimento consente al tessitore di passare le trame attraverso gli orditi incrociati e non incrociati, invece di infilare laboriosamente la trama dentro e fuori dagli orditi.

### Telai orizzontali
La forma più semplice di telaio è quella orizzontale. Esso può essere poggiato a terra o sostenuto da cavalletti poggiati sul terreno. La tensione necessaria può essere ottenuta attraverso l'uso di cunei. Questo tipo di telaio è ideale per i nomadi in quanto può essere montato o smontato ed è facilmente trasportabile. I tappeti prodotti su telai orizzontali sono generalmente piuttosto piccoli e la qualità della trama è inferiore a quella dei tappeti realizzati su telaio professionale.

### Telai verticali
I telai verticali stabili, tecnicamente più avanzati, sono utilizzati nei villaggi e nelle fabbriche cittadine. I tipi più avanzati di telai verticali sono più comodi, in quanto consentono ai tessitori di mantenere la loro posizione durante l'intero processo di tessitura. Il tipo di telaio verticale Tabriz consente la tessitura di tappeti fino al doppio della lunghezza del telaio, mentre non vi è alcun limite alla lunghezza del tappeto che può essere tessuto su un telaio verticale a rulli. In sostanza, la larghezza del tappeto è limitata dalla lunghezza dei subbi del telaio.
Esistono tre tipi di telaio verticale, che possono essere modificati in vari modi: il telaio fisso di villaggio, il telaio Tabriz o Bunyan e il telaio a raggi.
1. Il telaio fisso di villaggio viene utilizzato principalmente in Iran e consiste in una traversa superiore fissa e una trave mobile (subbio) inferiore, o in tessuto, che si incastra in due parti laterali. La tensione corretta degli orditi si ottiene spostando i cunei nelle fessure. I tessitori lavorano su una tavola regolabile che viene sollevata man mano che il lavoro procede.
2. Il telaio Tabriz, dal nome della città di Tabriz, viene utilizzato nell'Iran nord-occidentale. Gli orditi sono continui e passano dietro al telaio. La tensione di curvatura si ottiene con le zeppe. I tessitori siedono su un sedile fisso e quando una parte del tappeto è stata completata, la tensione viene rilasciata e il tappeto viene tirato verso il basso e arrotolato intorno al retro del telaio. Questo processo continua fino al completamento del tappeto, quando gli orditi vengono recisi e il tappeto viene tolto dal telaio.
3. Il telaio a raggi viene utilizzato in grandi fabbriche turche, ma si trova anche in Persia e in India. Consiste di due travi mobili a cui sono attaccati gli orditi. Entrambe le travi sono dotate di cricchetti o dispositivi di bloccaggio. Una volta che una sezione del tappeto è stata completata, questo viene arrotolato sulla traversa inferiore. Su un telaio a rulli, è possibile produrre qualsiasi lunghezza di tappeto. In alcune zone della Turchia molti tappeti sono tessuti in serie sugli stessi fili di ordito e separati l'uno dall'altro tagliando gli orditi dopo che la tessitura è terminata.

### Utensili

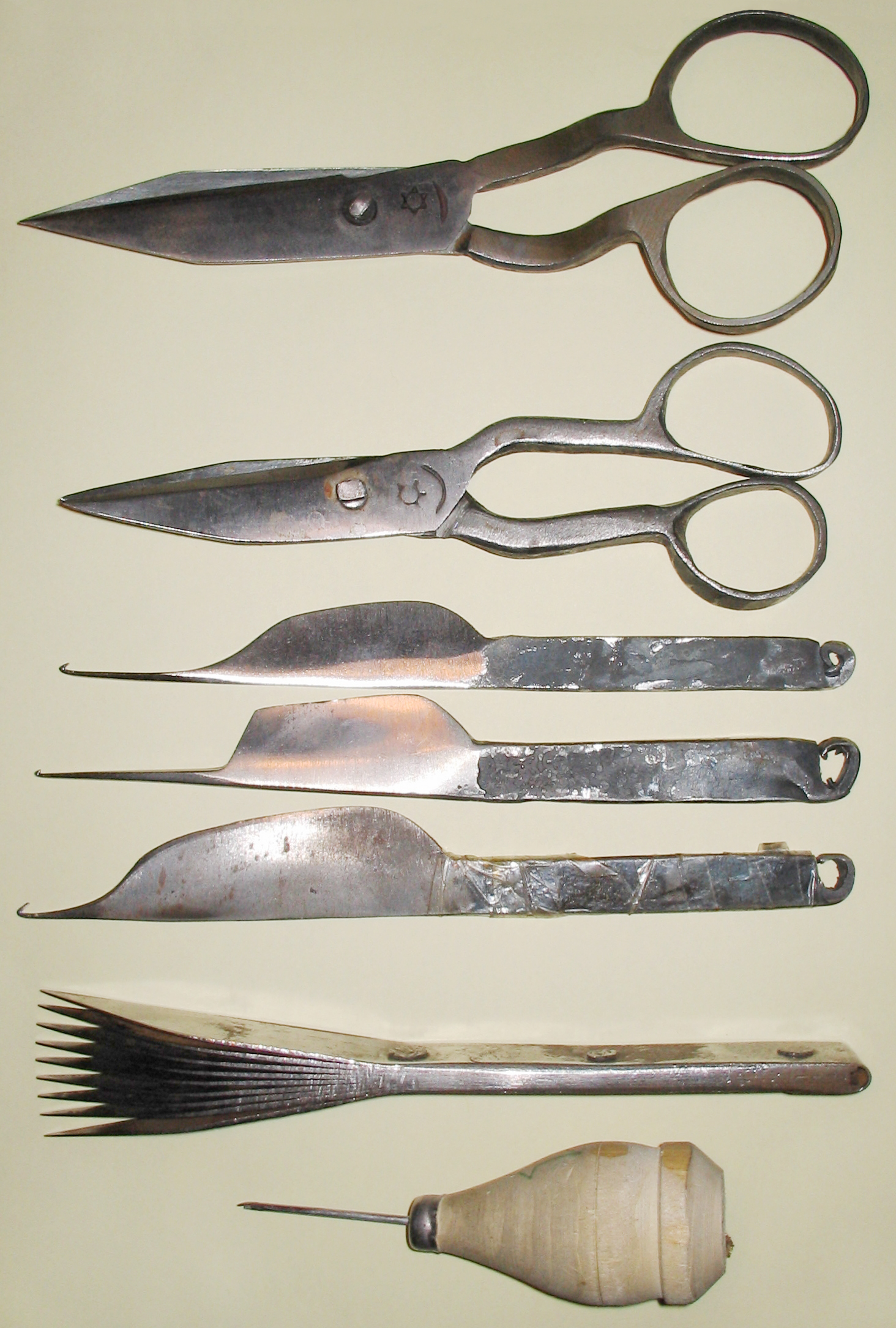
Alcuni tradizionali utensili per la tessitura dei tappeti.

Il tessitore ha bisogno di un certo numero di strumenti essenziali: un coltello per tagliare il filo quando i nodi sono legati, un pesante strumento a pettine con una maniglia per impacchettare le trame e un paio di forbici per tagliare il filo dopo aver tessuto una fila di nodi o un piccolo numero di file. A Tabriz il coltello è combinato con un gancio per legare i nodi, il quale ha la funzione di accelerare il lavoro. A volte viene usato un piccolo pettine d'acciaio per pettinare il filo dopo che ciascuna fila di nodi è stata completata.
Una varietà di strumenti aggiuntivi sono utilizzati per la confezione della trama. Alcune zone di tessitura in Iran, note per la produzione di tappeti molto fini, utilizzano strumenti aggiuntivi. A Kerman, viene usato uno strumento a sciabola orizzontalmente all'interno del telaio. A Bijar, uno strumento simile a un chiodo viene inserito tra gli orditi, e battuto per compattare ulteriormente il tessuto. Bijar è anche famosa per la sua tecnica di telaio a umido, che consiste nel bagnare l'ordito, la trama e il filato con acqua durante il processo di tessitura per compattare la lana e consentire una compressione particolarmente pesante degli orditi e delle trame. Quando il tappeto è completo e asciutto, la lana e il cotone si espandono, il che si traduce in una consistenza molto pesante e rigida. I tappeti Bijar non sono facilmente piegabili senza danneggiare il tessuto.
Un certo numero di strumenti diversi può essere usato per tagliare la lana a seconda di come viene tagliato il tappeto mentre la tessitura progredisce o quando il tappeto è completo. Spesso nei tappeti cinesi il filo viene rifilato dopo il completamento e il taglio è inclinato verso il punto in cui cambia il colore, dando un effetto tridimensionale in rilievo.

### Nodi
I tappeti persiani sono principalmente intrecciati con due diversi nodi: il nodo simmetrico turco o "Ghiordes", usato anche in Turchia, nel Caucaso, nel Turkmenistan orientale e in alcune aree turche e curde dell'Iran, e l'asimmetrico "Persian o nodo Senneh", usato anche in India, Turchia, Pakistan, Cina ed Egitto. Il termine "nodo di Senneh" è in qualche modo fuorviante, poiché i tappeti, nella città di Senneh, sono tessuti con nodi simmetrici.
Per legare un nodo simmetrico, il filo viene passato tra due orditi adiacenti, riportati sotto uno, avvolti attorno ad entrambi formando un colletto, quindi tirati attraverso il centro in modo che entrambe le estremità emergano tra gli orditi.
Il nodo asimmetrico è legato avvolgendo il filo attorno a un solo ordito, quindi il filo viene passato dietro l'ordito adiacente in modo da dividere le due estremità del filo. Il nodo persiano può aprirsi a sinistra o a destra.
Il nodo asimmetrico consente di produrre disegni più fluidi, spesso curvilinei, mentre i disegni più audaci e rettilinei possono utilizzare il nodo simmetrico. Come esemplificato dai tappeti Senneh con i loro elaborati disegni intrecciati con nodi simmetrici, la qualità del disegno dipende più dalle capacità del tessitore, che dal tipo di nodo utilizzato.
Un altro nodo usato frequentemente nei tappeti persiani è il nodo Jufti, che è legato intorno a quattro orditi anziché due. Un tappeto di utilità può essere fatto con nodi jufti, che vengono talvolta usati anche in grandi aree monocolore di un tappeto, per esempio sullo sfondo, per risparmiare materiale. Tuttavia, poiché i tappeti tessuti interamente o parzialmente con il nodo jufti necessitano solo la metà della quantità di filo di lana rispetto ai tappeti tradizionali, il loro filo è meno resistente all'usura e questi tappeti non durano a lungo.

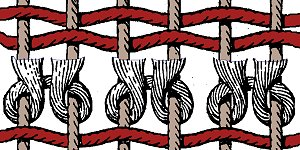
Nodo simmetrico turco
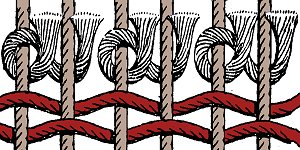
Nodo asimmetrico persiano, aperto a destra
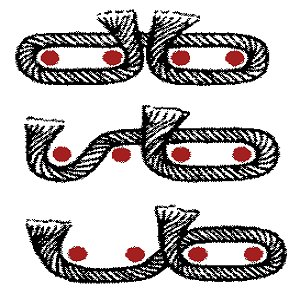
Variante del nodo "Jufti" tessuto intorno a quattro orditi
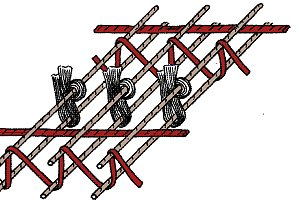
Tessendo con un ordito depresso
Esecuzione di un nodo asimmetrico, aperto a destra, con un gancio per tappeti simile al tipo Tabriz
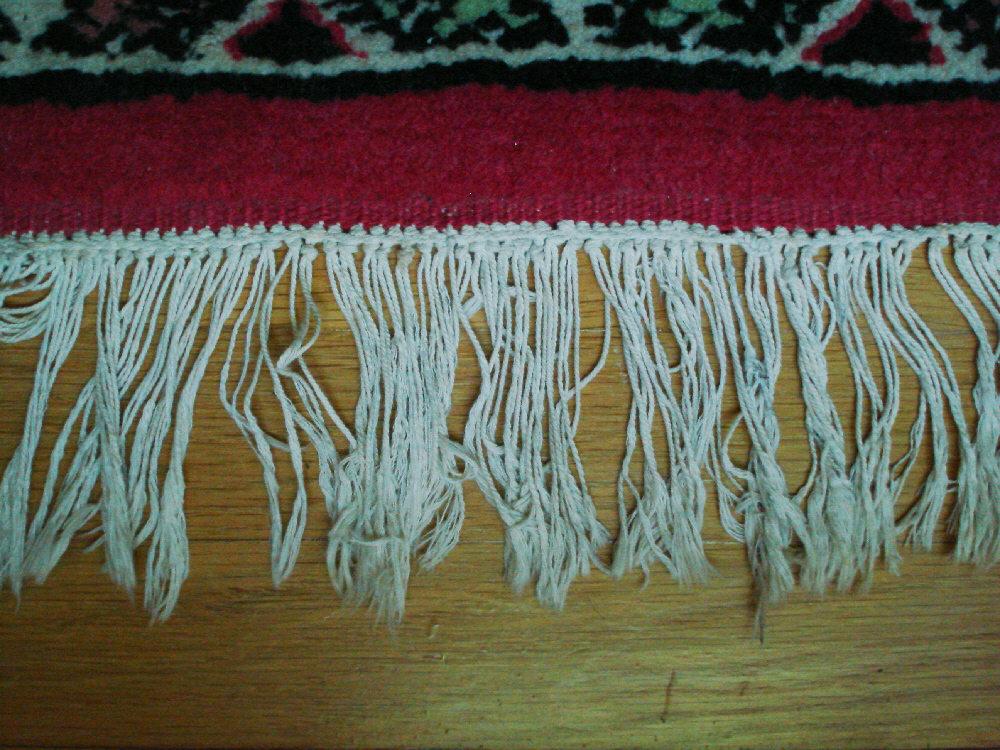
Testa di un Kilim con le frange

### Tappeti a tessitura piatta
I tappeti a tessitura piatta ricevono il loro colore e il loro disegno dalla trama che è strettamente intrecciata con l'ordito. La trama è intrecciata tra l'ordito fino a quando non è necessario un nuovo colore, viene quindi riavvolta e annodata prima che venga applicato un nuovo colore.
Il più popolare dei tappeti a tessitura piatta è il Kilim. I tappeti Kilim (insieme a gioielli, abiti e animali) sono importanti per l'identità e la ricchezza personale nelle tribù nomadi. Nel loro ambiente tradizionale i Kilim sono usati come rivestimenti per pavimenti e pareti, selle per cavalli, borse per la spesa, coperte e federe.
Diverse forme di tappeti a tessitura piatta:
- Herati
- Jajim
- Kilim
- Maleki
- Sirjan
- Soumak (Soumakh)
- Suzani

## Disegni

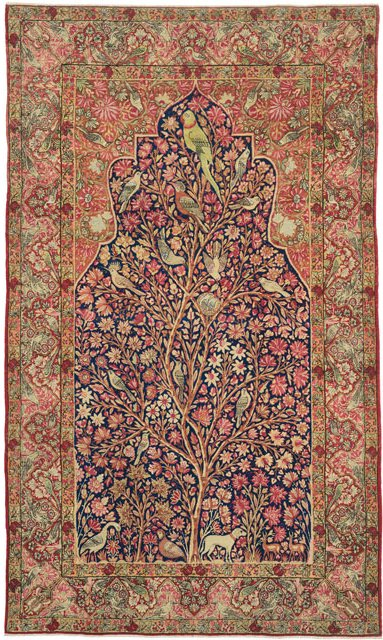
Tappeto Kermanshah Albero della vita, seconda metà del XIX secolo

Nel 2016 l'Iran aveva 40 disegni di tappeto, ognuno dei quali appartenente ad una diversa regione, compresi 29 disegni registrati alla World Intellectual Property Organization.

### Formati e tipi speciali
- Ghali: (in lingua persiana قالی, letteralmente "tappeto"): tappeti grandi (190 × 280 cm).
- Dozar o Sedjadeh: il termine deriva dal persiano do, "due" e zar, una misura persiana corrispondente a circa 105 cm. La dimensione dei tappeti Dozar è approssimativamente 130/140 x 200/210 cm.
- Ghalitcheh (in lingua persiana قالیچه: tappeto Dozar ma di qualità molto pregiata.
- Kelleghi o Kelley: grande formato, ca. 150/200 x 300/600 cm. Questo formato è tradizionalmente posto alla testa di un tappeto ghali (kalleh significa "testa" in persiano).
- Kenareh: simile ad una guida, misura 80/120 × 250/600 cm. Tradizionalmente disposti lungo i lati più lunghi di un tappeto più grande (kenār significa "lato" in lingua persiana).
- Zaronim: la misura corrisponde a 1 ½ zar. Questo piccolo tappeto è lungo circa 150 cm.

I tappeti dei nomadi sono anche detti Gelim (in lingua persiana گلیم e زیلو Zilu, dal significato di "tappeto". Il Gelim comprende sia i tappeti a pelo che le armature piatte (come kilim e soumak).

### Disegno dello sfondo, medaglioni e bordi

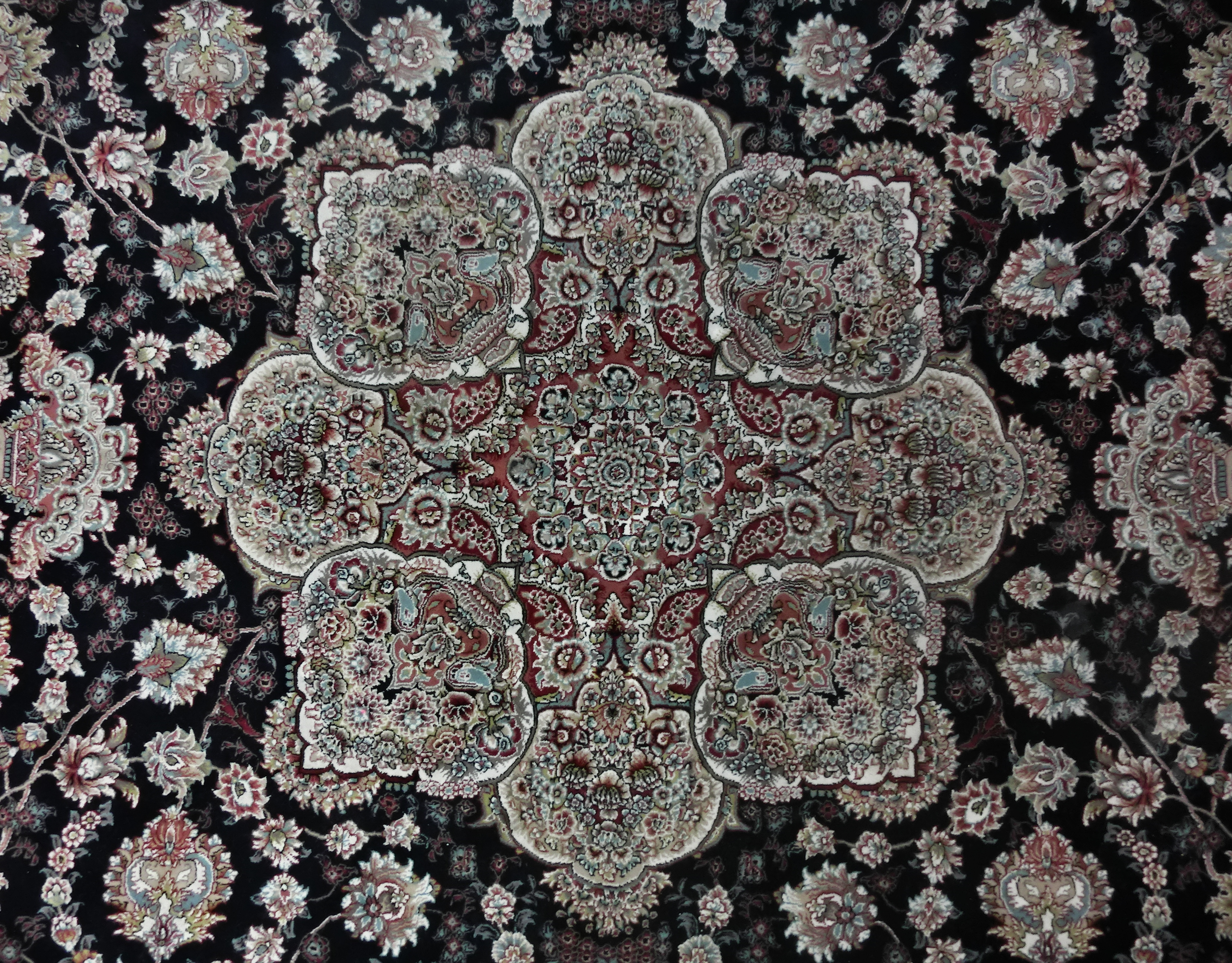
Medaglione Toranj - speciale disegno circolare in un tappeto iraniano

Il disegno del tappeto può essere descritto dal modo in cui gli ornamenti sono disposti all'interno dello stesso. Un disegno di base può dominare l'intero tappeto o la superficie può essere coperta da un motivo di figure ripetute.
Nelle aree con disegni locali tradizionali, come nelle tribù nomadi persiane, il tessitore è in grado di lavorare a memoria, poiché i modelli specifici fanno parte della tradizione familiare o tribale. Questo di solito è sufficiente per progetti meno elaborati, per lo più rettilinei. Per i disegni più elaborati, specialmente curvilinei, i disegni sono realizzati con cura, su carta millimetrata, per adattarsi ai colori appropriati. La progettazione risultante è definita un "fumetto". Il tessitore intreccia un nodo per ogni quadrato sulla carta in scala, che consente una resa accurata anche dei disegni più complessi. I disegni si sono modificati nei secoli attraverso la tessitura. Oggi vengono utilizzati i computer nella realizzazione di disegni in scala per i tessitori.
La superficie del tappeto è organizzata in modi tipici, che in tutta la loro varietà sono comunque riconoscibili come persiani: un singolo disegno di base può coprire l'intera parte centrale. Quando viene raggiunta la fine della stessa, i motivi possono essere tagliati intenzionalmente, creando così l'impressione di continuare oltre i confini del tappeto. Questa tecnica è caratteristica del disegno islamico: nella tradizione islamica, la raffigurazione di animali o umani è proibita anche in un contesto profano, poiché l'Islam non distingue tra vita religiosa e vita profana. Dalla codificazione del Corano di ʿUthmān b. ʿAffān, nel 651 dell'era cristiana/19 dell'era musulmana e dalle riforme di Abd al-Malik ibn Marwan degli Omayyadi, l'arte islamica si è concentrata sulla scrittura e sull'ornamento. Gli sfondi principali dei tappeti persiani sono spesso pieni di ornamenti ridondanti e intrecciati, spesso in forma di spirali elaborate e viticci in un modo chiamato "ripetizione infinita".
Gli elementi di progettazione possono anche essere disposti in modo più elaborato. Un tipico tappeto orientale utilizza un "medaglione", uno schema simmetrico che occupa il centro del tappeto. Parti del medaglione, o simili, disegni corrispondenti, sono ripetute ai quattro "angoli". Il disegno persiano "Lechek Torūnj" (medaglione e angolo) è stato sviluppato in Persia per copertine di libri e immagini miniate nel XV secolo. Nel XVI secolo, è stato integrato nei disegni di tappeti. È possibile utilizzare più di un medaglione e questi possono essere disposti a intervalli sul fondo in diverse dimensioni e forme. Il fondo di un tappeto può anche essere suddiviso in diversi compartimenti rettangolari, quadrati o a losanga, che a loro volta possono essere disposti in file o in diagonale.
In contrasto con i tappeti anatolici, il tappeto medio persiano rappresenta lo schema principale, e la ripetizione infinita dello sfondo appare subordinata, creando un'impressione di medaglione "fluttuante" sullo sfondo.
Nella maggior parte dei tappeti persiani, il centro del tappeto è circondato da strisce o bordi. Questi possono variare da uno a più di dieci, ma di solito c'è un "bordo principale" più largo circondato da bordi minori o "guardiani". Il confine principale è spesso pieno di disegni rettilinei o curvilinei complessi ed elaborati. Le strisce di bordo minori mostrano disegni più semplici come le viti serpeggianti. La disposizione tradizionale del bordo persiano è stata altamente conservata nel tempo, ma può anche essere modificata in modo che il centro invada il bordo principale. Questa caratteristica è spesso visibile nei tappeti Kerman della fine del XIX secolo e probabilmente è stata rilevata dai disegni delle tessiture francesi di Aubusson o Savonnerie.
Le articolazioni angolari sono una parte particolarmente impegnativa del disegno di un tappeto. Gli ornamenti devono essere tessuti in modo che il disegno continui senza interruzioni intorno agli angoli tra i bordi orizzontali e verticali. Ciò richiede una pianificazione anticipata sia da un abile tessitore che è in grado di pianificare il progetto dall'inizio, sia da un artista che compone un cartone prima che inizi la tessitura. Se gli ornamenti si articolano correttamente attorno agli angoli, gli angoli sono definiti "risolti" o "riconciliati". Nei tappeti di villaggio o nomadi, che di solito sono tessuti senza un piano di avanzamento dettagliato, gli angoli dei bordi spesso non sono risolti. Il tessitore quindi interrompe il disegno in un determinato stadio, ad esempio quando il bordo orizzontale inferiore è finito, e ricomincia da capo con i bordi verticali. L'analisi della risoluzione d'angolo aiuta a distinguere i tappeti di villaggio rurale, o nomadi, da quelli delle fabbriche.

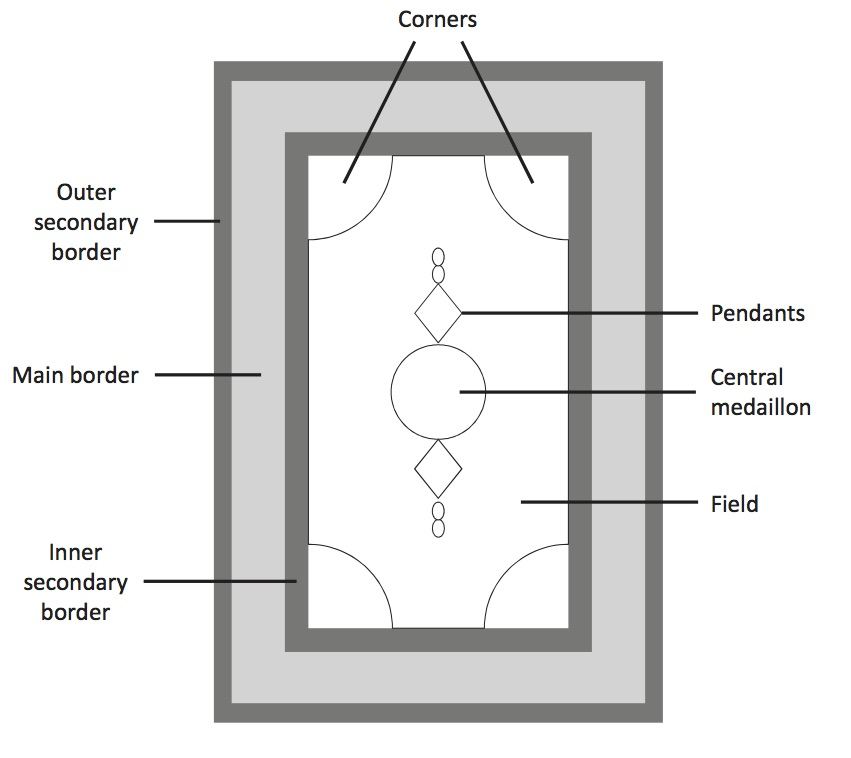
Ornamenti di base di un tappeto orientale
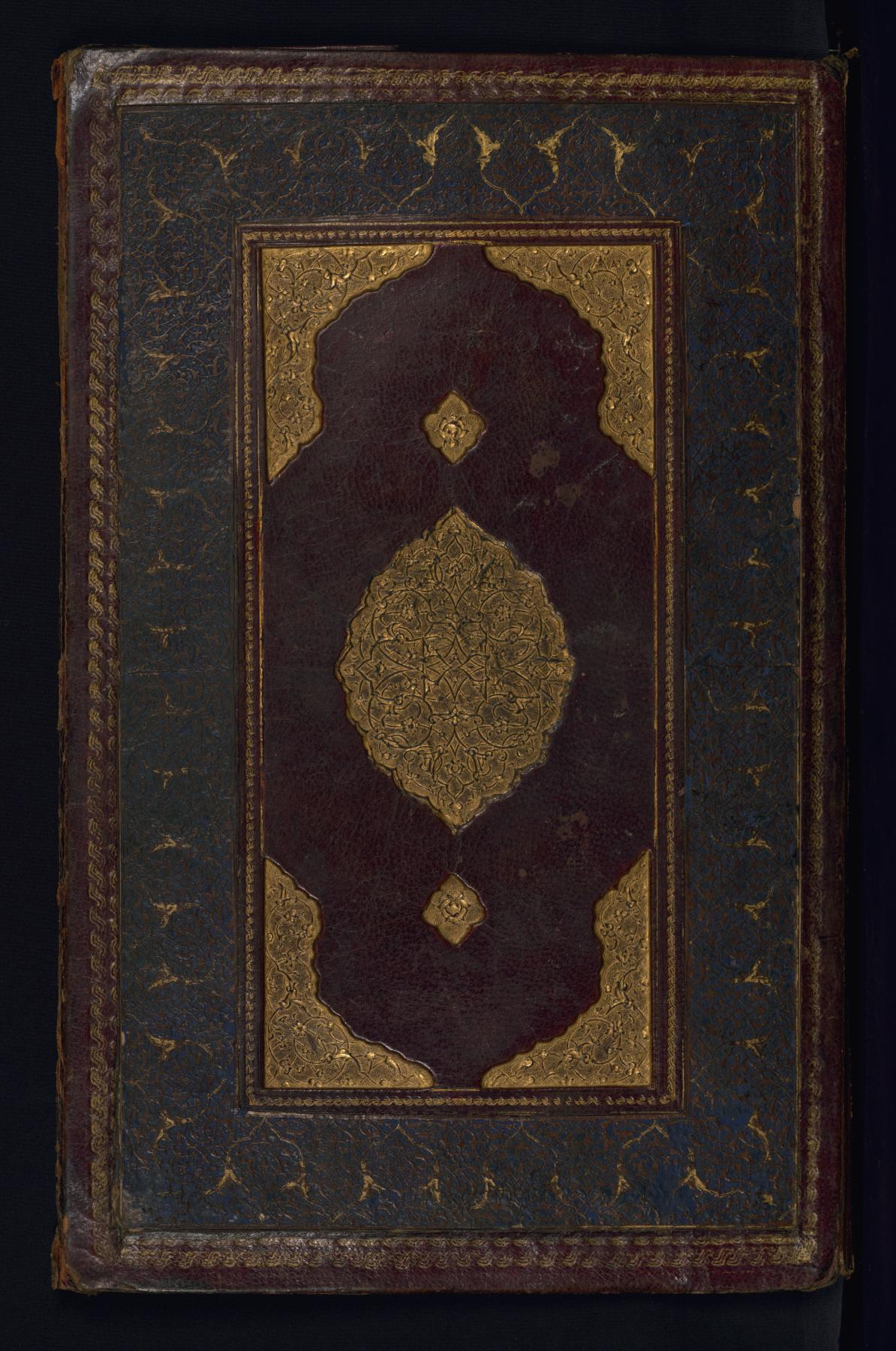
Rilegatura di libri da Opere collette (Kulliyat), X secolo era musulmana/XVI era cristiana, Walters Art Museum
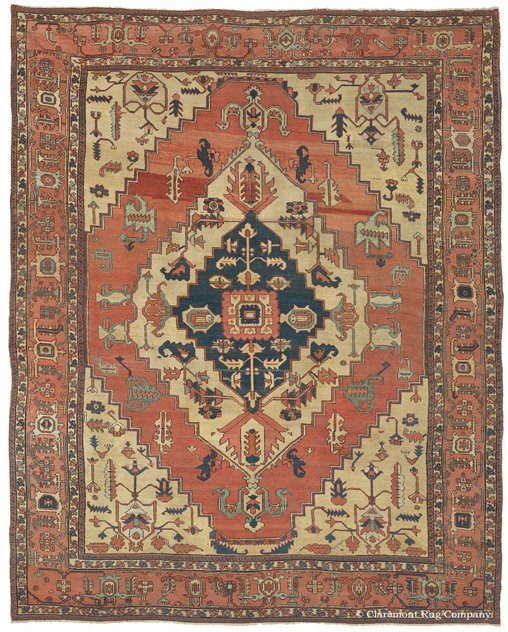
Tappeto Serapi, regione di Heriz, nord-ovest della Persia, circa 1875, con disegno prevalentemente rettilineo
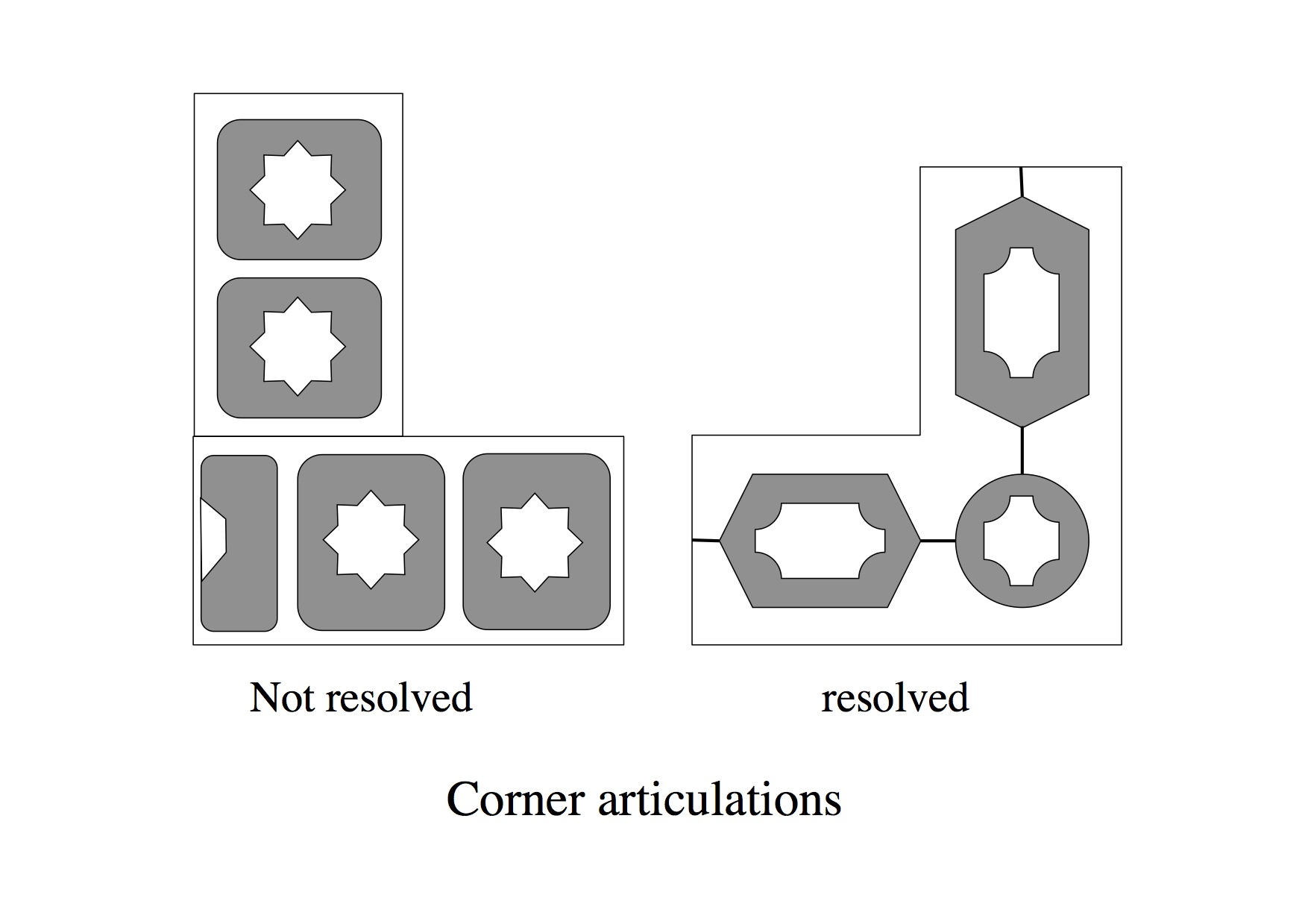
Articolazione di un angolo in un tappeto orientale

### Elementi di disegno più piccoli e compositi
Lo sfondo, o sezioni di esso, può anche essere coperto con elementi più piccoli. L'impressione generale può essere omogenea, sebbene il disegno degli stessi elementi possa essere molto complicato. Tra le figure ripetitive, il boteh è utilizzato in tutta la "cintura del tappeto". Il boteh può essere raffigurato sia in uno stile curvilineo che rettilineo. Il più elaborato boteh si trova nei tappeti intessuti attorno a Kerman. I tappeti di Seraband, Hamadan e Fars a volte mostrano il boteh in uno schema a tutto campo. Altri elementi di disegno includono motivi antichi come l'albero della vita, o elementi floreali e geometrici come, ad esempio, stelle o palmette.
Singoli elementi possono anche essere inseriti in gruppo, formando un disegno più complesso:
- Il disegno Herati consiste in una losanga con figure floreali agli angoli circondata da foglie a forma di lancetta a volte chiamate "pesci". I modelli Herati sono usati in tutta la "cintura da tappeto"; in genere, si trovano nei tappeti di Bijar.
- Il disegno Mina Khani è costituito da fiori disposti in file, interconnessi da linee diamantate (spesso curve) o circolari, spesso su tutto il tappeto. Il disegno di Mina Khani si trova spesso nei tappeti Varamin.
- Il motivo Shah Abbasi è composto da un gruppo di palmette. I disegni Shah Abbasi si trovano spesso nei tappeti Kashan, Esfahan, Mashhad e Na'in.
- Il disegno Bid Majnūn è in realtà una combinazione di salici piangenti, cipressi, pioppi e alberi da frutto in forma rettilinea. La sua origine è stata attribuita alle tribù curde, poiché i primi esempi conosciuti provengono dalla zona di Bijar.
- Il disegno Harshang prende il nome dal suo principale motivo, che è un grande oggetto ovale che ricorda un granchio. Il modello si trova su tutta la "cintura del tappeto", ma ha una certa somiglianza con le palmette del periodo safavide, e gli "artigli" del granchio possono essere arabeschi convenzionalmente in stile rettilineo.
- Il Gol Henai, un piccolo motivo ripetuto, prende il nome dalla pianta dell'henné, anche se non vi assomiglia molto. La pianta assomiglia più al balsamo del giardino, e nella letteratura occidentale a volte è paragonata al fiore dell'ippocastano.

Motivi frequenti nei tappeti persiani

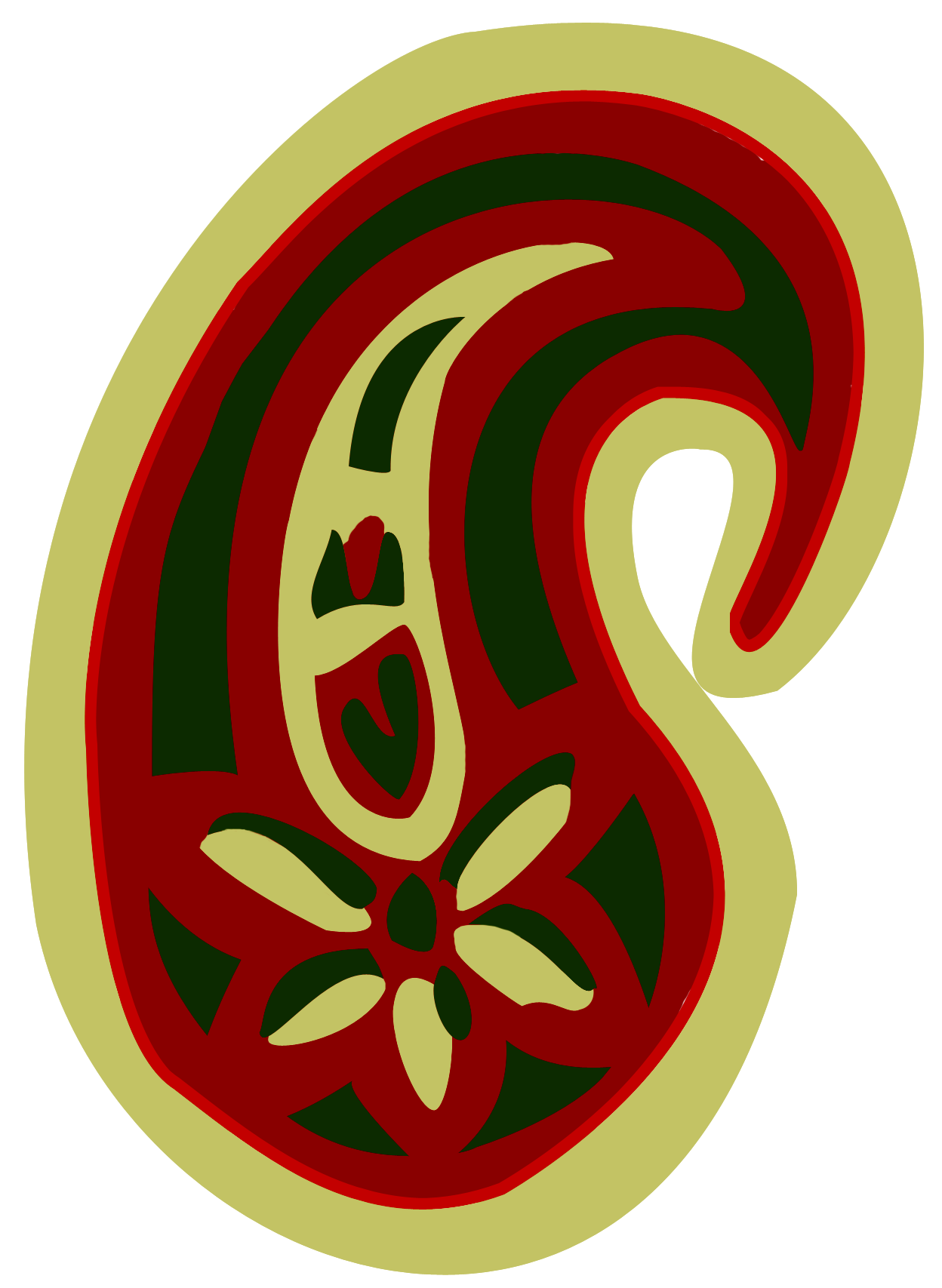
Boteh
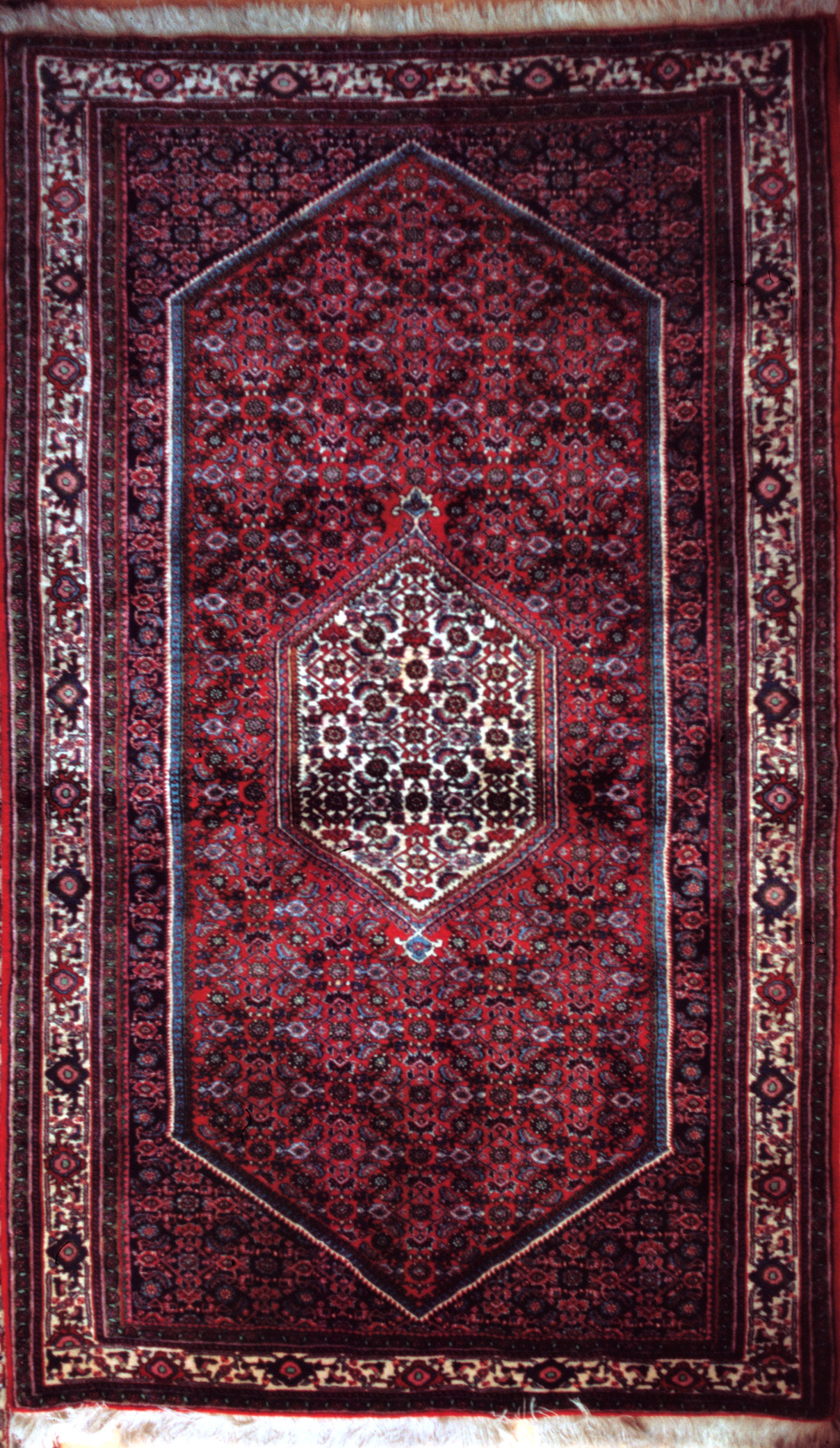
Bidjar con disegno Herati
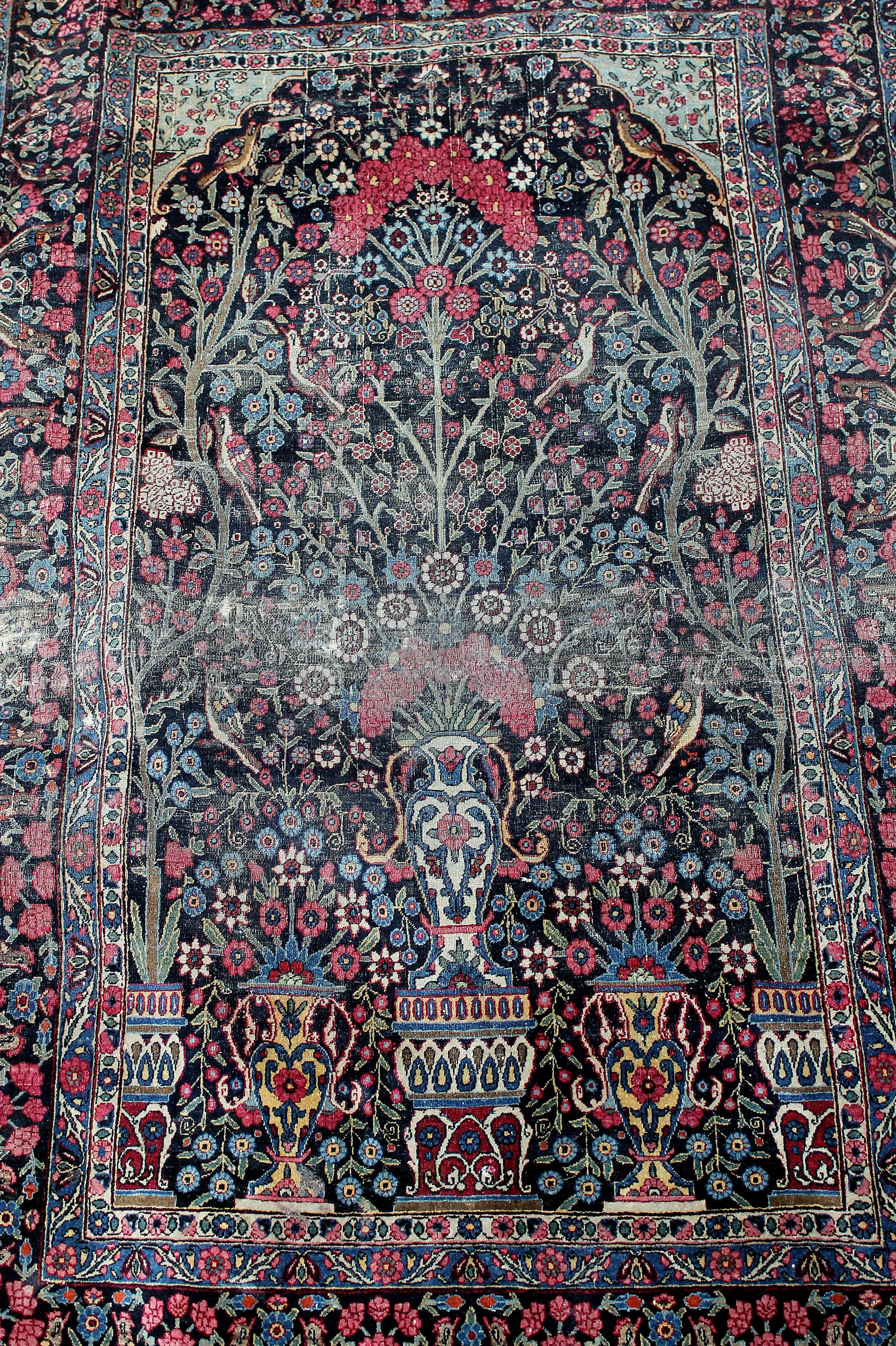
Tappeto pittorico con albero della vita, uccelli, piante, fiori e motivo vaso
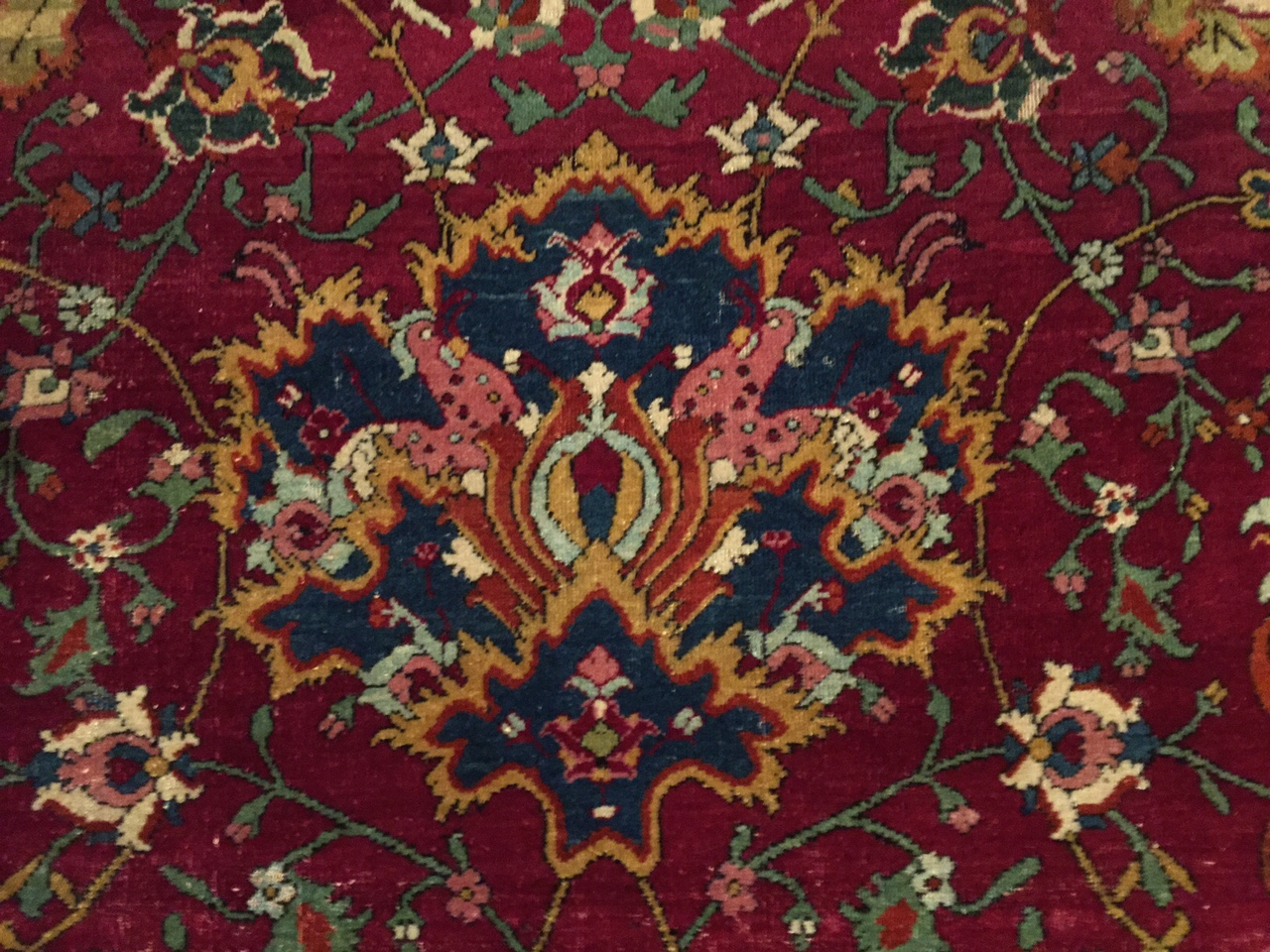
Dettaglio di tappeto safavide: motivo Shah Abbasi
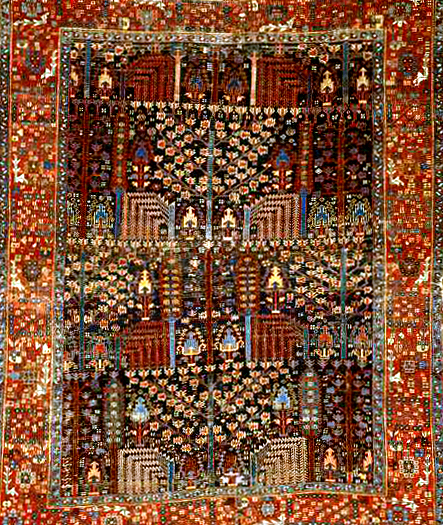
Tappeto Karaja con motivo Bid Majnūn
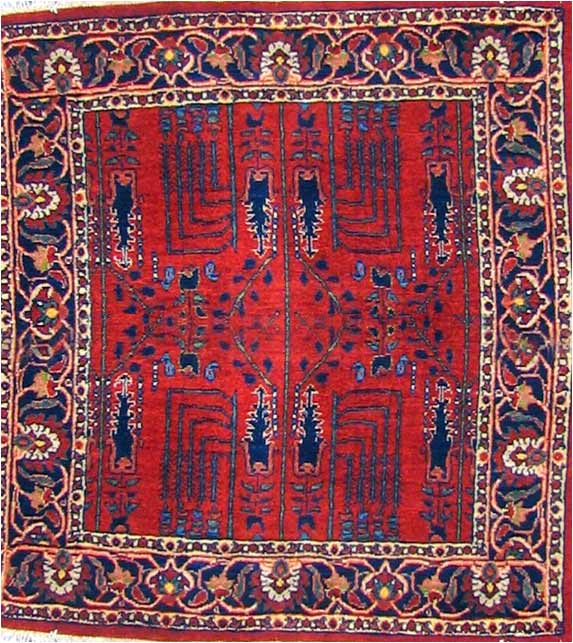
Tappeto Bijar con motivo Bid Majnūn
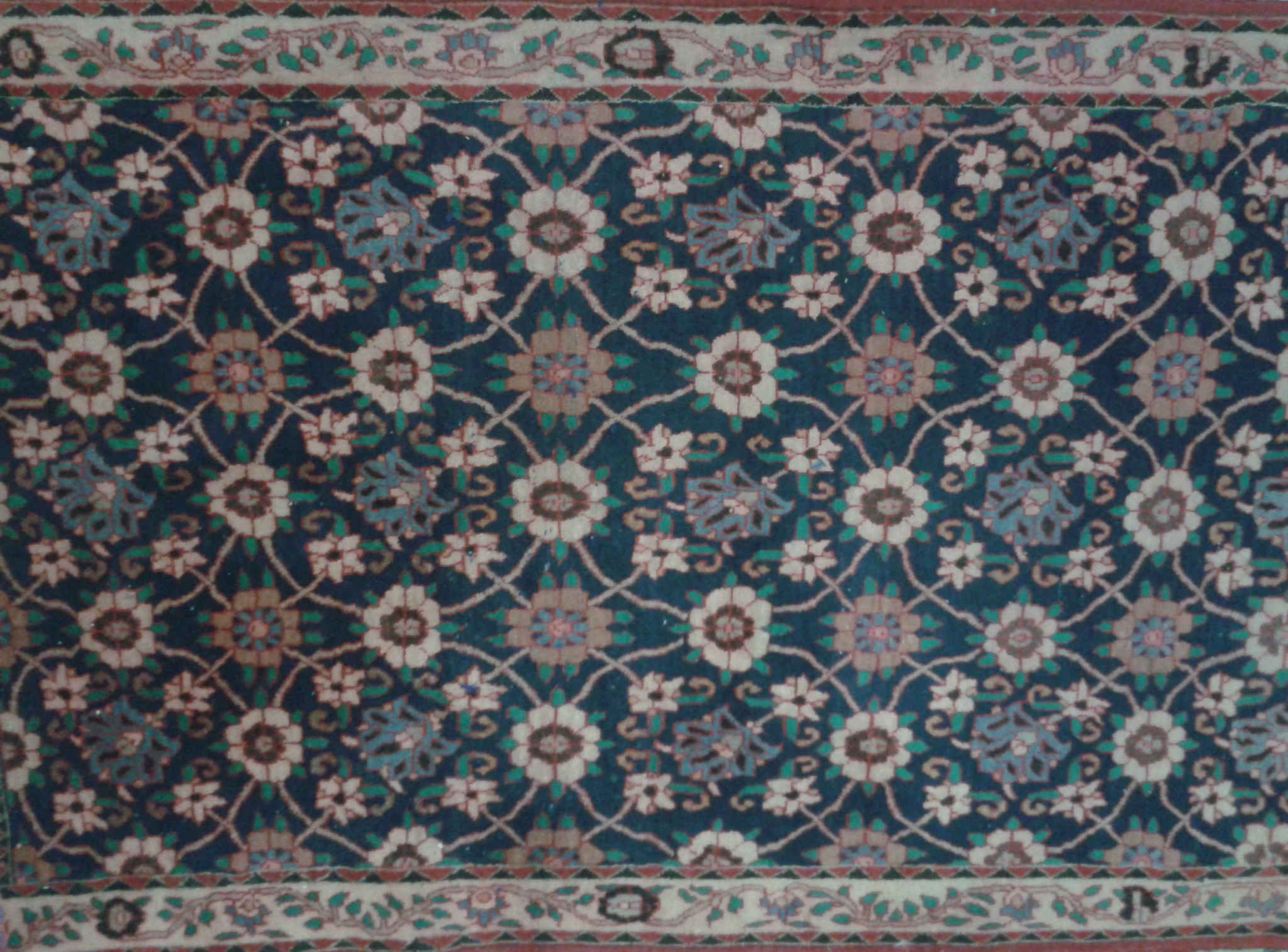
Un tappeto Varamin con motivo Mina Khani
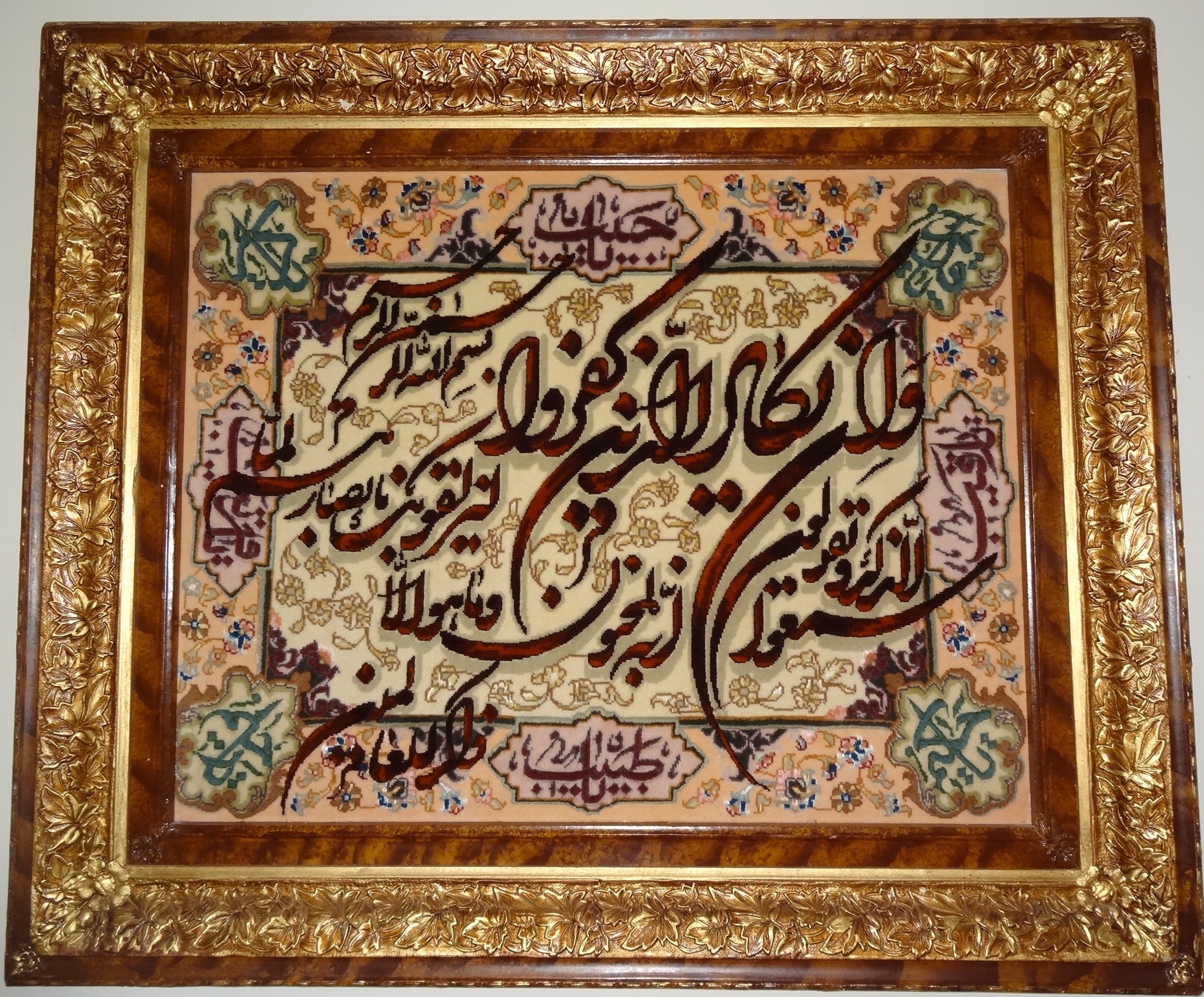
Tappeto pittorico: versetti del Corano disegnati sul tappeto

## Classificazione
I tappeti persiani sono meglio classificati dal contesto sociale dei loro tessitori. I tappeti venivano prodotti simultaneamente da tribù nomadi, in villaggi, fabbriche di città e manifatture di corte, per uso domestico, vendita locale o esportazione.

### Tappeti dei nomadi o tribali
I tappeti dei nomadi o tribali sono prodotti da diversi gruppi etnici con storie e tradizioni distinte. Poiché le tribù nomadi originariamente tessevano tappeti principalmente per uso personale, i loro disegni hanno mantenuto molte delle tradizioni tribali. Tuttavia, durante il XX secolo, lo stile di vita nomade fu cambiato in modo più sedentario, sia volontariamente che dalla politica di insediamento forzato degli ultimi imperatori persiani della dinastia Pahlavi. Nel 1970, si osservò che la tessitura tradizionale era quasi cessata tra le tribù nomadi maggiori, but in recent years, the tradition has been revived.
Caratteristiche tecniche dei tappeti persiani dei nomadi
|                     | Curdi                                                                 | Bakhtiari & Luri                                                             | Chahar Mahal                               | Qashqai & Khamseh                                                                                                 | Afshari                                                      | Beluci                                                                                 |
| ------------------- | --------------------------------------------------------------------- | ---------------------------------------------------------------------------- | ------------------------------------------ | --- | ------------------------------------------------------------ | -------------------------------------------------------------------------------------- |
| Nodi                | simmetrico                                                            | simmetrico                                                                   | simmetrico                                 | simmetrico e asimmetrico, aperto a sinistra                                                                       | simmetrico e asimmetrico, aperto a destra                    | principalmente asimmetrico con apertura a sinistra, pochi aperti a destra a simmetrici |
| Ordito e trama      | Lana, talvolta cotone. Ordito bianco o castano, trama castana o rossa | Lana, peli di capra, cotone. Ordito castano o bianco, trama castano o rossa. | Cotone, trama talvolta blu                 | Lana, ordito bianco (Q.) o bianco e castano (Kh.), trama in colori naturali o rossa (Q.), o rossa e marrone (Kh.) | Lana, ordito bianco e marrone, trama arancione, rossa o rosa | Ordito bianco, trama castano scuro, successivamente cotone                             |
| Cimose              | coperte e rinforzate                                                  | castano scuro o peli di capra, rinforzati                                    | rinforzate, lana nera                      | rinforzate, due colori (Q.), lana annodata e rinforzata, naturale o tinta (Kh.)                                   | rinforzata con lana colorata                                 | annodata con lana castano o peli di capra                                              |
| Margini             | Kilim, da 2 cm a molto lungo                                          | Kilim, 2/8 cm, colori naturali o strisce                                     | Kilim, 2/5 cm                              | Kilim, 2/5 cm, intrecciato o broccato                                                                             | Kilim, 2/15 cm, colori naturali o strisce colorate           | 2/25 cm, strisce colorate e broccato                                                   |
| Colori predominanti | giallo, castano naturale o corrosivo                                  | blu scuro, rosso brillante, giallo intenso                                   | blu scuro, rosso brillante, giallo intenso | rosso brillante, diverse tonalità di blu, giallo pallido, verde                                                   | rosso cangiante in giallo, rosa salmone                      | blu brillante                                                                          |

#### Curdi
I curdi sono un gruppo etnico, che per lo più abita l'area che comprende parti adiacenti inserite in diversi stati: (Regione dell'Anatolia Sud Orientale e Regione dell'Anatolia Orientale, Kurdistan turco), (Provincia del Kurdistan, Azerbaigian Occidentale, Provincia di Kermanshah e Provincia di Ilam, Kurdistan iraniano), (Kurdistan iracheno in iraq) e (zona Rojava in Siria). La numerosa popolazione e l'ampia distribuzione geografica dei curdi danno vita ad una produzione variata che spazia dallo spettro di tessiture nomadi grossolane e ingenue ai tappeti più elaborati della manifattura cittadina, finemente tessuti come Senneh, o tessuti pesanti come tappeti Bijar. Sebbene i tappeti curdi rappresentino una parte tradizionale della produzione di tappeti persiani, meritano una considerazione a parte.

##### Tappeti Senneh

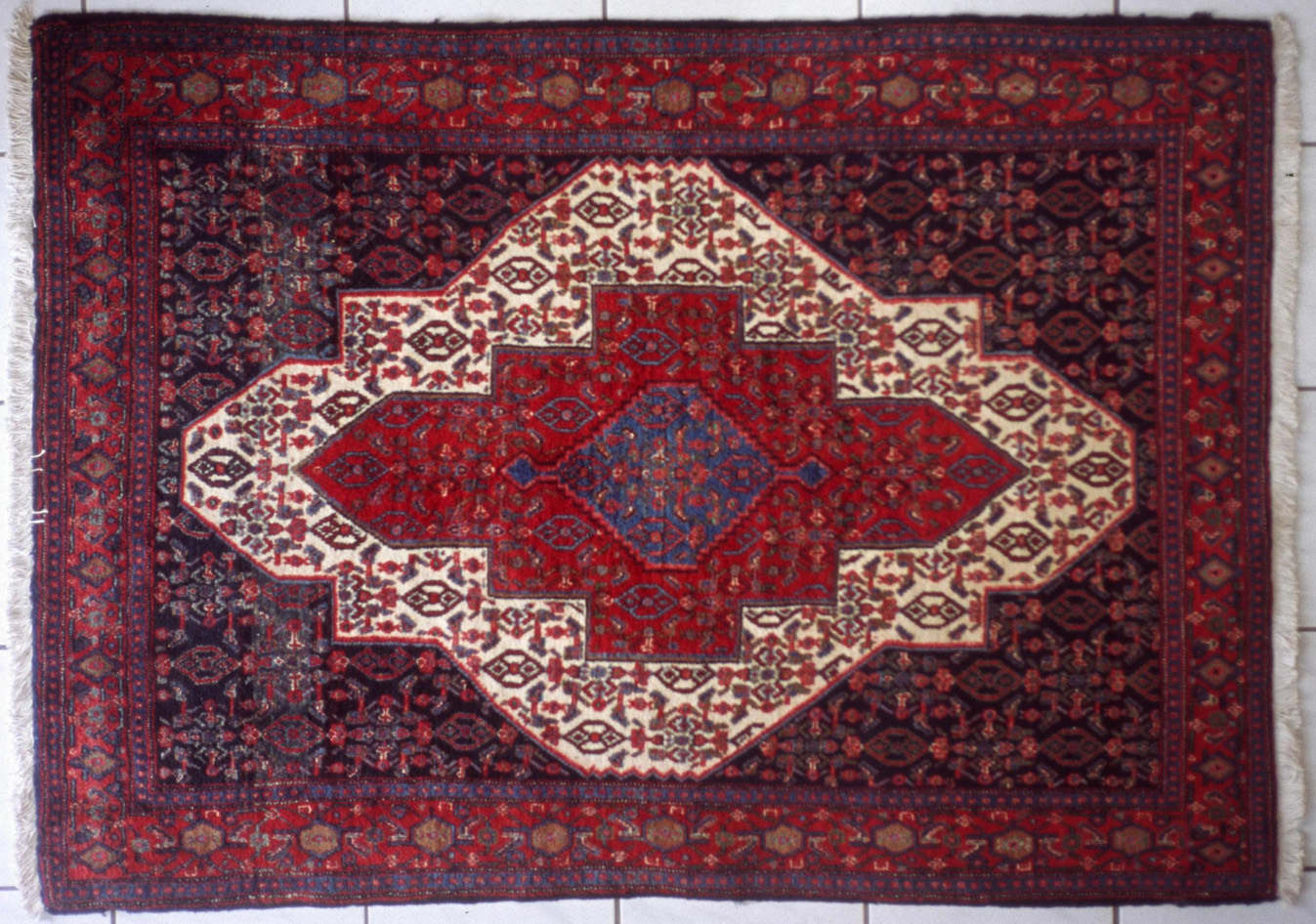
Tappeto Senneh

La città di Sanandaj, un tempo nota come Senneh, è la capitale della Provincia del Kurdistan. I tappeti prodotti qui sono ancora noti, anche nell'Iran di oggi, con il loro nome commerciale "Senneh". Appartengono ai tappeti persiani più finemente intessuti, con numero di nodi fino a 6200 dm  2 ). La base è di cotone, anche se la seta è stata usata in tappeti antichi. Alcuni bei tappeti hanno orditi di seta, tinti in diversi colori, che creano frange in diversi colori, noti come "orditi arcobaleno", nel commercio dei tappeti. Principalmente sono usati, nel centro, i colori blu o rosso pallido. Il motivo predominante è il modello Herati, con un medaglione centrale a forma di losanga riempito con ripetizioni di motivi Herati su un diverso colore di sfondo. Si vedono anche motivi floreali più realistici, probabilmente nei tappeti tessuti per l'esportazione in Europa

##### Tappeti Bijar

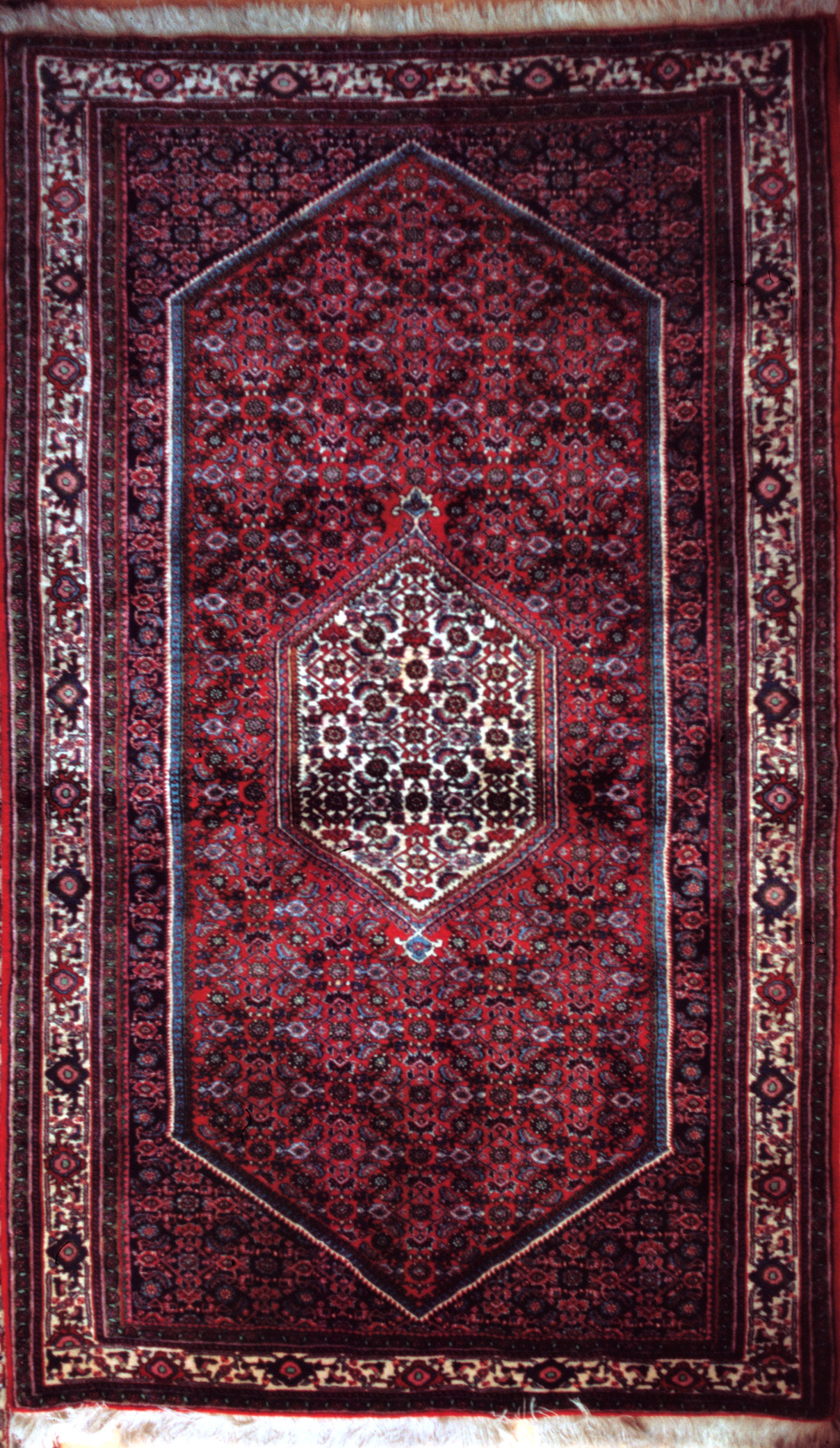
Tappeto Bijar

La città di Bijar si trova a circa 80 km a nord-est di Sanandaj. Insieme, queste due città e le loro aree circostanti sono state i principali centri di produzione di tappeti dal XVIII secolo. I tappeti tessuti a Bijar e nei villaggi circostanti mostrano disegni più vari rispetto ai tappeti Senneh, cosa che ha portato alla distinzione tra tappeti Bijar "città" e "villaggio". Il tappeto Bijar si distingue per il suo tessuto molto compatto, che è prodotto da una speciale tecnica nota come "tessitura a umido", con l'aiuto di uno strumento speciale. I fili d'ordito, la trama e il filo vengono costantemente mantenuti bagnati durante il processo di tessitura. Quando il tappeto finito viene lasciato asciugare, la lana si espande e il tessuto diventa più compatto. Il tessuto viene ulteriormente compattato da un martellamento vigoroso su dispositivi metallici simili a chiodi che vengono inseriti tra gli orditi durante la tessitura. Gli orditi alternativi sono da moderatamente a profondamente depressi. Il tessuto viene ulteriormente compattato utilizzando trame di diverso spessore. Di solito una delle tre trame è considerevolmente più spessa delle altre. I nodi sono simmetrici, con una densità da 930 a 2100 per dm  2 ), raramente anche oltre 6200 per dm  2 ).
I colori dei tappeti Bijar sono squisiti, con blu chiaro e scuro, e saturi di luce, rosa pallido. I disegni sono tradizionalmente persiani, con Herati predominante, ma anche Mina Khani, Harshang e con semplici forme a medaglione. Spesso il disegno è più rettilineo, ma i tappeti Bijar sono più facilmente identificabili per la loro particolare, rigida e pesante tessitura che per qualsiasi altro motivo. I tappeti Bijar non possono essere piegati senza rischiare di danneggiare la loro struttura. Una caratteristica specifica è anche la mancanza di sottolineature, in particolare nei modelli più piccoli. I tappeti "sampler" a grandezza naturale, che mostrano solo esempi di disegno di sfondo e bordi piuttosto che un disegno di tappeti completamente sviluppati, sono chiamati "vagireh" dai commercianti di tappeti e sono frequentemente presenti nell'area di Bijar. Nuovi tappeti Bijar vengono ancora esportati dall'area, per lo più con disegni Herati meno elaborati e tinti con buoni coloranti sintetici.

##### Tappeti curdi di villaggio
Da una prospettiva occidentale, non ci sono molte informazioni dettagliate sui tappeti dei villaggi curdi, probabilmente perché non ci sono informazioni sufficienti per identificarli, visto non sono mai stati specificamente venduti in Occidente. Solitamente, i tappeti possono essere identificati solo come "persiani nordoccidentali, probabilmente curdi". Come accade generalmente con i tappeti dei villaggi e dei nomadi, la struttura di questi tappeti è prevalentemente di lana. La lana di pecora curda è di alta qualità e prende bene i coloranti. Così, un tappeto con le caratteristiche distinte della "produzione di villaggio", fatto di lana di alta qualità con colori particolarmente fini, può essere attribuito alla produzione curda, ma per lo più queste attribuzioni rimangono congetture. L'uso estensivo di modelli e disegni di tappeti comuni pone ulteriori difficoltà nell'assegnare una specifica provenienza regionale o tribale. Si è osservata una tendenza all'integrazione delle tradizioni regionali delle aree circostanti, come i disegni persiani anatolici o nord-occidentali, che a volte mostrano distinte, insolite variazioni di disegno che portano a suggerire una produzione curda all'interno delle aree adiacenti. Inoltre, le città persiane nordoccidentali come Hamadan, Zenjan o Sauj Bulagh potrebbero aver usato elementi di disegno "curdi" in passato, ma la produzione moderna esposta alle Grandi Esposizioni Persiane sembra concentrarsi su diversi disegni.

#### Qashqai

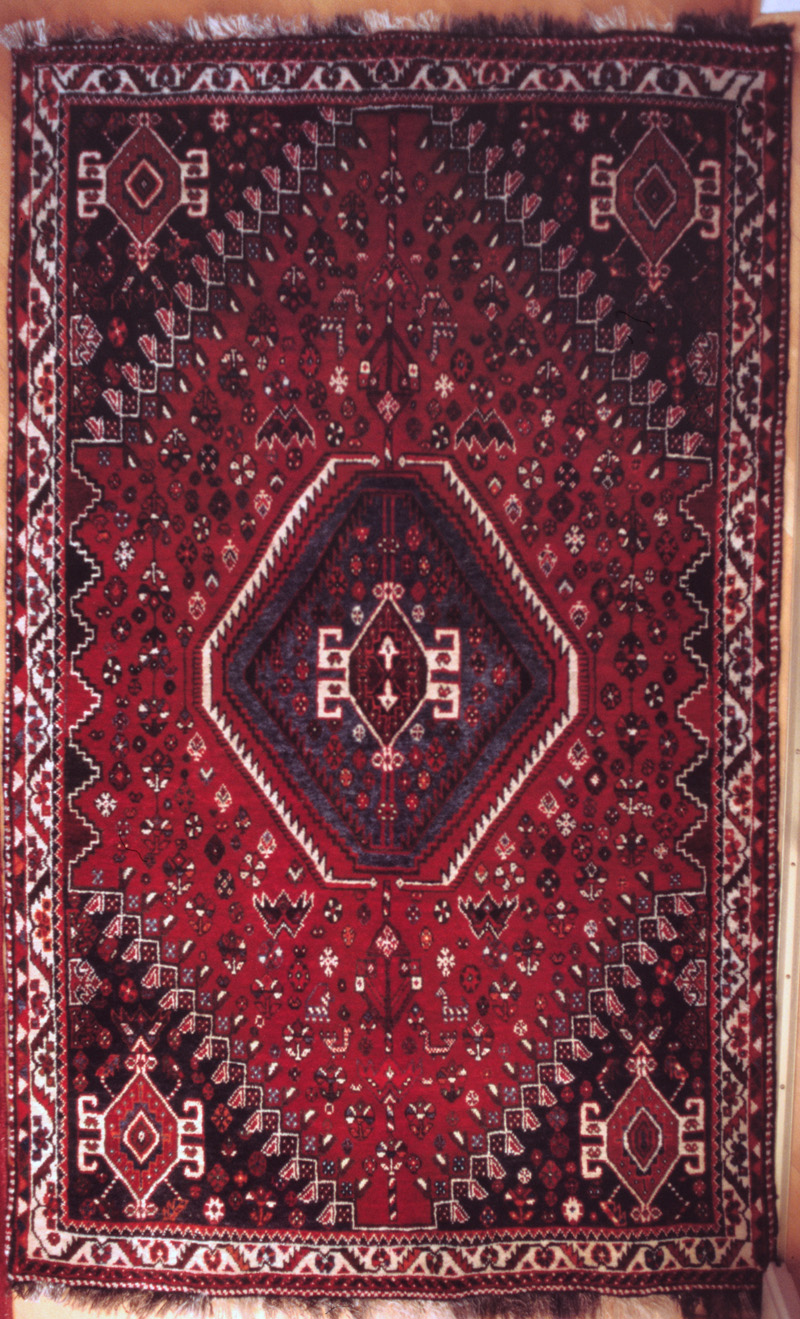
Tappeto Qashqai

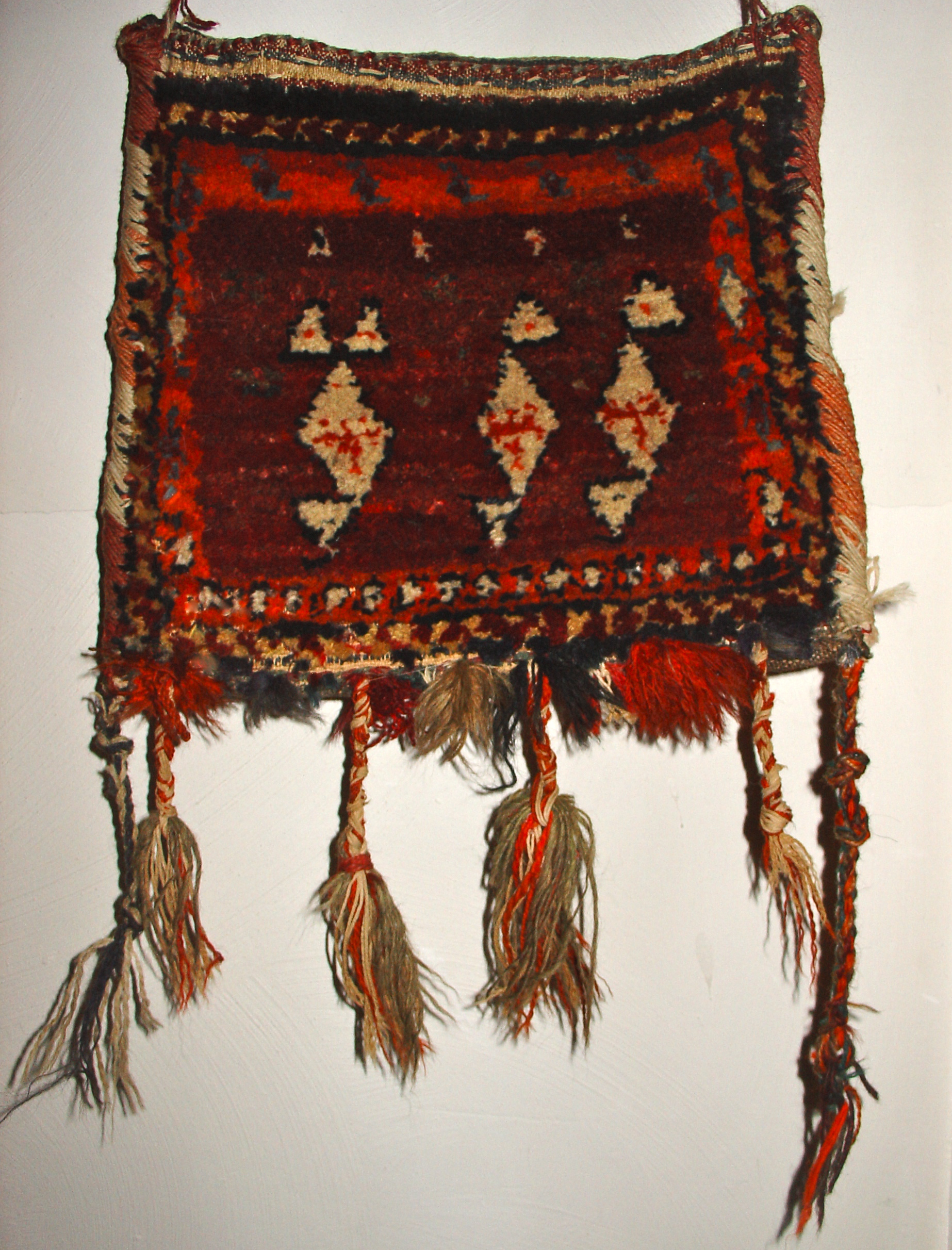
Borsa Qashqai

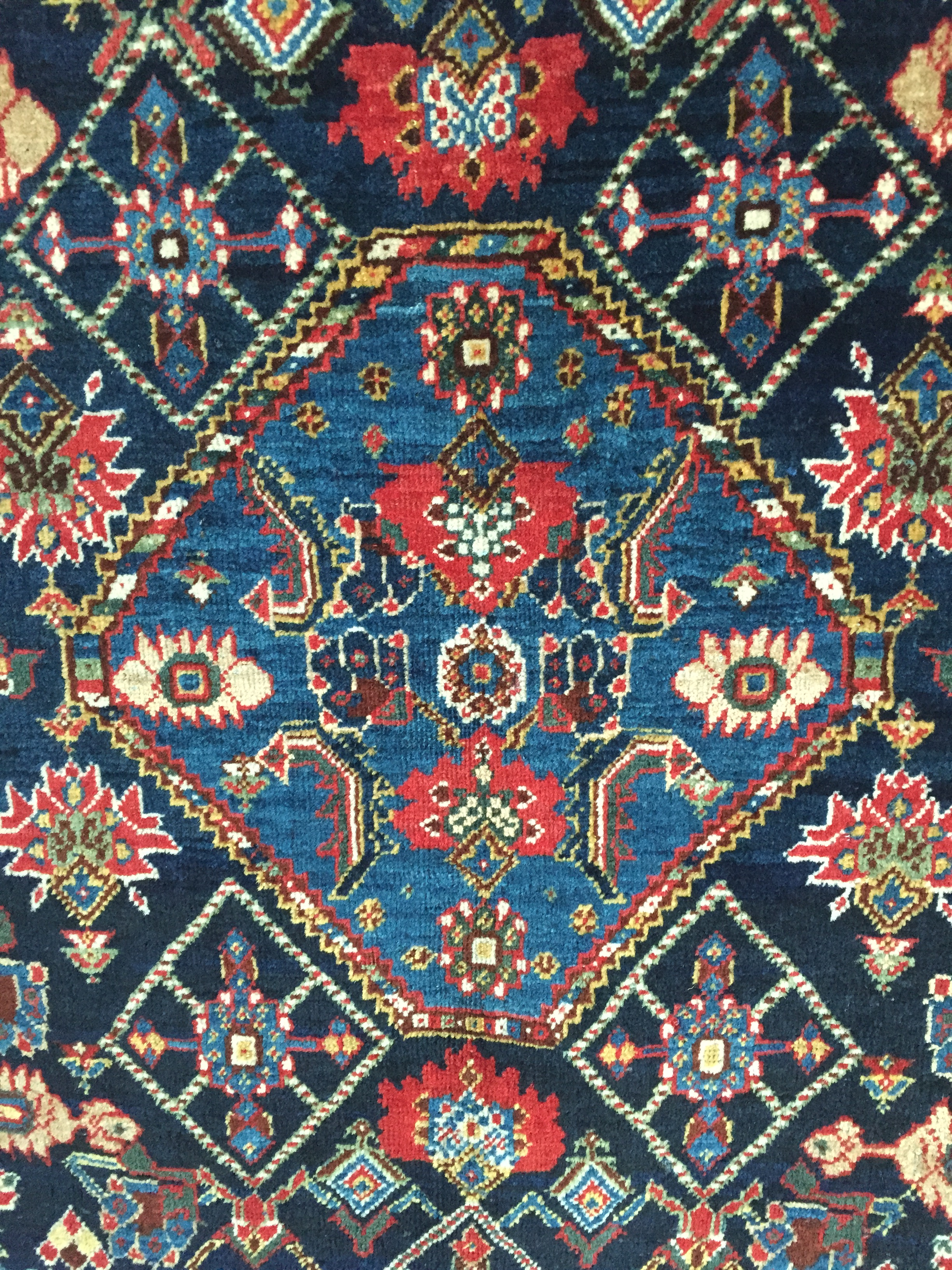
Medaglione centrale di un tappeto Qashqai, XIX secolo, con frammenti a disegno Herati

La storia antica dei Qashqai rimane oscura. Parlano un dialetto turco simile a quello dell'Azerbaigian e potrebbero essere emigrati, da nord, nella provincia di Fars durante il XIII secolo, probabilmente guidati dall'invasione mongola. Karim Khan Zand nominò il capo del clan Chahilu come primo Il-Khan del Qashqai. Le sottotribù più importanti sono Qashguli, Shishbuluki, Darashuri, Farsimadan e Amaleh. Gallanzan, Rahimi e Ikdir che producono tappeti di qualità intermedia. I tappeti tessuti dalle sottotribù Safi Khani e Bulli sono considerati tra i tappeti di altissima qualità. I tappeti sono tutti di lana, di solito con ordito color avorio, che distingue i tappeti Qashqai da quelli di Khamseh. I tappeti Qashqai utilizzano nodi asimmetrici, mentre i tappeti Gabbeh tessuti dai Qashqai utilizzano più spesso nodi simmetrici. Gli orditi alternativi sono profondamente depressi. Le trame sono in colori naturali o tinte di rosso. Le cimose sono coperte di lana di diversi colori, creando un motivo ad "asta del barbiere" e talvolta sono adornate con nappe di lana. Entrambe le estremità del tappeto hanno strette strisce piatte tipo kilim. I laboratori di tessitura sono stati istituiti nel XIX secolo intorno alla città di Firuzabad. In queste manifatture sono stati tessuti tappeti con boteh ripetuti di modello Herati, medaglioni, e disegni di tappeti da preghiera che ricordano i modelli millefleur dei tappeti indiani. Il disegno Herati può a volte apparire disgiunto e frammentato. I Qashqai sono anche conosciuti per i loro tessuti piatti e per la loro produzione di piccole borse da sella a trama di pelo, borse più grandi ("mafrash") e i loro tappeti Gabbeh.
I tappeti Shishbuluki (letteralmente: "sei distretti") sono caratterizzati da piccoli medaglioni centrali a forma di losanga circondati da piccole figure allineate in losanghe concentriche che si irradiano dal centro. Lo sfondo è spesso rosso e i dettagli sono spesso intrecciati in giallo o avorio. I tappeti Darashuri sono simili a quelli Shishbuluki, ma non così finemente intrecciati.
Poiché il vero stile di vita nomade è virtualmente giunto al termine nel XX secolo, la maggior parte dei tappeti Qashqai sono ora tessuti nei villaggi, usando telai verticali e orditi in cotone. Usano una varietà di disegni associati alla tradizione Qashqai, ma raramente è possibile attribuire un tappeto specifico a una specifica tradizione tribale. Molti modelli, tra cui il "medaglione Qashqai" precedentemente pensato per rappresentare autentiche tradizioni di disegno nomade, hanno dimostrato di essere di origine manifatturiera cittadina e sono stati integrati nelle tradizioni dei villaggi rurali attraverso un processo di stilizzazione.
Il ritorno alle tinture naturali ha avuto un impatto importante sulla produzione di tappeti Qashqai. Iniziata a Shiraz, negli anni '90, da maestri tintori come Abbas Sayahi, in particolare i tappeti Gabbeh, suscitarono molto interesse quando furono presentati per la prima volta alla Great Persian Exhibition nel 1992. Inizialmente tessuti per uso domestico e commercio locale, grossolanamente annodati con nodi simmetrici, i colori inizialmente erano per lo più naturali. Con il risveglio dei colori naturali, i Gabbeh della provincia di Fars presto vennero prodotti in una gamma completa di colori e riscontrarono la richiesta occidentale di arte popolare primitiva e ingenua, al contrario degli elaborati disegni commercializzati, e ottennero una grande popolarità. Nella produzione commerciale di oggi, i modelli di tappeti Gabbeh rimangono semplici, ma tendono a mostrare tipi di design più moderni.

#### Federazione Khamseh

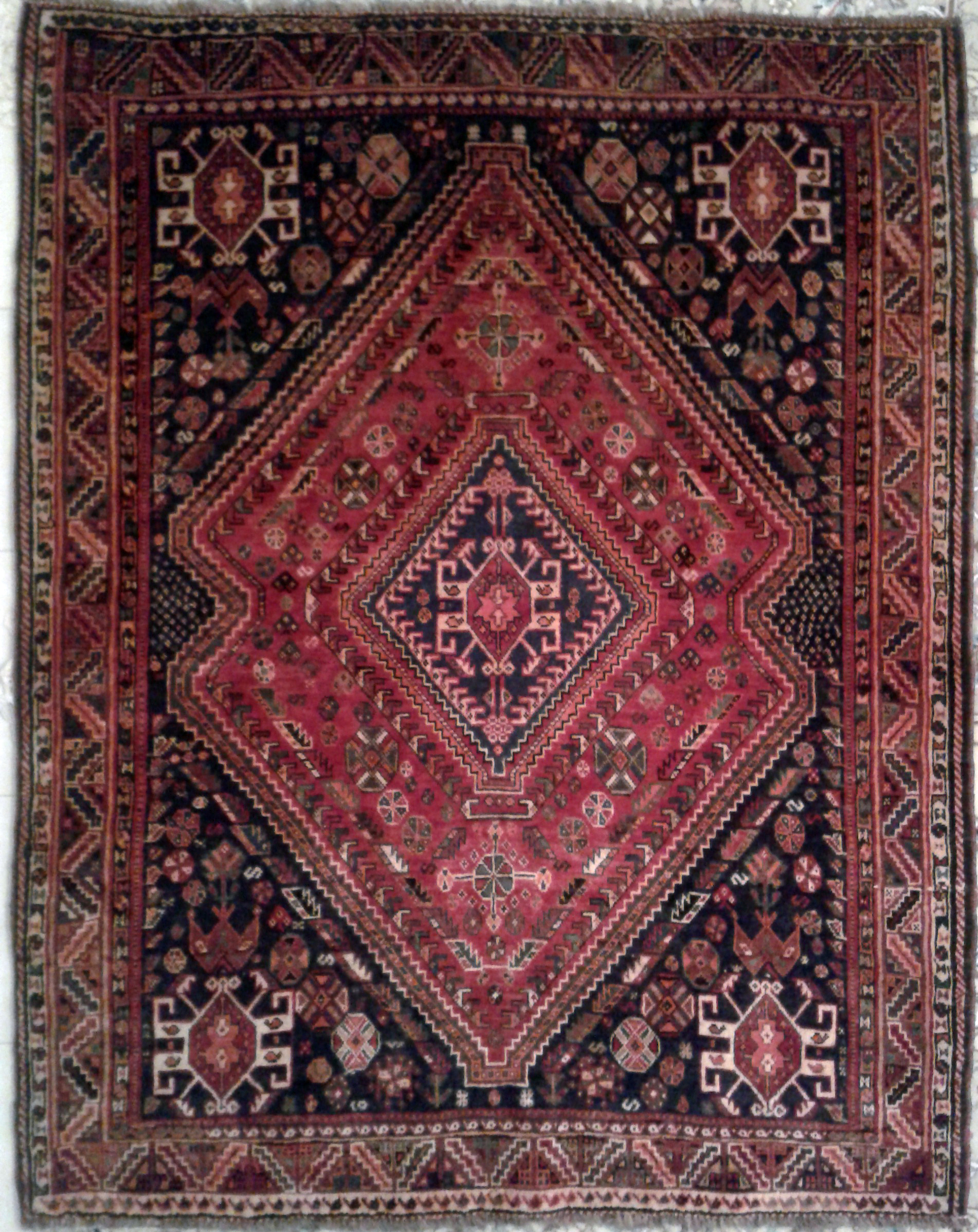
Tappeto della tribù Basseri

La federazione Khamseh (letteralmente: "cinque tribù") fu fondata dal governo persiano Qajar nel XIX secolo, per rivaleggiare con il potere dominante dei Qashqai. Furono riuniti cinque gruppi tribali di origine araba, persiana e turca, tra cui le tribù arabe dei Basseri, Baharlu, Ainalu e Nafar. È difficile attribuire un tappeto specifico alla produzione di Khamseh e l'etichetta "Khamseh" è spesso usata come termine commerciale. Gli orditi e i bordi di lana scura, associati ai tappeti Arab Khamseh, sono raramente depressi e i colori sono più attenuati. In particolare, un modello di uccello stilizzato ("murgh") si trova spesso su tappeti attribuiti alla confederazione, disposto attorno a una serie di medaglioni a forma di losanga. I tappeti Basseri sono annodati asimmetricamente, più luminosi nei colori, con più spazio aperto e ornamenti più piccoli e l'arancione è il colore dominante. I "Baharlu" sono una tribù di lingua turca situata intorno a Darab e sono pochi i tappeti conosciuti di questa regione agricola.

#### Luri
I Luri vivono principalmente nell'Iran occidentale e sud-occidentale e sono di origine indoeuropea. La loro lingua è strettamente correlata al dialetto Bakhtiari e al dialetto del sud curdo. I loro tappeti sono stati commercializzati a Shiraz. Essi hanno una base di lana scura, con due trame per ogni fila di nodi. I nodi sono simmetrici o asimmetrici. Spesso si vedono piccoli disegni di stelle che si ripetono, o medaglioni a forma di losanga con ganci ad ancora su entrambe le estremità.

#### Afshari
Gli Afshari sono un gruppo semi-nomade di origine turca, stanziato principalmente nelle aree montuose che circondano la moderna città di Kerman nel sud-est dell'Iran. Producono principalmente tappeti in formati runner, borse e altri articoli per la casa con disegni rettilinei o curvilinei, mostrando sia medaglioni centrali che schemi diffusi su tutta la superficie del tappeto. I colori sono luminosi e rosso pallido. Le estremità piatte spesso mostrano strette strisce multiple.

#### Beluci
I Beluci vivono nell'Iran orientale. Tessono tappeti di piccolo formato e una varietà di borse con colori rosso scuro e blu, spesso combinati con marrone scuro e bianco. Usano anche i peli di cammello.

### Tappeti di villaggio
I tappeti prodotti nei villaggi vengono solitamente portati in un centro del mercato regionale e portano il nome del centro del mercato come etichetta. A volte, come nel caso del tappeto "Serapi", il nome del villaggio funge da etichetta per una qualità speciale. Questi tappeti possono essere identificati dai loro disegni meno elaborati e più stilizzati.
I criteri che individuano la produzione dei villaggi sono:
1. Un tappeto di cosiddetta dispersione ("dozar") che è stato intessuto in un ambiente stabile
2. Tessuto in maniera estemporanea
3. Senza angoli ben definiti
4. tessuto con possibili idiosincrasie di costruzione e degli elementi costitutivi.

I tappeti di villaggio sono più adatti ad avere fili di lana piuttosto che di cotone. I loro disegni non sono così elaborati e decorati rispetto ai modelli curvilinei dei tappeti delle città. Sono più propensi a mostrare errori concreti e vistosi nei dettagli. Su semplici telai verticali, la tensione corretta degli orditi è difficile da mantenere durante l'intero processo di tessitura. Quindi, i tappeti dei villaggi tendono a variare in larghezza da un capo all'altro, hanno i lati irregolari e potrebbero non essere completamente piatti. In contrasto con i tappeti di manifattura, c'è una notevole varietà nel trattare le cimose e le frange. Hanno meno probabilità di presentare deformazioni depresse, rispetto ai tappeti della manifattura. Tendono a fare meno uso delle estremità in kilim tessute piatte per rifinire gli estremi del tappeto, rispetto ai tappeti tribali. La variazione nel trattamento delle frange e delle estremità e il modo in cui vengono trattate le cimose, forniscono indizi sul luogo di origine.

#### Iran nord-occidentale
Tabriz è il centro del mercato per il nord-ovest iraniano. I tappeti tessuti in questa regione usano principalmente il nodo simmetrico. Heris è un centro di produzione locale principalmente per i tappeti delle dimensioni di una stanza. Gli orditi e le trame sono di cotone, la tessitura è piuttosto grossolana, con lana di alta qualità. I medaglioni centrali prominenti mostrano frequentemente profili rettilinei evidenziati in bianco. Gli ornamenti del fondo sono in grassetto, in stile rettilineo, a volte in un disegno diffuso. I tappeti Heris di alta qualità sono noti come Serapi. Il villaggio di Sarab produce passatoie di peli di cammello con ampi margini principali o di lana tinta color cammello. Grandi medaglioni interconnessi riempiono il fondo. Per lo più i motivi rettilinei, geometrici e floreali sono tinti di rosso rosa e blu. I tappeti Bakshaish hanno un grande medaglione a forma di scudo, modelli rettilinei meno elaborati in rosa salmone e blu, etichettati col nome del villaggio di Bakhshayesh. I Karadja producono passatoie con medaglioni quadrati e ottagonali in successione.

#### Iran occidentale
I maggiori centri di produzione nell'occidente sono: Hamadan, Saruk con le città vicine Arak e Minudasht noti sotto il nome commerciale Lilihan e Serabend, Maslaghan, Malayer e Feraghan.
- I tappeti di Maslaghan sono in genere piccoli (120 × 180 cm), gli orditi sono in cotone e le trame in lana o cotone. Il grande medaglione mostra un cosiddetto effetto "lobato Göl", i cui colori sono in netto contrasto con lo sfondo, con piccoli bordi. Malayer, Sarouk e Feraghan si trovano vicini l'uno all'altro e usano il cotone per la struttura.[50]
- I tappeti Malayer si distinguono per la loro trama singola e l'uso del nodo simmetrico. I modelli diffusi e a medaglione sono molto comuni e usano spesso il motivo boteh.[50]
- Il disegno originale "Sarouk" era caratterizzato da un medaglione a stella rotonda con pendenti circostanti. Esso è stato modificato dai tessitori verso un modello diffuso di motivi floreali separati. I tappeti vengono quindi lavati chimicamente per rimuovere i colori indesiderati, e dipinti di nuovo con colori più graditi.[26] I tappeti Feraghan sono tessuti meno finemente dei Sarouk. Spesso il modello Herati si trova dappertutto. I medaglioni, se presenti, mostrano più disegni geometrici. Una tintura verde corrosiva è tipica dei tappeti Feraghan.[50]

#### Iran del sud
Dalla metà del XX secolo, iniziò la produzione commerciale nei villaggi di Abadeh e Yalameh. I tappeti Abadeh hanno adottato disegni tradizionali Qashqai, usando cotone per orditi e trame, queste ultime spesso colorate in blu. I tappeti Yalameh assomigliano più ai disegni Khamseh con medaglioni uncinati disposti sullo sfondo. Gli orditi e le trame sono spesso di colore bianco.

#### Iran orientale
Il villaggio di Doroksh è noto per la produzione di tappeti nell'Iran orientale, caratterizzati dal loro uso di coloranti arancione e del motivo boteh. Di solito, hanno un solo margine e i nodi sono asimmetrici.

### Tappeti di città

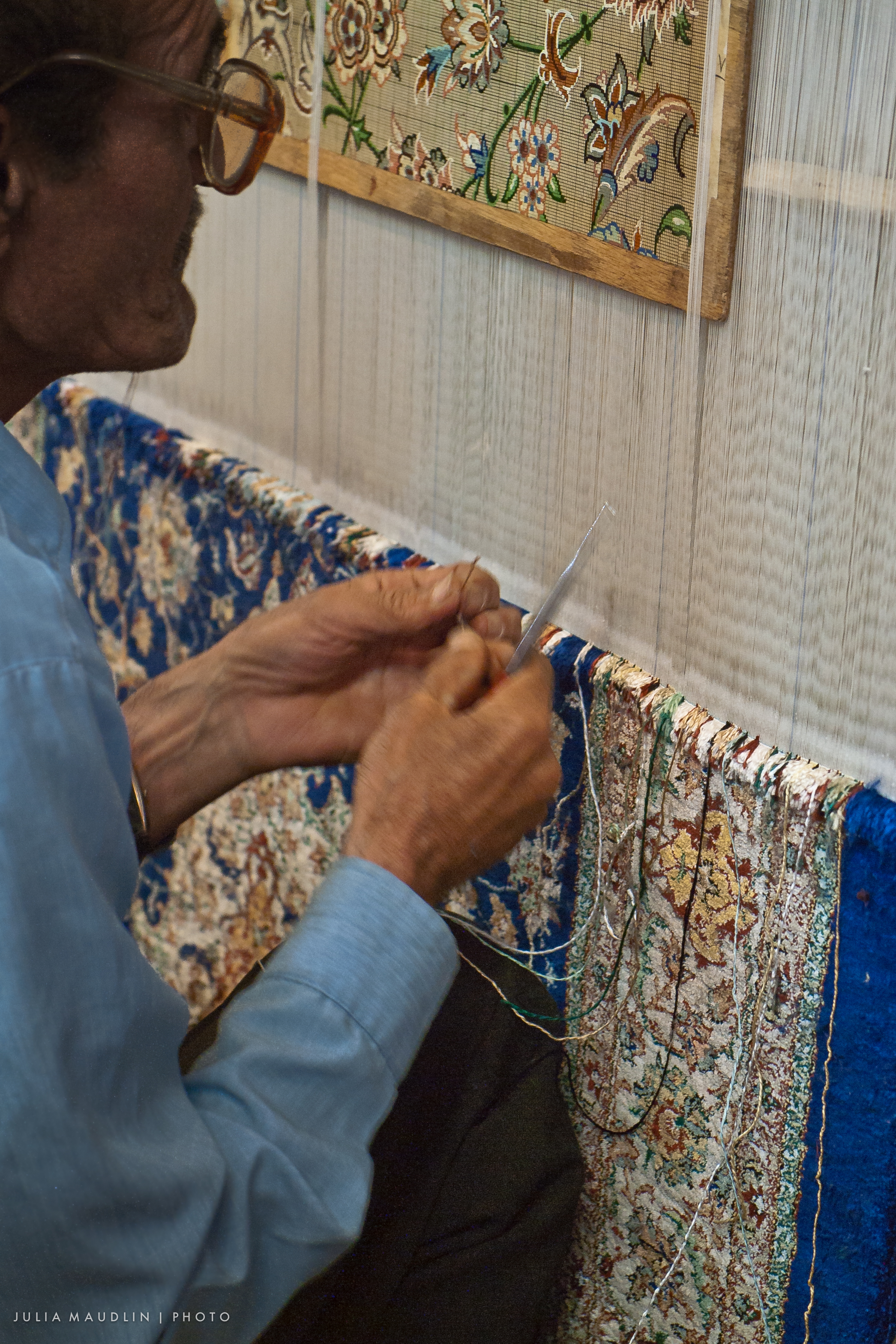
Tessitura di un tappeto da un disegno, Esfahan, Iran

Tabriz nell'ovest, Kerman a sud e Mashhad nel nord-est dell'Iran, assieme alle città dell'Iran centrale Kashan, Esfahan, Na'in e Qom, sono i centri principali della produzione di tappeti.
- Tabriz è stato un centro di produzione di tappeti per secoli. Vengono prodotti tutti i tipi di disegni, con fili di lana o seta e struttura in cotone o seta.
- Il tappeto Kerman è noto per essere finemente annodato ed elegante con prominente colore rosso cocciniglia, avorio e giallo dorato. I suoi medaglioni sono disegnati elegantemente, e sullo sfondo sono spesso presenti versioni elaborate del disegno boteh.
- I tappeti Mashhad sono di qualità media, spesso in rosso cocciniglia. I tappeti Emogli sono in seta e rappresentano i migliori tappeti prodotti a Mashhad. Essi mostrano densi motivi arabescati su fondo rosso.
- I tappeti Kashan sono i più antichi prodotti nell'Iran centrale. Famosi tra i tappeti di seta, la loro produzione fu ripresa alla fine del XIX secolo. I primi tappeti tessuti a Kashan alla fine del XIX secolo mostrano alcuni squilibri nei disegni, poi superati, e sono stati prodotti principalmente con uno sfondo rosso o avorio e con elaborati medaglioni centrali ogivali.
- Esfahan, Na'in e Qom ripresero la produzione di tappeti verso la metà del XX secolo. I tappeti, interamente in seta o in seta e cotone, sono prodotti con nodi asimmetrici. Il loro disegno è spesso ispirato a quello dei safavidi. I tappeti di Qom e Na'in hanno spesso medaglioni riccamente decorati e tenui colori blu chiaro e avorio. I tappeti di Esfahan usano colori più marcati, quali il rosso scuro e il blu.

### Provenienze
- Abadeh
- Afghanistan
- Ahar
- Afshari
- Arak
- Ardabil
- Bakhtiari
- Bijar
- Borūjerd
- Heris
- Esfahan
- Jozan
- Kashan
- Kerman
- Lilihan
- Mashhad
- Na'in
- Shahsevan
- Shiraz
- Qom
- Tabriz
- Varamin
- Zanjan

## Aspetti commerciali

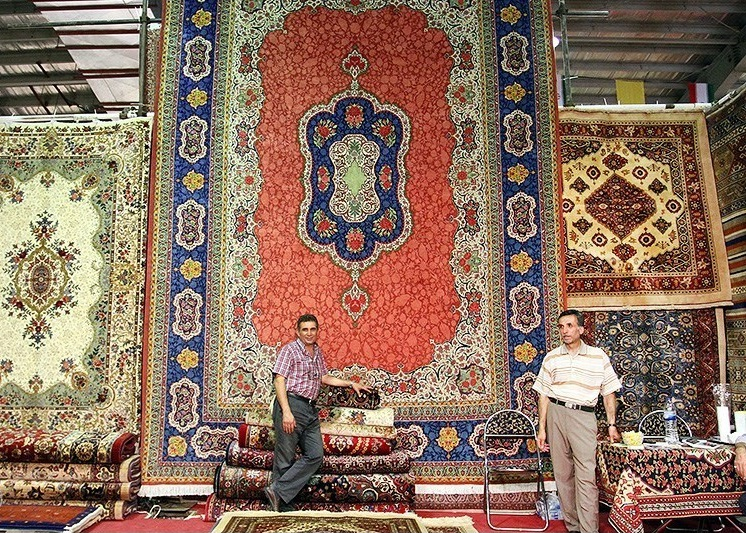
Mostra di tappeti persiani/iraniani nella città di Hamadan nel 2015.

L'Iran ha esportato tappeti tessuti a mano per 517 milioni di dollari nel 2002 e 635 milioni di dollari nel 2004, secondo i dati dell'Iran Carpet Company. Nell'ottobre 2006, il National Iranian Carpet Centre ha rivelato che i tappeti tessuti a mano sono al primo posto nelle esportazioni non petrolifere del paese e detengono la terza posizione tra le esportazioni complessive. Quasi cinque milioni di lavoratori sono impegnati nell'industria dei tappeti iraniana, rendendola una delle più grandi imprese del paese.
Negli ultimi tempi i tappeti iraniani sono stati oggetto di una feroce competizione da parte di altri paesi produttori di falsi disegni persiani originali e di veri e propri sostituti meno costosi. La maggior parte dei problemi che affliggono questa arte tradizionale è dovuta all'assenza di brevetti e marchi dei prodotti, nonché alla riduzione della qualità delle materie prime nel mercato locale e alla costante perdita di modelli di progettazione originali. L'assenza di moderne ricerche e sviluppo sta causando un rapido declino delle dimensioni e del valore di mercato di questa arte.
Nel 2008, l'esportazione di tappeti tessuti a mano in Iran è stata di 420 milioni di dollari, ovvero il 30% del valore mondiale. Si stima che, in Iran, vi siano 1,2 milioni di tessitori che producono tappeti per uso interno e per l'esportazione. L'Iran esporta tappeti in oltre 100 paesi, poiché i tappeti tessuti a mano sono uno dei principali articoli di esportazione non petroliferi. Gli Stati Uniti sono il più grande importatore di tappeti persiani tessuti a mano. Nel 2011, il presidente Barack Obama ha firmato un atto che ha notevolmente rafforzato le restrizioni sulle importazioni di origine iraniana, causando il congelamento delle importazioni di tappeti iraniani. Nel gennaio 2016, le sanzioni erano state abolite e nel primo trimestre le esportazioni di tappeti erano ammontate a 60 milioni di dollari, ma la nuova ondata di sanzioni imposte dal presidente Donald Trump ha nuovamente bloccato il settore. Il paese produce annualmente circa cinque milioni di metri quadrati di tappeti, il 79% dei quali venduti nei mercati internazionali.
I disegni dei tappeti persiani sono copiati anche da tessitori di altri paesi. L'Iran comunque, il più grande produttore ed esportatore mondiale di tappeti fatti a mano, produce tre quarti dell'intera produzione mondiale, sebbene, negli ultimi tempi, questa antica tradizione sia stata sottoposta a una forte concorrenza da parte dei prodotti fatti a macchina.